# Danh sách cầu thủ nước ngoài Giải bóng đá Ngoại hạng Anh
Đây là danh sách các cầu thủ nước ngoài tại Premier League, những người thi đấu từ mùa giải đầu tiên 1992. Danh sách dưới đây cầu thủ phải đạt cả hai điều kiện:
1. Thi đấu ít nhất một trận tại Premier League. Cầu thủ được đăng ký bởi các câu lạc bộ Premier League, nhưng chỉ thi đấu ở giải đấu thấp hơn, cúp và/hoặc các trận đấu châu Âu, hoặc không thi đấu tất cả sẽ không được tính.
2. Cầu thủ được coi là người nước ngoài tức là bên ngoài Vương quốc Liên hiệp Anh được xác định như sau:

Một cầu thủ được xem là người ngoại quốc nếu anh ta không đủ tư cách thi đấu cho các đội tuyển quốc gia của Anh, Scotland, Wales hay Bắc Ireland.
Những trường hợp đặc biệt:
- Một cầu thủ thi đấu ở cấp độ quốc tế, đội tuyển quốc gia sẽ xác định là quốc tịch; nếu anh ta thi đấu cho nhiều hơn một quốc gia, cấp độ cao hơn (hoặc gần nhất) sẽ được xác định. Điều này bao gồm các cầu thủ Anh có quyền công dân song song.
- Nếu một cầu thủ không khoác áo đội tuyển quốc gia, nơi sinh sẽ được xác định, trừ những người được sinh ra ở nước ngoài nhưng có bố mẹ là người Anh hoặc chuyển tới Vương quốc Anh từ nhỏ, và những người xác định rõ ràng việc chuyển quốc tịch từ một quốc gia khác.

Các câu lạc bộ được liệt kê khi cầu thủ thi đấu ít nhất một trận tại Premier League và những mùa giải cũng phải thi đấu ít nhất một trận tại Premier League. Đây là mùa giải, không phải năm dương lịch. Ví dụ, "1992–95" chỉ cầu thủ thi đấu các mùa từ mùa 1992–93 tới 1994–95, chứ không phải là thi đấu từ năm 1992 tới 1995. Vì thế, một cầu thủ thường được liệt kê ít nhất hai năm, ví dụ, một cầu thủ có trận ra mắt năm 2011, trong mùa 2011–12, sẽ được ghi '2011–12' sau tên. Đây là quy định chung cho mùa giải thể thao ở Anh.
Tính tới nay, 111 quốc gia thuộc FIFA có cầu thủ thi đấu tại Premier League. Ngày 1 tháng 2 năm 2020, Tanzania trở thành quốc gia gần đây nhất góp mặt, khi Mbwana Samatta có trận ra mắt giải đấu cho Aston Villa.
In đậm: các cầu thủ vẫn còn thi đấu tại mùa giải hiện tại (2022–23).

## Albania
| # | Cầu thủ               | Câu lạc bộ | Giai đoạn |
| - | --------------------- | ---------- | --------- |
| 1 | Lorik Cana [Note 78]  | Sunderland | 2009–10   |
| 2 | Armando Broja[Note 4] | Chelsea    | 2019–20   |

## Algérie

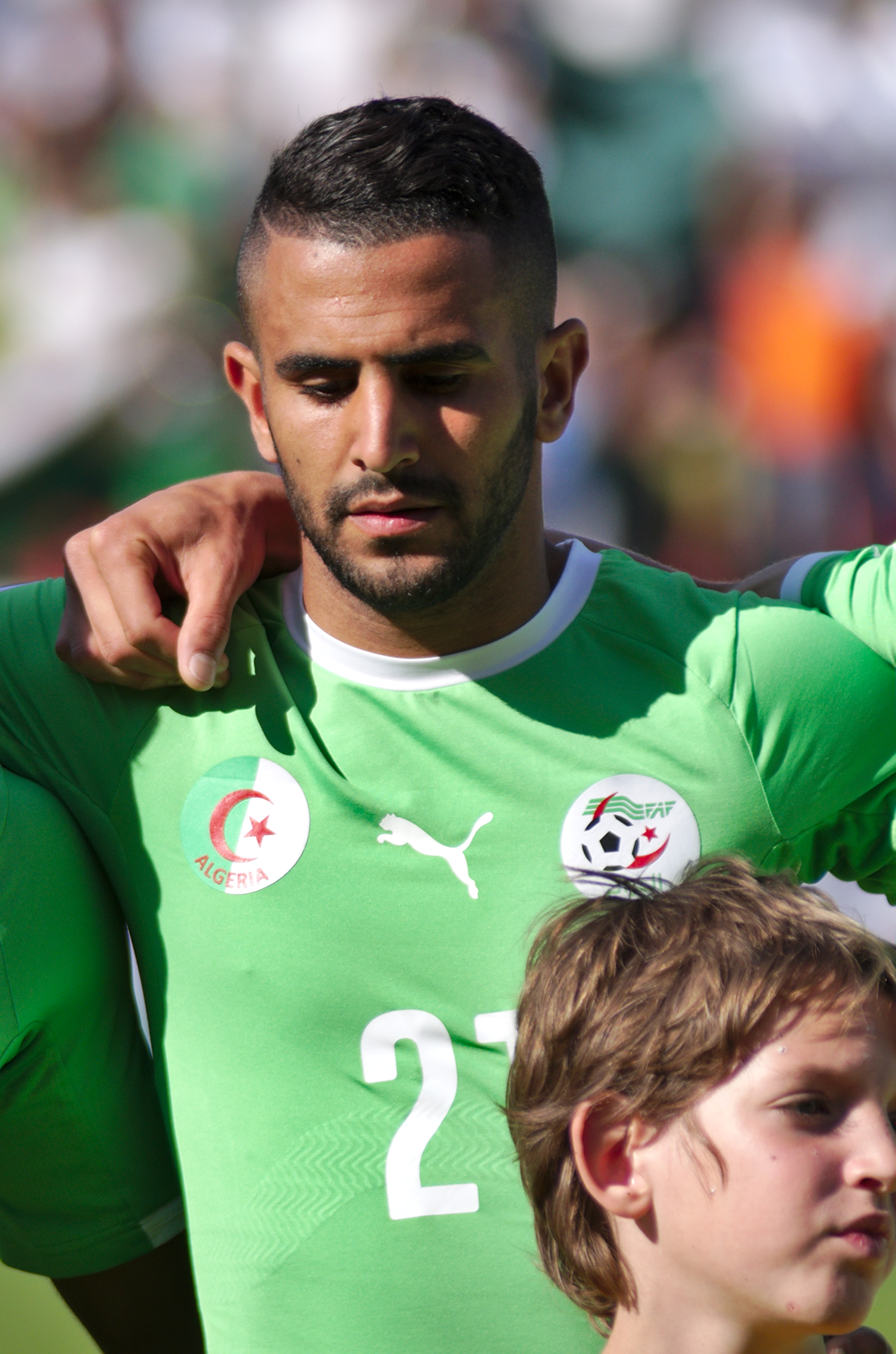
Riyad Mahrez được bầu chọn là Cầu thủ xuất sắc nhất năm của PFA sau khi giúp Leicester vô địch năm 2016

| #  | Cầu thủ          | Câu lạc bộ                                                      | Giai đoạn        |
| -- | ---------------- | --------------------------------------------------------------- | ---------------- |
| 1  | Moussa Saïb      | Tottenham Hotspur                                               | 1997–99          |
| 2  | Djamel Belmadi   | Manchester City                                                 | 2002–03          |
| 3  | Ali Benarbia     | Manchester City                                                 | 2002–03          |
| 4  | Madjid Bougherra | Charlton Athletic                                               | 2006–07          |
| 5  | Hameur Bouazza   | Watford, Fulham                                                 | 2006–08          |
| 6  | Nadir Belhadj    | Portsmouth                                                      | 2008–10          |
| 7  | Kamel Ghilas     | Hull City                                                       | 2009–10          |
| 8  | Hassan Yebda     | Portsmouth                                                      | 2009–10          |
| 9  | Adlène Guedioura | Wolverhampton Wanderers, Crystal Palace, Watford, Middlesbrough | 2009–12, 2013–17 |
| 10 | Rafik Halliche   | Fullham                                                         | 2010–11          |
| 11 | Nabil Bentaleb   | Tottenham Hotspur, Newcastle United                             | 2013–16, 2019–20 |
| 12 | Mehdi Abeid      | Newcastle United                                                | 2014–15          |
| 13 | Riyad Mahrez     | Leicester City, Manchester City                                 | 2014–            |
| 14 | Sofiane Feghouli | West Ham United                                                 | 2016–17          |
| 15 | Islam Slimani    | Leicester City, Newcastle United                                | 2016–18          |
| 16 | Rachid Ghezzal   | Leicester City                                                  | 2018–19          |

## Angola
| # | Cầu thủ | Câu lạc bộ                   | Giai đoạn |
| - | ------- | ---------------------------- | --------- |
| 1 | Manucho | Manchester United, Hull City | 2008–09   |

## Antigua và Barbuda
| # | Cầu thủ            | Câu lạc bộ                                | Giai đoạn                 |
| - | ------------------ | ----------------------------------------- | ------------------------- |
| 1 | Dexter Blackstock  | Southampton                               | 2004–05                   |
| 2 | Mikele Leigertwood | Crystal Palace, Sheffield United, Reading | 2004–05, 2006–07, 2012–13 |
| 3 | Moses Ashikodi     | Watford                                   | 2006–07                   |

## Argentina

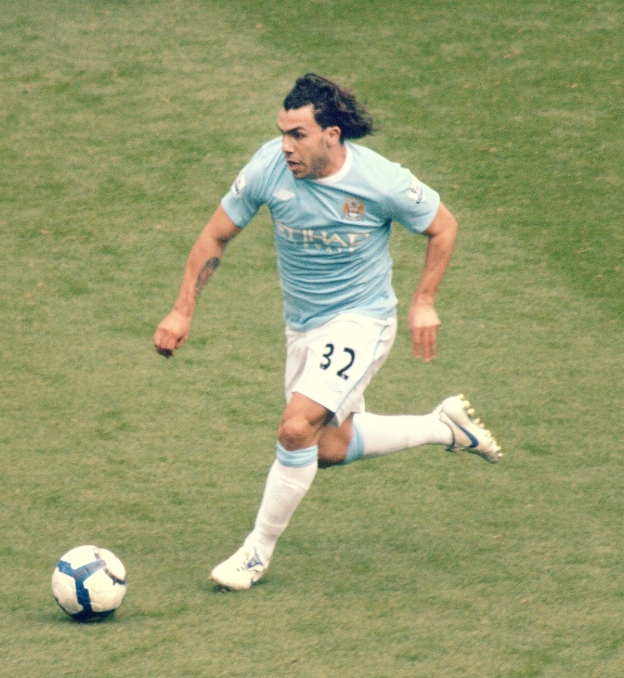
Carlos Tevez vô địch Premier League tại Manchester United và Manchester City

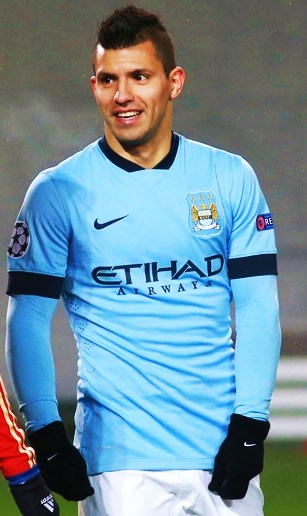
Sergio Agüero có hai chức vô địch Premier League với Manchester City, và là vua phá lưới 2014–15

- Emiliano Martínez- Arsenal F.C.,Aston Villa F.C.- 2012-2020,2020-
- Sergio Agüero – Manchester City – 2011–21
- Cristian Romero - Tottenham Hotspur F.C. - 2021-
- Ricky Álvarez – Sunderland – 2014–15
- Marcos Angeleri – Sunderland – 2010–11
- Julio Arca – Sunderland, Middlesbrough – 2000–03, 2005–09
- Christian Bassedas – Newcastle United – 2000–02
- Luciano Becchio – Norwich City – 2012–14
- Federico Bessone – Swansea City – 2011–12
- Sebastián Blanco – West Bromwich Albion – 2014–15
- Mauro Boselli – Wigan Athletic – 2010–11
- Fabián Caballero – Arsenal – 1998–99
- Willy Caballero – Manchester City – 2014–16
- Esteban Cambiasso – Leicester City – 2014–15
- Horacio Carbonari – Derby County – 1998–2002
- Juan Cobián – Sheffield Wednesday – 1998–99
- Fabricio Coloccini – Newcastle United – 2008–09, 2010–16
- Daniel Cordone – Newcastle United – 2000–01
- Hernán Crespo – Chelsea – 2003–04, 2005–06
- Andrés D'Alessandro – Portsmouth – 2005–06
- Martín Demichelis – Manchester City – 2013–16
- Ángel Di María – Manchester United – 2014–15
- Franco Di Santo – Chelsea, Blackburn Rovers, Wigan Athletic – 2008–13
- Alejandro Faurlín – Queens Park Rangers – 2011–13, 2014–15
- Federico Fazio – Tottenham Hotspur – 2014–15
- Federico Fernández – Swansea City – 2014–16
- Luciano Figueroa – Birmingham City – 2003–04
- Mauro Formica – Blackburn Rovers – 2011–12
- Esteban Fuertes – Derby County – 1999–2000
- Ramiro Funes Mori – Everton – 2015–16
- Paulo Gazzaniga – Southampton – 2012–16
- Jonás Gutiérrez – Newcastle United, Norwich City – 2008–09, 2010–15
- Gabriel Heinze – Manchester United – 2004–07
- Martín Herrera – Fulham – 2002–03
- Emiliano Insúa – Liverpool – 2006–10
- Érik Lamela – Tottenham Hotspur – 2013–16
- Manuel Lanzini – West Ham United – 2015–16
- Carlos Marinelli – Middlesbrough – 1999–2004
- Damián Martínez – Arsenal – 2014–15
- Javier Mascherano – West Ham United, Liverpool – 2006–11
- Juan Carlos Menseguez – West Bromwich Albion – 2008–09
- Nicolás Otamendi – Manchester City – 2015–16
- Mauricio Pellegrino – Liverpool – 2004–05
- Sixto Peralta – Ipswich Town – 2001–02
- Maxi Rodríguez – Liverpool – 2009–12
- Marcos Rojo – Manchester United – 2014–16
- Sergio Romero – Manchester United – 2015–16
- Facundo Sava – Fulham – 2002–04
- Lionel Scaloni – West Ham United – 2005–06
- Ignacio Scocco – Sunderland – 2013–14
- Julián Speroni – Crystal Palace – 2004–05, 2013–16
- Denis Stracqualursi – Everton – 2011–12
- Mauricio Taricco – Tottenham Hotspur – 1998–2004
- Carlos Tevez – West Ham United, Manchester United, Manchester City – 2006–13
- Leonardo Ulloa – Leicester City – 2014–16
- Santiago Vergini – Sunderland – 2013–15
- Juan Sebastián Verón – Manchester United, Chelsea – 2001–04
- Emanuel Villa – Derby County – 2007–08
- Nelson Vivas – Arsenal – 1998–2001
- Claudio Yacob – West Bromwich Albion – 2012–16
- Pablo Zabaleta – Manchester City – 2008–16
- Mauro Zárate – Birmingham City, West Ham United, Queens Park Rangers – 2007–08, 2014–16
- Luciano Zavagno – Derby County – 2001–02

## Úc

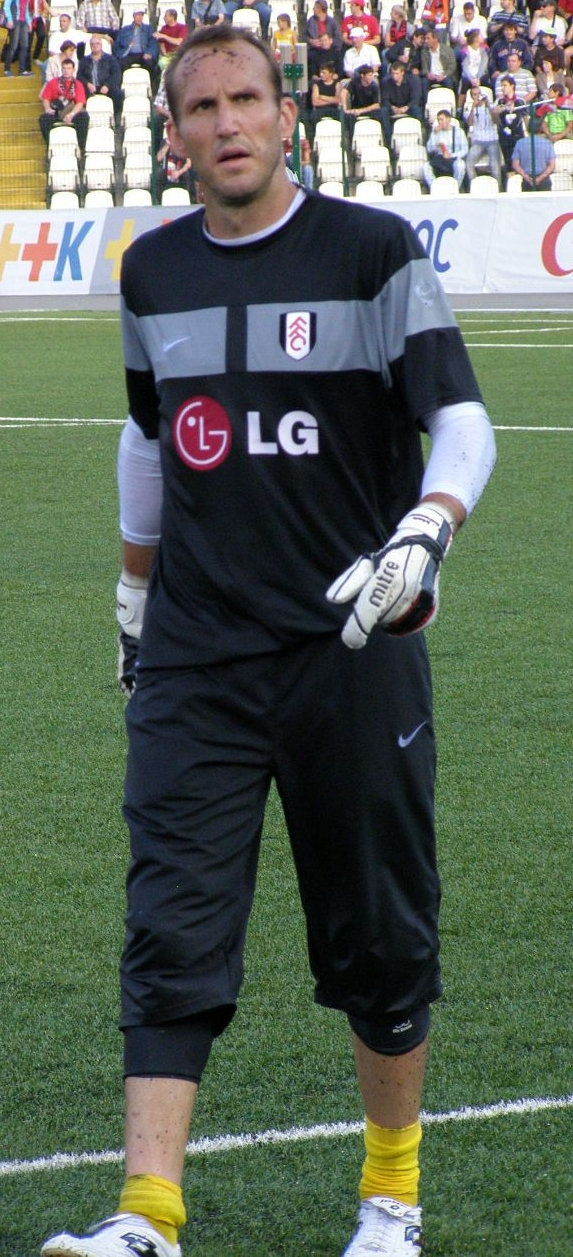
Mark Schwarzer là cầu thủ nước ngoài duy nhất chơi hơn 500 trận tại Premier League

- Mathew Ryan-Brighton & Hove Albion F.C. Arsenal F.C.-2017-2021,2021
- Danny Allsopp – Manchester City – 2000–01
- John Aloisi – Coventry City – 1998–2001
- Con Blatsis – Derby County – 2000–01
- Mark Bosnich – Aston Villa, Manchester United, Chelsea – 1992–2000, 2001–02
- Vlado Bozinovski – Ipswich Town – 1992–93[Note 5]
- Jacob Burns – Leeds United – 2000–01, 2002–03
- Tim Cahill – Everton – 2004–12[Note 74]
- David Carney – Blackpool – 2010–11
- Chris Coyne – West Ham United – 1998–99
- Jason Davidson – West Bromwich Albion – 2014–15
- Ahmad Elrich – Fulham – 2005–06
- Brett Emerton – Blackburn Rovers – 2003–12
- Adam Federici – Reading, Bournemouth – 2006–07, 2012–13, 2015–16
- John Filan – Coventry City, Blackburn Rovers, Wigan Athletic – 1994–99, 2005–07
- Hayden Foxe – West Ham United, Portsmouth – 2000–02, 2003–04
- Richard Garcia – West Ham United, Hull City – 2001–02, 2008–10
- Vince Grella – Blackburn Rovers – 2008–12
- Chris Herd – Aston Villa – 2010–14
- Brett Holman – Aston Villa – 2012–13
- Mile Jedinak – Crystal Palace – 2013–16
- Richard Johnson – Watford – 1999–2000
- Brad Jones – Middlesbrough, Liverpool – 2003–09, 2011–13, 2014–15
- Jason Kearton – Everton – 1992–93, 1994–95
- Harry Kewell – Leeds United, Liverpool – 1995–2008
- Neil Kilkenny – Birmingham City – 2005–06[Note 4]
- Stan Lazaridis – West Ham United, Birmingham City – 1995–99, 2002–06
- Jordan Lyden – Aston Villa – 2015–16
- Steve Mautone – West Ham United – 1996–97
- Scott McDonald – Southampton – 2001–02
- Jamie McMaster – Leeds United – 2002–03[Note 63]
- Craig Moore – Newcastle United – 2005–07
- Kevin Muscat – Crystal Palace – 1997–98[Note 4]
- Lucas Neill – Blackburn Rovers, West Ham United, Everton – 2001–10
- Paul Okon – Middlesbrough, Leeds United – 2000–03
- Andy Petterson – Ipswich Town, Charlton Athletic – 1992–93, 1998–99
- Tony Popovic – Crystal Palace – 2004–05
- Adem Poric – Sheffield Wednesday – 1993–95, 1997–98[Note 4]
- Mark Schwarzer – Middlesbrough, Fulham, Chelsea, Leicester City – 1996–97, 1998–2015
- Josip Skoko – Wigan Athletic – 2005–08
- Robbie Slater – Blackburn Rovers, West Ham United, Southampton – 1994–98[Note 4]
- Brad Smith – Liverpool – 2013–14, 2015–16[Note 44]
- Mile Sterjovski – Derby County – 2007–08
- Danny Tiatto – Manchester City – 2000–01, 2002–04
- Carl Veart – Crystal Palace – 1997–98
- Tony Vidmar – Middlesbrough – 2002–03
- Mark Viduka – Leeds United, Middlesbrough, Newcastle United – 2000–09
- Luke Wilkshire – Middlesbrough – 2001–03
- Ned Zelic – Queens Park Rangers – 1995–96

## Áo
- Marko Arnautović – Stoke City – 2013–16
- Ashley Barnes – Burnley – 2014–15[Note 4]
- Christian Fuchs – Leicester City – 2015–16
- Martin Hiden – Leeds United – 1997–2000
- Jürgen Macho – Sunderland – 2000–03
- Stefan Maierhofer – Wolverhampton Wanderers – 2009–10, 2011–12
- Alex Manninger – Arsenal – 1997–2001
- Christian Mayrleb – Sheffield Wednesday – 1997–98
- Emanuel Pogatetz – Middlesbrough, West Ham United – 2005–09, 2012–13
- Sebastian Prödl – Watford – 2015–16
- Paul Scharner – Wigan Athletic, West Bromwich Albion – 2005–12
- Andreas Weimann – Aston Villa – 2010–15
- Kevin Wimmer – Tottenham Hotspur – 2015–16
- Marcel Sabitzer - Manchester United - 2022-23

## Barbados
- Emmerson Boyce – Crystal Palace, Wigan Athletic – 2004–05, 2006–13[Note 4]
- Gregory Goodridge – Queens Park Rangers – 1995–96
- Paul Ifill – Sheffield United – 2006–07[Note 4]

## Belarus
- Alexander Hleb – Arsenal, Birmingham City – 2005–08, 2010–11
- Sergei Kornilenko – Blackpool – 2010–11

## Bỉ

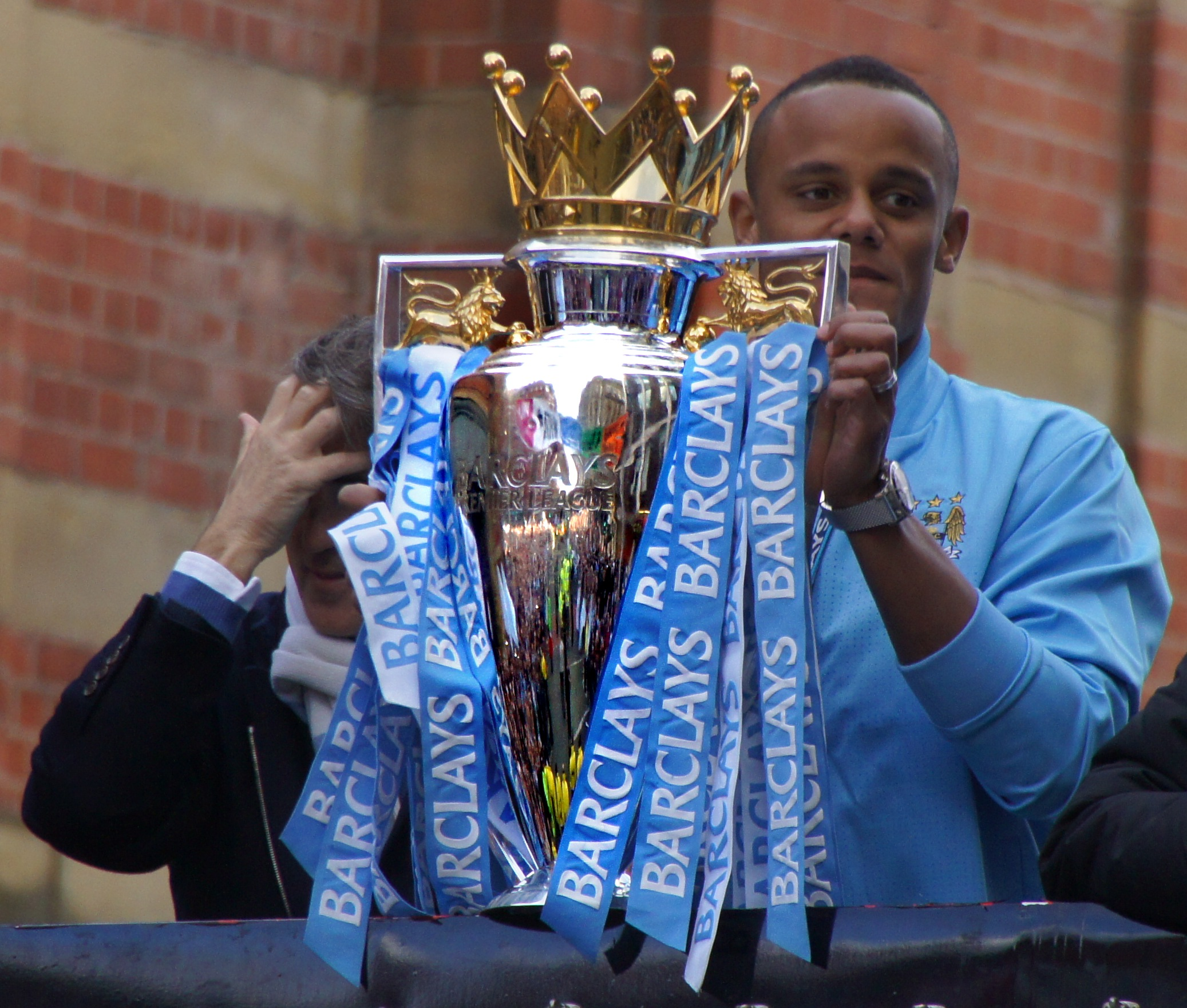
Vincent Kompany là đội trưởng Manchester City vô địch Premier League năm 2012, anh cũng là Cầu thủ xuất sắc nhất mùa giải ấy

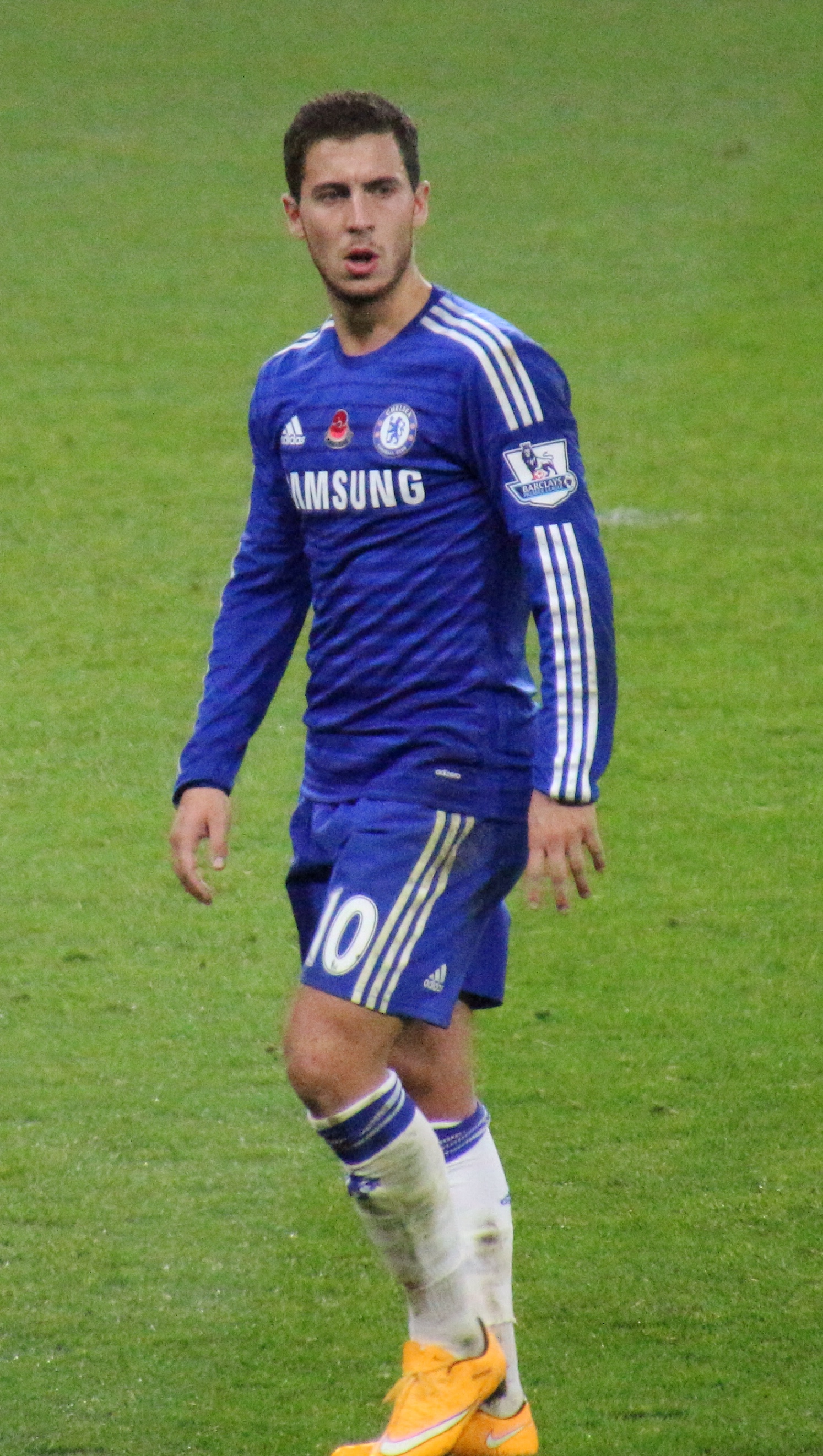
Eden Hazard được bầu là Cầu thủ xuất sắc nhất năm sau khi giúp Chelsea vô địch Premier League năm 2015

- Youri Tielemans-Leicester City F.C.-2018-
- Philippe Albert – Newcastle United – 1994–99
- Toby Alderweireld – Southampton, Tottenham Hotspur – 2014–2015,2016-2021
- Adrian Bakalli – Watford – 1999–2000
- Christian Benteke – Aston Villa, Liverpool, Crystal Palace F.C. – 2012–16[Note 6] 2016 -
- Jonathan Blondel – Tottenham Hotspur – 2002–04
- Ruud Boffin – West Ham United – 2010–11
- Dedryck Boyata – Manchester City, Bolton Wanderers – 2009–12, 2013–15
- Nacer Chadli – Tottenham Hotspur – 2013–16[Note 8]
- Philippe Clement – Coventry City – 1998–99
- Thibaut Courtois – Chelsea – 2014–16
- Gilles De Bilde – Sheffield Wednesday, Aston Villa – 1999–2001
- Kevin De Bruyne – Chelsea, Manchester City – 2013–14, 2015 –
- Ritchie De Laet – Manchester United, Norwich City, Leicester City – 2008–10, 2011–12, 2014–16
- Steve De Ridder – Southampton – 2012–13
- Mousa Dembélé – Fulham, Tottenham Hotspur – 2010–16
- Marc Degryse – Sheffield Wednesday – 1995–96
- Marouane Fellaini – Everton, Manchester United – 2008–16
- Régis Genaux – Coventry City – 1996–97
- Eden Hazard – Chelsea – 2012–19
- Carl Hoefkens – West Bromwich Albion – 2008–09
- Adnan Januzaj – Manchester United – 2013–16
- Vincent Kompany – Manchester City – 2008–16
- Roland Lamah – Swansea City – 2012–14[Note 22]
- Romelu Lukaku – Chelsea, West Bromwich Albion, Everton,Manchester United F.C.– 2011–16,2017-2019,2021-
- Simon Mignolet – Sunderland, Liverpool – 2010–16
- Kevin Mirallas – Everton – 2012–16
- Émile Mpenza – Manchester City – 2006–08
- Geoffrey Mujangi Bia – Wolverhampton Wanderers – 2009–11[Note 6]
- Luc Nilis – Aston Villa – 2000–01
- Vadis Odjidja-Ofoe – Norwich City – 2015–16
- Divock Origi – Liverpool – 2015 –
- Obbi Oularé – Watford – 2015–16
- Sébastien Pocognoli – West Bromwich Albion – 2014–16
- Cédric Roussel – Coventry City – 1999–2001
- Michy Batshuayi-Chelsea F.C.,Crystal Palace F.C. - 2016-2019,2020-2021
- Branko Strupar – Derby County – 1999–2002[Note 7]
- Nico Vaesen – Birmingham City – 2002–03, 2005–06
- Daniel Van Buyten – Manchester City – 2003–04
- Jelle Van Damme – Southampton, Wolverhampton Wanderers – 2004–05, 2010–11
- Anthony Vanden Borre – Portsmouth – 2009–10[Note 6]
- Thomas Vermaelen – Arsenal – 2009–14
- Jan Vertonghen – Tottenham Hotspur – 2012–16

## Bénin
- Rudy Gestede – Cardiff City, Aston Villa – 2013–14, 2015–16[Note 2][Note 53]
- Stéphane Sessègnon – Sunderland, West Bromwich Albion – 2010–16

## Bermuda
- Shaun Goater – Manchester City – 2000–01, 2002–03
- Kyle Lightbourne – Coventry City – 1997–98

## Bolivia
- Jaime Moreno – Middlesbrough – 1995–96
- Marcelo Moreno – Wigan Athletic – 2009–10[Note 96]

## Bosna và Hercegovina
- Asmir Begović – Portsmouth, Stoke City, Chelsea – 2008–16[Note 9]
- Muhamed Bešić – Everton – 2014–16[Note 80]
- Edin Džeko - Manchester City – 2011–15
- Muhamed Konjić – Coventry City – 1998–2001

## Brasil
- Alex – Chelsea – 2007–12

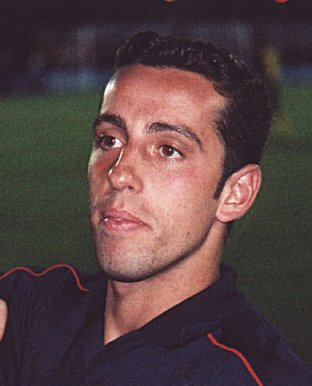
Edu là thành viên Arsenal "Bất bại" vô địch Premier League 2004

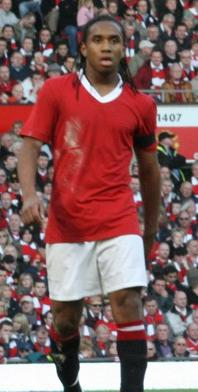
Anderson giành bốn chức vô địch Premier League với Manchester United

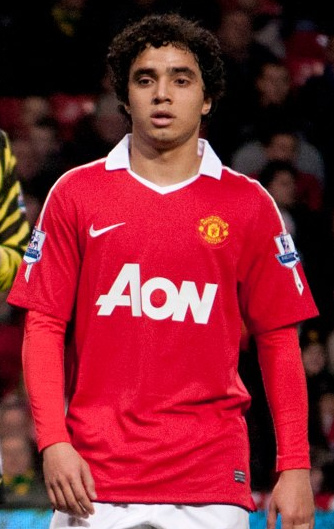
Rafael giành ba chức vô địch Premier League với Manchester United

- Afonso Alves – Middlesbrough – 2007–09
- Anderson – Manchester United – 2007–15
- Alisson - Liverpool F.C. - 2018–
- Alex Telles - Manchester United F.C. - 2020–
- Allan - Everton F.C. - 2020–
- Gabriel Jesus-Manchester City F.C.-2017–
- Anderson Silva – Everton – 2006–07
- Fábio Aurélio – Liverpool – 2006–11
- Júlio Baptista – Arsenal – 2006–07
- Juliano Belletti – Chelsea – 2007–10
- Branco – Middlesbrough – 1995–97
- Caçapa – Newcastle United – 2007–09
- Philippe Coutinho – Liverpool – 2012–16
- David Luiz – Chelsea,Arsenal F.C.– 2011–19,19-2021
- Denílson – Arsenal – 2006–11
- Guly do Prado – Southampton – 2012–14
- Doni – Liverpool – 2011–12
- Doriva – Middlesbrough – 2002–06
- Edu – Arsenal – 2000–05
- Elano – Manchester City – 2007–09
- Emerson – Middlesbrough – 1996–97
- Fábio – Manchester United, Queens Park Rangers, Cardiff City – 2009–14
- Fernando – Manchester City – 2014–16
- Fernandinho – Manchester City – 2013–
- Filipe Luís – Chelsea – 2014–15
- Roberto Firmino – Liverpool – 2015–
- Fumaça – Newcastle United – 1999–2000
- Gabriel Paulista – Arsenal – 2014–16
- Geovanni – Manchester City, Hull City – 2007–10
- Gilberto – Tottenham Hotspur – 2007–09
- Gilberto Silva – Arsenal – 2002–08
- Gláuber – Manchester City – 2008–09
- Heurelho Gomes – Tottenham Hotspur, Watford – 2008–11, 2015–16
- Ilan – West Ham United – 2009–10
- Isaías – Coventry City – 1995–97
- Mário Jardel – Bolton Wanderers – 2003–04
- Jô – Manchester City, Everton – 2008–11
- Júlio César – Bolton Wanderers – 2004–05
- Júlio César – Queens Park Rangers – 2012–13
- Juninho – Middlesbrough – 1995–97, 1999–2000, 2002–04
- Kenedy – Chelsea – 2015–16
- Kléberson – Manchester United – 2003–05
- Lucas Leiva – Liverpool – 2007–16
- Maicon – Manchester City – 2012–13
- Marçal – Wolverhampton Wanderers – 2020–
- Mineiro – Chelsea – 2008–09
- Nenê – West Ham United – 2014–15
- Oscar – Chelsea – 2012–16
- Alexandre Pato – Chelsea – 2015–16
- Paulinho – Tottenham Hotspur – 2013–15
- Thiago Silva - Chelsea F.C. - 2020 -
- Andreas Pereira – Manchester United – 2014–16[Note 15][Note 84]
- Bruno Perone – Queens Park Rangers – 2011–12
- Lucas Piazon – Chelsea – 2012–13
- Rafael – Manchester United – 2008–15
- Ramires – Chelsea – 2010–16
- Douglas Rinaldi – Watford – 2006–07
- Robinho – Manchester City – 2008–10
- Fábio Rochemback – Middlesbrough – 2005–08
- Rodrigo – Everton – 2002–03
- Roque Júnior – Leeds United – 2003–04
- Sandro – Tottenham Hotspur, Queens Park Rangers, West Bromwich Albion – 2010–16
- André Santos – Arsenal – 2011–12
- Rafael Schmitz – Birmingham City – 2007–08
- Sylvinho – Arsenal, Manchester City – 1999–2001, 2009–10
- Emerson Thome – Sheffield Wednesday, Chelsea, Sunderland, Bolton Wanderers – 1997–2004
- Ederson Moraes - Manchester City F.C. - 2017 -
- Willian – Chelsea,Arsenal F.C. – 2013–20,2020-2021
- Fred - Manchester United F.C. - 2018-

## Bulgaria
- Dimitar Berbatov – Tottenham Hotspur, Manchester United, Fulham – 2006–14
- Valeri Bojinov – Manchester City – 2007–09
- Boncho Genchev – Ipswich Town – 1992–95
- Radostin Kishishev – Charlton Athletic – 2000–07
- Stanislav Manolev – Fulham – 2012–13
- Martin Petrov – Manchester City, Bolton Wanderers – 2007–12
- Stiliyan Petrov – Aston Villa – 2006–12
- Svetoslav Todorov – West Ham United, Portsmouth, Wigan Athletic – 2000–02, 2003–04, 2005–07
- Aleksandar Tonev – Aston Villa – 2013–14

## Burkina Faso
| # | Cầu thủ         | Câu lạc bộ | Giai đoạn |
| - | --------------- | ---------- | --------- |
| 1 | Bertrand Traoré | Chelsea    | 2015–16   |

## Burundi
| # | Cầu thủ         | Câu lạc bộ                       | Giai đoạn |
| - | --------------- | -------------------------------- | --------- |
| 1 | Gaël Bigirimana | Newcastle United                 | 2012–13   |
| 2 | Saido Berahino  | West Bromwich Albion, Stoke City | 2013–18   |

## Cameroon

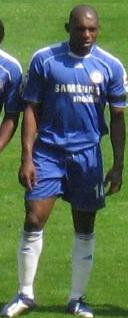
Geremi Njitap giành hai chức vô địch Premier League liên tiếp với Chelsea

- Benoît Assou-Ekotto – Tottenham Hotspur – 2006–13[Note 2]
- Timothée Atouba – Tottenham Hotspur – 2004–05
- Sébastien Bassong – Newcastle United, Tottenham Hotspur, Wolverhampton Wanderers, Norwich City – 2008–14, 2015–16[Note 2][Note 43]
- André Bikey – Reading, Burnley – 2006–08, 2009–10
- Eric Djemba-Djemba – Manchester United, Aston Villa – 2003–07
- Roudolphe Douala – Portsmouth – 2006–07
- Eyong Enoh – Fulham – 2012–13
- Samuel Eto'o – Chelsea, Everton – 2013–15
- Marc-Vivien Foé – West Ham United, Manchester City – 1998–2000, 2002–03
- Geremi – Middlesbrough, Chelsea, Newcastle United – 2002–09
- Joseph-Désiré Job – Middlesbrough – 2000–06[Note 2]
- Lauren – Arsenal, Portsmouth – 2000–08
- Jean Makoun – Aston Villa – 2010–11
- Stephane Mbia – Queens Park Rangers – 2012–13
- Patrick M'Boma – Sunderland – 2001–02
- Lucien Mettomo – Manchester City – 2002–03
- Valéry Mézague – Portsmouth – 2004–05[Note 2]
- Clinton N'Jie – Tottenham Hotspur – 2015–16
- Allan Nyom – Watford – 2015–16[Note 2]
- Salomon Olembé – Leeds United, Wigan Athletic – 2003–04, 2007–08
- Alex Song – Charlton Athletic, Arsenal, West Ham United – 2005–12, 2014–16[Note 97]
- Rigobert Song – Liverpool, West Ham United – 1998–2002
- Franck Songo'o – Portsmouth – 2005–06, 2007–08[Note 53]
- Somen Tchoyi – West Bromwich Albion – 2010–12
- Pierre Womé – Fulham – 2002–03

## Canada
- Scott Arfield – Burnley – 2014–15[Note 75][Note 98]
- Jim Brennan – Norwich City – 2004–05
- Terry Dunfield – Manchester City – 2000–01[Note 88]
- David Edgar – Newcastle United, Burnley – 2006–10
- Craig Forrest – Ipswich Town, Chelsea, West Ham United – 1992–95, 1996–2001
- Junior Hoilett – Blackburn Rovers, Queens Park Rangers – 2009–13, 2014–15
- Simeon Jackson – Norwich City – 2011–13[Note 11]
- Tomasz Radzinski – Everton, Fulham – 2001–07[Note 12]
- Paul Stalteri – Tottenham Hotspur, Fulham – 2005–08
- Frank Yallop – Ipswich Town – 1992–95[Note 4]

## Cabo Verde
| # | Cầu thủ | Câu lạc bộ           | Giai đoạn |
| - | ------- | -------------------- | --------- |
| 1 | Pelé    | West Bromwich Albion | 2008–09   |
| 2 | Cabral  | Sunderland           | 2013–14   |

## Chile
- Clarence Acuña – Newcastle United – 2000–03
- Jean Beausejour – Birmingham City, Wigan Athletic – 2010–13
- Mark González – Liverpool – 2006–07[Note 14]
- Ángelo Henríquez – Wigan Athletic – 2012–13
- Mauricio Isla – Queens Park Rangers – 2014–15
- Gonzalo Jara – West Bromwich Albion – 2010–12
- Luis Jiménez – West Ham United – 2009–10
- Javier Margas – West Ham United – 1998–2001
- Gary Medel – Cardiff City – 2013–14
- David Pizarro – Manchester City – 2011–12
- Alexis Sánchez – Arsenal – 2014–16
- Eduardo Vargas – Queens Park Rangers – 2014–15
- Carlos Villanueva – Blackburn Rovers – 2008–09

## Colombia
- Juan Pablo Ángel – Aston Villa – 2000–07
- Pablo Armero – West Ham United – 2013–14
- Faustino Asprilla – Newcastle United – 1995–98
- Juan Cuadrado – Chelsea – 2014–16
- Radamel Falcao – Manchester United, Chelsea – 2014–16
- Victor Ibarbo – Watford – 2015–16
- David Ospina – Arsenal – 2014–16
- Hamilton Ricard – Middlesbrough – 1998–2002
- Hugo Rodallega – Wigan Athletic, Fulham – 2008–14
- Carlos Sánchez – Aston Villa – 2014–16
- Jhon Viáfara – Portsmouth – 2005–06

## Congo
- Lucien Aubey – Portsmouth – 2007–08[Note 43]
- Christian Bassila – West Ham United, Sunderland – 2000–01, 2005–06[Note 2][Note 43]
- Thievy Bifouma – West Bromwich Albion – 2013–14[Note 2][Note 43]
- Amine Linganzi – Blackburn Rovers – 2009–11[Note 48]
- Christopher Samba – Blackburn Rovers, Queens Park Rangers – 2006–13[Note 2]

## Costa Rica
- Joel Campbell – Arsenal – 2014–16
- Cristian Gamboa – West Bromwich Albion – 2014–16
- Bryan Oviedo – Everton – 2012–16
- Bryan Ruiz – Fulham – 2011–14
- Mauricio Solís – Derby County – 1996–98
- Paulo Wanchope – Derby County, West Ham United, Manchester City – 1996–2001, 2003–04

## Croatia
- Aljoša Asanović – Derby County – 1996–98
- Boško Balaban – Aston Villa – 2001–02
- Slaven Bilić – West Ham United, Everton – 1995–99
- Igor Bišćan – Liverpool – 2000–05
- Alen Bokšić – Middlesbrough – 2000–03
- Vedran Ćorluka – Manchester City, Tottenham Hotspur – 2007–12[Note 17]
- Eduardo – Arsenal – 2007–08, 2009–10[Note 18]
- Nikica Jelavić – Everton, Hull City, West Ham United – 2011–16[Note 17]
- Nikola Jerkan – Nottingham Forest – 1996–97
- Nikola Kalinić – Blackburn Rovers – 2009–11
- Ivan Klasnić – Bolton Wanderers – 2009–12[Note 19]
- Andrej Kramarić – Leicester City – 2014–16
- Niko Kranjčar – Portsmouth, Tottenham Hotspur, Queens Park Rangers – 2006–12, 2014–15
- Dejan Lovren – Southampton, Liverpool – 2013–16[Note 17]
- Silvio Marić – Newcastle United – 1998–2000
- Luka Modrić – Tottenham Hotspur – 2008–12
- Ivica Mornar – Portsmouth – 2003–04, 2005–06
- Mladen Petrić – Fulham, West Ham United – 2012–14[Note 17]
- Mario Stanić – Chelsea – 2000–04[Note 17]
- Igor Štimac – Derby County, West Ham United – 1996–2001
- Davor Šuker – Arsenal, West Ham United – 1999–2001
- Boris Živković – Portsmouth – 2003–04[Note 17]

## Curaçao
- Kemy Agustien – Swansea City – 2011–13[Note 42]
- Leandro Bacuna – Aston Villa – 2013–16[Note 3][Note 42]
- Cuco Martina – Southampton – 2015–16[Note 3]
- Shelton Martis – West Bromwich Albion – 2008–09

## Síp
| # | Cầu thủ            | Câu lạc bộ       | Giai đoạn |
| - | ------------------ | ---------------- | --------- |
| 1 | Nicos Papavasiliou | Newcastle United | 1993–94   |
| 2 | Alexis Nicolas     | Chelsea          | 2003–04   |

## Cộng hòa Séc
- Tomáš Souček- West Ham United F.C.-2020-
- Milan Baroš – Liverpool, Aston Villa, Portsmouth – 2002–08
- Roman Bednář – West Bromwich Albion – 2008–09, 2010–11
- Patrik Berger – Liverpool, Portsmouth, Aston Villa – 1996–2008
- Petr Čech – Chelsea, Arsenal – 2004–16````
- Ondřej Čelůstka – Sunderland – 2013–14
- Radek Černý – Tottenham Hotspur, Queens Park Rangers – 2004–05, 2007–08, 2011–12
- Marcel Gecov – Fulham – 2011–12
- Zdeněk Grygera – Fulham – 2011–12
- Jiří Jarošík – Chelsea, Birmingham City – 2004–06
- Martin Jiránek – Birmingham City – 2010–11
- Tomáš Kalas – Chelsea – 2013–14
- Radoslav Kováč – West Ham United – 2008–11
- Libor Kozák – Aston Villa – 2013–14, 2015–16
- Jan Laštůvka – Fulham – 2006–07
- Martin Latka – Birmingham City – 2005–06
- Marek Matějovský – Reading – 2007–08
- Luděk Mikloško – West Ham United – 1993–98
- Karel Poborský – Manchester United – 1996–98
- Tomáš Řepka – West Ham United – 2001–03, 2005–06
- Tomáš Rosický – Arsenal – 2006–08, 2009–15
- David Rozehnal – Newcastle United – 2007–08
- Vladimír Šmicer – Liverpool – 1999–2005
- Pavel Srníček – Newcastle United, Sheffield Wednesday, Portsmouth – 1993–2000, 2003–04, 2006–07
- Jan Stejskal – Queens Park Rangers – 1992–94
- Matěj Vydra – West Bromwich Albion – 2013–14

## Đan Mạch
- Daniel Agger – Liverpool – 2005–14

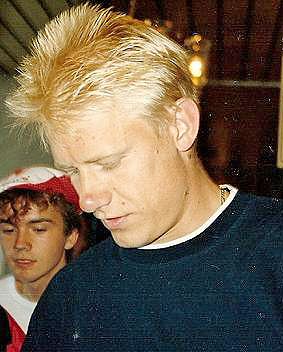
Peter Schmeichel giành 5 chức vô địch Premier League với Manchester United và là thủ môn duy nhất được bầu là Cầu thủ xuất sắc nhất

- Martin Albrechtsen – West Bromwich Albion – 2004–06
- Stephan Andersen – Charlton Athletic – 2004–06
- Leon Andreasen – Fulham – 2007–09
- Mikkel Beck – Middlesbrough, Derby County – 1996–97, 1998–2000
- Nicklas Bendtner – Arsenal, Sunderland – 2007–14
- Mikkel Bischoff – Manchester City – 2002–03
- Andreas Christensen – Chelsea – 2014–15
- Andreas Cornelius – Cardiff City – 2013–14
- Peter Degn – Everton – 1998–99
- Ronnie Ekelund – Southampton, Manchester City – 1994–96
- Christian Eriksen – Tottenham Hotspur – 2013–16
- Per Frandsen – Bolton Wanderers – 1997–98, 2001–04
- Carsten Fredgaard – Sunderland – 1999–2000
- Thomas Gaardsøe – Ipswich Town, West Bromwich Albion – 2001–02, 2004–06
- Bjarne Goldbæk – Chelsea, Fulham – 1998–2000, 2001–03
- Thomas Gravesen – Everton – 2000–05, 2007–08
- Jesper Grønkjær – Chelsea, Birmingham City – 2000–05[Note 20]
- Bo Hansen – Bolton Wanderers – 2001–02
- Jakob Haugaard – Stoke City – 2015–16
- Nicklas Helenius – Aston Villa – 2013–14
- Thomas Helveg – Norwich City – 2004–05
- Jes Høgh – Chelsea – 1999–2000
- Lars Jacobsen – Everton, Blackburn Rovers, West Ham United – 2008–11
- Brian Jensen – Burnley – 2009–10
- Claus Jensen – Charlton Athletic, Fulham – 2000–07
- John Jensen – Arsenal – 1992–96
- Niclas Jensen – Manchester City, Fulham – 2002–03, 2005–06
- Martin Johansen – Coventry City – 1997–98
- Michael Johansen – Bolton Wanderers – 1997–98
- Jakob Kjeldbjerg – Chelsea – 1993–95
- Per Krøldrup – Everton – 2005–06
- William Kvist – Fulham – 2013–14
- Brian Laudrup – Chelsea – 1998–99[Note 21]
- Jacob Laursen – Derby County, Leicester City – 1996–2000, 2001–02
- Martin Laursen – Aston Villa – 2004–09
- Anders Lindegaard – Manchester United – 2011–14
- Peter Løvenkrands – Newcastle United – 2008–09, 2010–12
- Jan Mølby – Liverpool – 1992–95
- Allan Nielsen – Tottenham Hotspur – 1996–2000
- Jores Okore – Aston Villa – 2013–16[Note 22]
- Henrik Pedersen – Bolton Wanderers – 2001–07
- Per Pedersen – Blackburn Rovers – 1996–97
- Torben Piechnik – Liverpool – 1992–94
- Christian Poulsen – Liverpool – 2010–11
- Brian Priske – Portsmouth – 2005–06
- Marc Rieper – West Ham United – 1994–98
- Dennis Rommedahl – Charlton Athletic – 2004–07
- Kasper Schmeichel – Manchester City, Leicester City – 2007–09, 2014–
- Peter Schmeichel – Manchester United, Aston Villa, Manchester City – 1992–99, 2001–03
- Thomas Sørensen – Sunderland, Aston Villa, Stoke City – 1998–2012, 2013–14
- Kevin Stuhr Ellegaard – Manchester City – 2003–04
- Claus Thomsen – Ipswich Town, Everton – 1994–95, 1996–98
- Stig Tøfting – Bolton Wanderers – 2001–03
- Jon Dahl Tomasson – Newcastle United – 1997–98

## CHDC Congo
- Benik Afobe – Bournemouth – 2015–16[Note 4][Note 44]
- Yannick Bolasie – Crystal Palace – 2013–16[Note 2]
- Hérita Ilunga – West Ham United – 2008–11
- Kazenga LuaLua – Newcastle United – 2007–09, 2010–11
- Lomana LuaLua – Newcastle United, Portsmouth – 2000–07
- Chancel Mbemba – Newcastle United – 2015–16
- Dieumerci Mbokani – Norwich City – 2015–16
- Youssouf Mulumbu – West Bromwich Albion, Norwich City – 2008–09, 2010–16[Note 43]
- Arnold Mvuemba – Portsmouth – 2006–09[Note 2][Note 43]
- Michel Ngonge – Watford – 1999–2000[Note 15]
- Shabani Nonda – Blackburn Rovers – 2006–07[Note 16]

## Ecuador

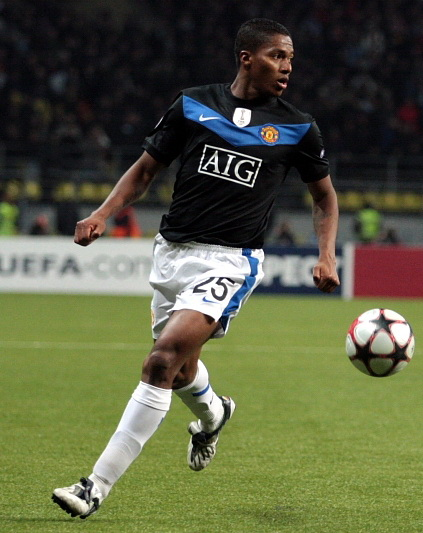
Antonio Valencia giành hai chức vô địch Premier League với Manchester United

- Christian Benítez – Birmingham City – 2009–10
- Felipe Caicedo – Manchester City – 2007–09
- Segundo Castillo – Everton, Wolverhampton Wanderers – 2008–10
- Ulises de la Cruz – Aston Villa, Reading – 2002–08
- Agustín Delgado – Southampton – 2001–04
- Fernando Guerrero – Burnley – 2009–10
- Iván Kaviedes – Crystal Palace – 2004–05
- Jefferson Montero – Swansea City – 2014–16
- Juan Carlos Paredes – Watford – 2015–16
- Antonio Valencia – Wigan Athletic, Manchester United – 2006–16
- Enner Valencia – West Ham United – 2014–16

## Ai Cập
- Ahmed Elmohamady – Sunderland, Hull City – 2010–15
- Mohamed Elneny – Arsenal – 2015–16
- Ahmed Fathy – Sheffield United – 2006–07
- Gedo – Hull City – 2013–14
- Hossam Ghaly – Tottenham Hotspur, Derby County – 2006–08
- Mido – Tottenham Hotspur, Middlesbrough, Wigan Athletic, West Ham United – 2004–10
- Mohamed Salah – Chelsea,Liverpool F.C.– 2013–15,2017-
- Mohamed Shawky – Middlesbrough – 2007–09
- Amr Zaki – Wigan Athletic, Hull City – 2008–10

## Estonia
- Mart Poom – Derby County, Sunderland, Arsenal – 1996–2003, 2006–07

## Quần đảo Faroe
- Gunnar Nielsen – Manchester City – 2009–10

## Phần Lan
- Peter Enckelman – Aston Villa, Blackburn Rovers – 1999–2000, 2001–04
- Mikael Forssell – Chelsea, Birmingham City – 1998–99, 2001–02, 2003–06, 2007–08[Note 19]
- Sami Hyypiä – Liverpool – 1999–2009
- Jussi Jääskeläinen – Bolton Wanderers, West Ham United – 2001–15
- Jonatan Johansson – Charlton Athletic – 2000–06[Note 23]
- Toni Kallio – Fulham – 2008–10
- Joonas Kolkka – Crystal Palace – 2004–05
- Shefki Kuqi – Blackburn Rovers, Fulham, Newcastle United – 2005–08, 2010–11[Note 78]
- Jari Litmanen – Liverpool – 2000–02
- Antti Niemi – Southampton, Fulham – 2002–08
- Mixu Paatelainen – Bolton Wanderers – 1995–96
- Petri Pasanen – Portsmouth – 2003–04
- Aki Riihilahti – Crystal Palace – 2004–05
- Teemu Tainio – Tottenham Hotspur, Sunderland, Birmingham City – 2005–10
- Hannu Tihinen – West Ham United – 2000–01
- Simo Valakari – Derby County – 2000–02

## Pháp

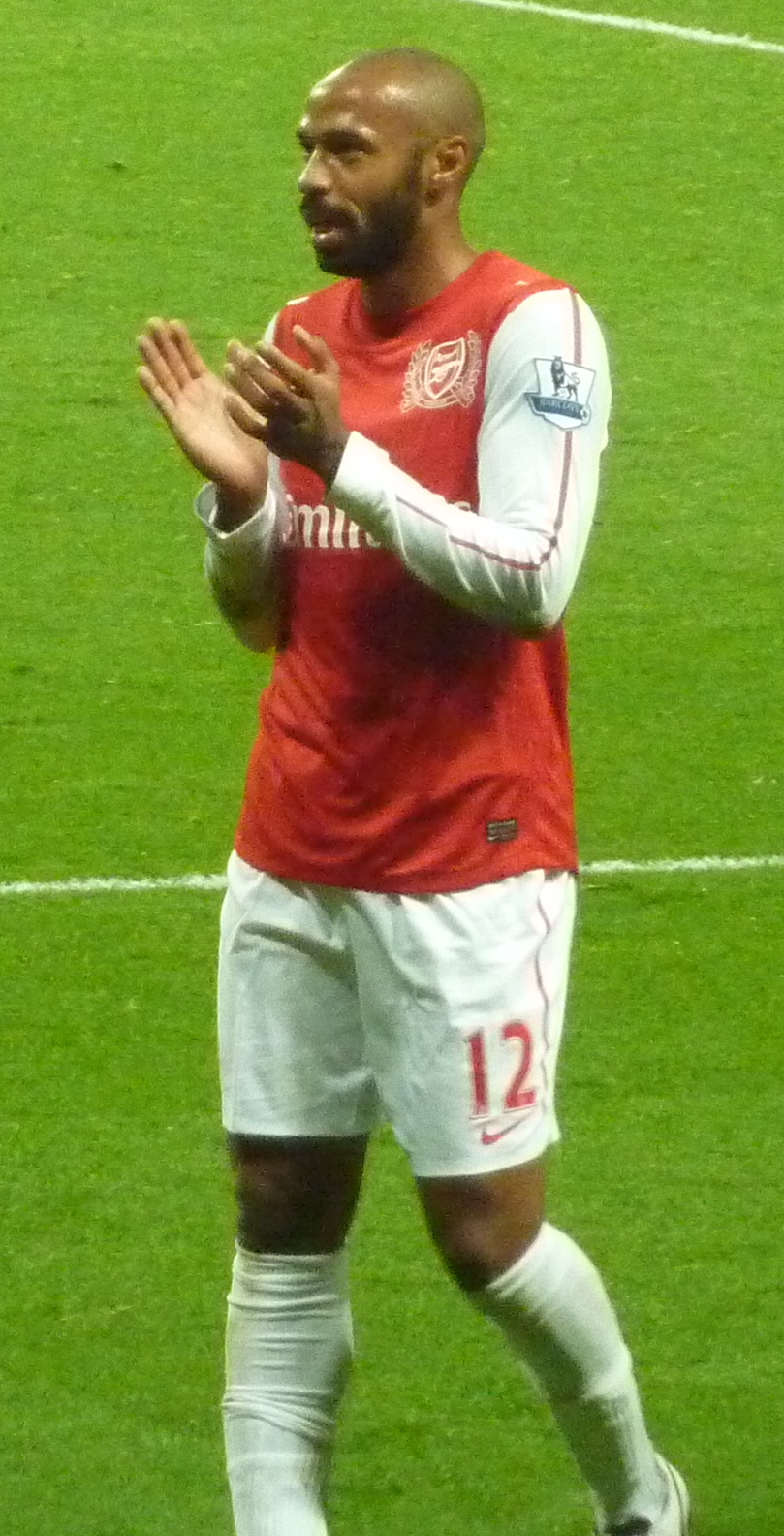
Thierry Henry là tiền đạo nước ngoài ghi nhièu bàn nhất với 175 bàn cho Arsenal

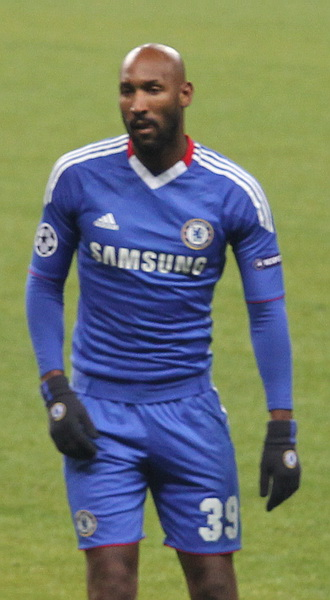
Nicolas Anelka vô địch Premier League với Arsenal và Chelsea

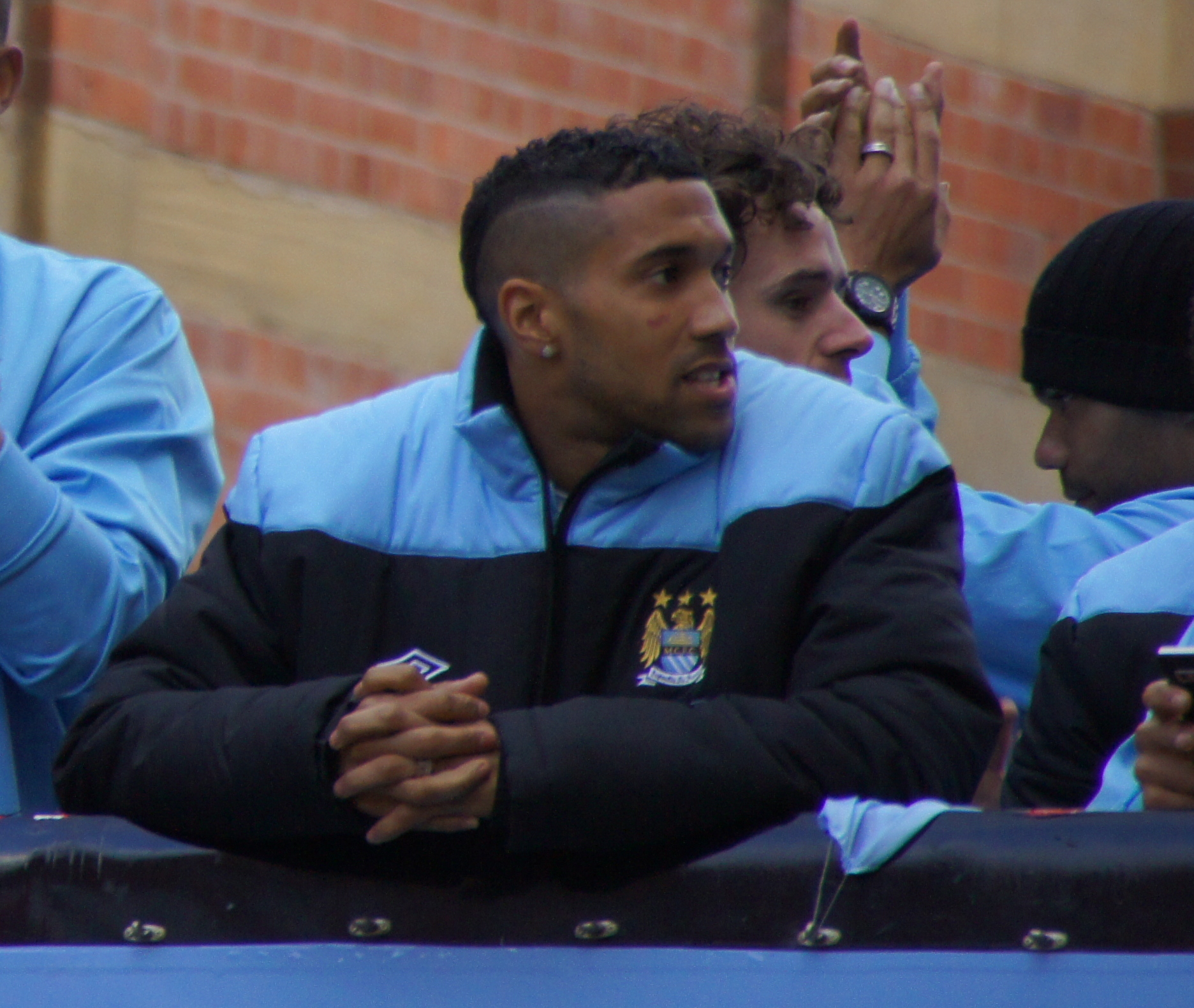
Gaël Clichy lên ngôi tại Premier League với Arsenal và Manchester City.

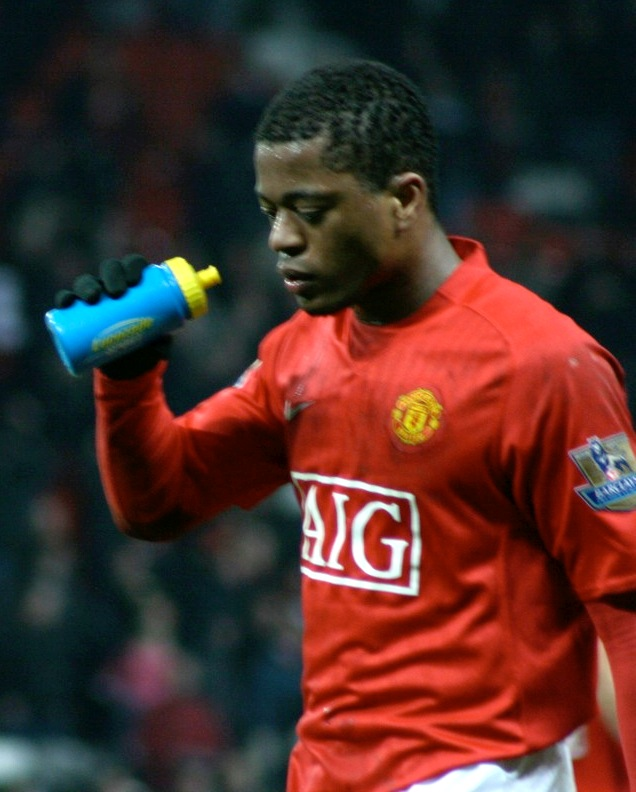
Patrice Evra năm lần giành Premier League với Manchester United

- Samassi Abou – West Ham United – 1997–99[Note 22]
- Didier Agathe – Aston Villa – 2006–07[Note 25]
- Morgan Amalfitano – West Bromwich Albion, West Ham United – 2013–15
- Jordan Amavi – Aston Villa – 2015–16
- Jérémie Aliadière – Arsenal, West Ham United, Middlesbrough – 2001–09
- Bernard Allou – Nottingham Forest – 1998–99[Note 22]
- Pierre-Yves André – Bolton Wanderers – 2002–03
- Nicolas Anelka – Arsenal, Liverpool, Manchester City, Bolton Wanderers, Chelsea, West Bromwich Albion – 1996–99, 2001–05, 2006–12, 2013–14
- Pegguy Arphexad – Leicester City, Liverpool – 1997–2000, 2001–02[Note 26]
- Cédric Avinel – Watford – 2006–07[Note 27]
- El-Hadji Ba – Sunderland – 2013–14
- Ibrahim Ba – Bolton Wanderers – 2003–04[Note 28]
- Fabien Barthez – Manchester United – 2000–03
- David Bellion – Sunderland, Manchester United, West Ham United – 2001–06
- Hatem Ben Arfa – Newcastle United, Hull City – 2010–15
- Olivier Bernard – Newcastle United, Southampton – 2001–05
- Mathieu Berson – Aston Villa – 2004–05
- Laurent Blanc – Manchester United – 2001–03
- Patrick Blondeau – Sheffield Wednesday – 1997–98
- Thierry Bonalair – Nottingham Forest – 1998–99
- Jérôme Bonnissel – Fulham – 2003–04
- Alexandre Bonnot – Watford – 1999–2000
- Jean-Alain Boumsong – Newcastle United – 2004–06[Note 29]
- Yohan Cabaye – Newcastle United, Crystal Palace – 2011–14, 2015–16
- Rémy Cabella – Newcastle United – 2014–15
- Zoumana Camara – Leeds United – 2003–04
- Vincent Candela – Bolton Wanderers – 2004–05
- Éric Cantona – Leeds United, Manchester United – 1992–97
- Étienne Capoue – Tottenham Hotspur, Watford – 2013–16
- Patrice Carteron – Sunderland – 2000–01
- Johan Cavalli – Watford – 2006–07
- Cyril Chapuis – Leeds United – 2003–04
- Laurent Charvet – Chelsea, Newcastle United, Manchester City – 1997–2001
- Bruno Cheyrou – Liverpool – 2002–04
- Pascal Chimbonda – Wigan Athletic, Tottenham Hotspur, Sunderland, Blackburn Rovers – 2005–11[Note 26][Note 27]
- Philippe Christanval – Fulham – 2005–08
- Gérald Cid – Bolton Wanderers – 2007–08
- Djibril Cissé – Liverpool, Sunderland, Queens Park Rangers – 2004–06, 2008–09, 2011–13
- Édouard Cissé – West Ham United – 2002–03
- Aly Cissokho – Liverpool, Aston Villa – 2013–16
- Gaël Clichy – Arsenal, Manchester City – 2003–16
- Patrick Colleter – Southampton – 1998–2000
- Francis Coquelin – Arsenal – 2011–13, 2014–16
- Laurent Courtois – West Ham United – 2001–02
- Pascal Cygan – Arsenal – 2002–06
- Ousmane Dabo – Manchester City – 2006–07
- Olivier Dacourt – Everton, Leeds United, Fulham – 1998–99, 2000–03, 2008–09
- Stéphane Dalmat – Tottenham Hotspur – 2003–04
- Jean-Claude Darcheville – Nottingham Forest – 1998–99[Note 30][Note 31]
- Mickaël Debève – Middlesbrough – 2001–02
- Mathieu Debuchy – Newcastle United, Arsenal – 2012–16
- Moussa Dembélé – Fulham – 2013–14
- Marcel Desailly – Chelsea – 1998–2004[Note 24]
- Didier Deschamps – Chelsea – 1999–2000
- Abou Diaby – Arsenal – 2005–14
- Modibo Diakité – Sunderland – 2013–14
- Alou Diarra – West Ham United – 2012–13
- Lassana Diarra – Chelsea, Arsenal, Portsmouth – 2005–09
- Didier Digard – Middlesbrough – 2008–09
- Bernard Diomède – Liverpool – 2000–01
- Sylvain Distin – Newcastle United, Manchester City, Portsmouth, Everton, Bournemouth – 2001–16
- Martin Djetou – Fulham, Bolton Wanderers – 2002–04, 2005–06[Note 22]
- Youri Djorkaeff – Bolton Wanderers, Blackburn Rovers – 2001–05
- Didier Domi – Newcastle United, Leeds United – 1998–2001, 2003–04
- Pierre Ducrocq – Derby County – 2001–02
- Christophe Dugarry – Birmingham City – 2002–04
- Franck Dumas – Newcastle United – 1999–2000
- Mario Espartero – Bolton Wanderers – 2001–02
- Patrice Evra – Manchester United – 2005–14[Note 28]
- Julien Faubert – West Ham United – 2007–11[Note 35]
- Fabrice Fernandes – Southampton, Bolton Wanderers – 2001–06
- Jean-Michel Ferri – Liverpool – 1998–99
- Mathieu Flamini – Arsenal – 2004–08, 2013–16
- Marc-Antoine Fortuné – West Bromwich Albion – 2008–09, 2010–12[Note 30]
- William Gallas – Chelsea, Arsenal, Tottenham Hotspur – 2001–14
- Rémi Garde – Arsenal – 1996–99
- David Ginola – Newcastle United, Tottenham Hotspur, Aston Villa, Everton – 1995–2002
- Olivier Giroud – Arsenal,Chelsea F.C.– 2012–18,2018-2021
- Gaël Givet – Blackburn Rovers – 2008–12
- Alain Goma – Newcastle United, Fulham – 1999–2006
- Bafétimbi Gomis – Swansea City – 2014–16
- Yoan Gouffran – Newcastle United – 2012–16
- Herold Goulon – Blackburn Rovers – 2010–11
- Elliot Grandin – Blackpool – 2010–11
- Xavier Gravelaine – Watford – 1999–2000
- François Grenet – Derby County – 2001–02[Note 70]
- Leandre Griffit – Southampton – 2003–05
- Gilles Grimandi – Arsenal – 1997–2002
- David Grondin – Arsenal – 1998–99
- Stéphane Guivarc'h – Newcastle United – 1998–99
- Massadio Haïdara – Newcastle United – 2012–16
- Thierry Henry – Arsenal – 1999–2007, 2011–12
- Giannelli Imbula – Stoke City – 2015–16[Note 15]
- Valérien Ismaël – Crystal Palace – 1997–98
- Younès Kaboul – Tottenham Hotspur, Portsmouth, Sunderland – 2007–16
- Gaël Kakuta – Chelsea, Fulham, Bolton Wanderers – 2009–12
- N'Golo Kanté – Leicester City,Chelsea F.C. – 2015–16,2016-
- Olivier Kapo – Birmingham City, Wigan Athletic – 2007–10[Note 22]
- Christian Karembeu – Middlesbrough – 2000–01[Note 32]
- Marc Keller – West Ham United – 1998–2000
- Yann Kermorgant – Bournemouth – 2015–16
- Anthony Knockaert – Leicester City – 2014–15
- Laurent Koscielny – Arsenal – 2010–16
- Bernard Lama – West Ham United – 1997–98
- Bernard Lambourde – Chelsea – 1997–2001[Note 26]
- Lilian Laslandes – Sunderland – 2001–02
- Pierre Laurent – Leeds United – 1996–97
- Florent Laville – Bolton Wanderers – 2002–04
- Ulrich Le Pen – Ipswich Town – 2001–02
- Anthony Le Tallec – Liverpool, Sunderland – 2003–06
- Franck Lebœuf – Chelsea – 1996–2001
- Sylvain Legwinski – Fulham – 2001–06
- Hugo Lloris – Tottenham Hotspur – 2012–
- Matthieu Louis-Jean – Nottingham Forest – 1998–99
- Patrice Luzi – Liverpool – 2003–04
- Mickaël Madar – Everton – 1997–99
- Claude Makélélé – Chelsea – 2003–08[Note 6]
- Steed Malbranque – Fulham, Tottenham Hotspur, Sunderland – 2001–11[Note 15]
- Florent Malouda – Chelsea – 2007–13[Note 30]
- Mikael Mandron – Sunderland – 2012–13, 2014–15
- Eliaquim Mangala – Manchester City – 2014–16
- Steve Marlet – Fulham – 2001–04
- Anthony Martial – Manchester United – 2015–
- Lilian Martin – Derby County – 2000–01
- Sylvain Marveaux – Newcastle United – 2011–14
- Youl Mawéné – Derby County – 2000–02
- Bernard Mendy – Bolton Wanderers, Hull City – 2002–03, 2008–10
- Anthony Modeste – Blackburn Rovers – 2011–12
- Steven Mouyokolo – Hull City, Wolverhampton Wanderers – 2009–11
- Yann M'Vila – Sunderland – 2015–16
- Christian Nadé – Sheffield United – 2006–07
- Lilian Nalis – Leicester City – 2003–04
- Samir Nasri – Arsenal, Manchester City – 2008–16
- Christian Negouai – Manchester City – 2004–05[Note 34]
- David N'Gog – Liverpool, Bolton Wanderers, Swansea City – 2008–12, 2013–14
- Bruno N'Gotty – Bolton Wanderers – 2001–06
- Frederic Nimani – Burnley – 2009–10
- Charles N'Zogbia – Newcastle United, Wigan Athletic, Aston Villa – 2004–13, 2014–16
- Steven N'Zonzi – Blackburn Rovers, Stoke City – 2009–15
- Gabriel Obertan – Manchester United, Newcastle United – 2009–16
- Noé Pamarot – Tottenham Hotspur, Portsmouth – 2004–09
- Dimitri Payet – West Ham United – 2015–16[Note 25]
- Lionel Pérez – Sunderland – 1996–97
- Sébastien Pérez – Blackburn Rovers – 1998–99
- Vincent Péricard – Portsmouth, Stoke City – 2003–04, 2005–06, 2008–09[Note 29]
- Emmanuel Petit – Arsenal, Chelsea – 1997–2000, 2001–04
- Frédéric Piquionne – Portsmouth, West Ham United – 2009–11[Note 32][Note 35]
- Robert Pirès – Arsenal, Aston Villa – 2000–06, 2010–11
- Damien Plessis – Liverpool – 2007–09
- Paul Pogba – Manchester United – 2011–
- William Prunier – Manchester United – 1995–96
- Sébastien Puygrenier – Bolton Wanderers – 2008–09
- Franck Queudrue – Middlesbrough, Fulham, Birmingham City – 2001–08, 2009–10
- Loïc Rémy – Queens Park Rangers, Newcastle United, Chelsea – 2012–16
- Anthony Réveillère – Sunderland – 2014–15
- Emmanuel Rivière – Newcastle United – 2014–16[Note 34]
- Valentin Roberge – Sunderland – 2013–15
- Laurent Robert – Newcastle United, Portsmouth, Derby County – 2001–06, 2007–08[Note 25]
- Bruno Rodriguez – Bradford City – 1999–2000
- Franck Rolling – Leicester City – 1996–97
- Éric Roy – Sunderland – 1999–2001
- Bacary Sagna – Arsenal, Manchester City – 2007–16
- Yaya Sanogo – Arsenal, Crystal Palace – 2013–15
- Louis Saha – Newcastle United, Fulham, Manchester United, Everton, Tottenham Hotspur, Sunderland – 1998–99, 2001–13
- Mamadou Sakho – Liverpool – 2013–16
- Sébastien Schemmel – West Ham United, Portsmouth – 2000–04
- Morgan Schneiderlin – Southampton, Manchester United – 2012–16
- Antoine Sibierski – Manchester City, Newcastle United, Wigan Athletic – 2003–09
- Mikaël Silvestre – Manchester United, Arsenal – 1999–2010
- Florent Sinama Pongolle – Liverpool, Blackburn Rovers – 2003–06[Note 25]
- Moussa Sissoko – Newcastle United – 2012–16
- David Sommeil – Manchester City, Sheffield United – 2002–07[Note 26][Note 27]
- Sébastien Squillaci – Arsenal – 2010–12
- Benjamin Stambouli – Tottenham Hotspur – 2014–15
- Ludovic Sylvestre – Blackpool – 2010–11
- David Terrier – West Ham United – 1997–98
- Florian Thauvin – Newcastle United – 2015–16
- Kévin Théophile-Catherine – Cardiff City – 2013–14
- Patrick Valéry – Blackburn Rovers – 1997–98
- Jordan Veretout – Aston Villa – 2015–16
- Patrick Vieira – Arsenal, Manchester City – 1996–2005, 2009–11[Note 28]
- Grégory Vignal – Liverpool, Portsmouth, Birmingham City – 2000–03, 2005–06, 2009–10
- Jean-Guy Wallemme – Coventry City – 1998–99
- Sylvain Wiltord – Arsenal – 2000–04
- Mapou Yanga-Mbiwa – Newcastle United – 2012–14[Note 36]
- Kurt Zouma – Chelsea,Everton F.C. West Ham United F.C.– 2014–2021,2021-
- Ronald Zubar – Wolverhampton Wanderers – 2009–12[Note 26][Note 27]

## Gabon

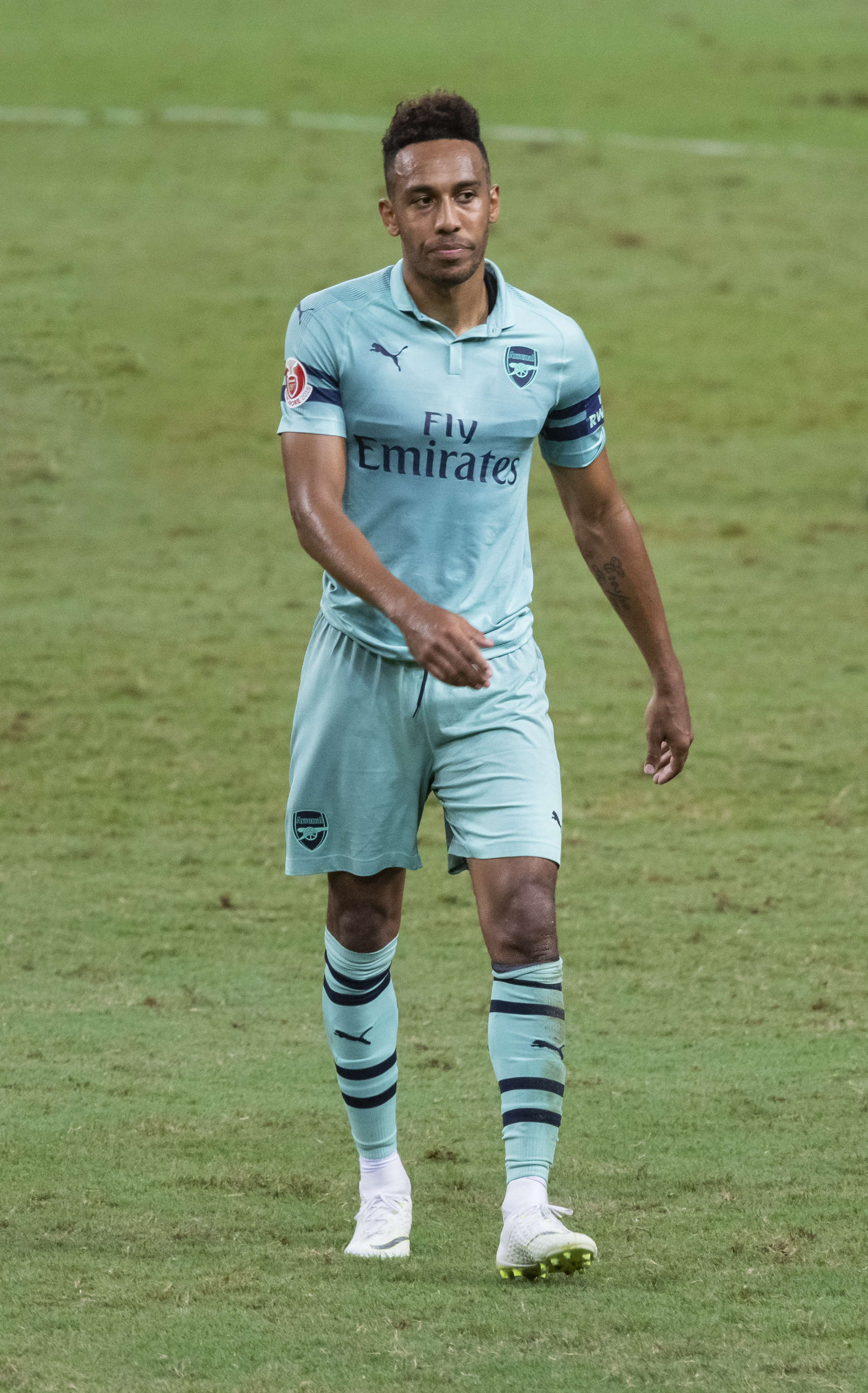
Pierre-Emerick Aubameyang là vua phá lưới Ngoại hạng Anh mùa 2018–19 khi ghi 22 bàn thắng cho Arsenal.

| # | Cầu thủ                   | Câu lạc bộ       | Giai đoạn       |
| - | ------------------------- | ---------------- | --------------- |
| 1 | Daniel Cousin             | Hull City        | 2008–10         |
| 2 | Didier Ndong              | Sunderland       | 2016–17         |
| 3 | Mario Lemina              | Southampton      | 2017–19         |
| 4 | Pierre-Emerick Aubameyang | Arsenal, Chelsea | 2017–2021,2021– |
| 5 | Bruno Ecuele Manga        | Cardiff City     | 2018–19         |

## Gambia
| # | Cầu thủ      | Câu lạc bộ   | Giai đoạn |
| - | ------------ | ------------ | --------- |
| 1 | Modou Barrow | Swansea City | 2014–17   |

## Gruzia
| # | Cầu thủ              | Câu lạc bộ                    | Giai đoạn          |
| - | -------------------- | ----------------------------- | ------------------ |
| 1 | Mikhail Kavelashvili | Manchester City               | 1995–96            |
| 2 | Georgiou Kinkladze   | Manchester City, Derby County | 1995–96, 1999–2002 |
| 3 | Temuri Ketsbaia      | Newcastle United              | 1997–2000          |
| 4 | Rati Aleksidze       | Chelsea                       | 2000–01            |
| 5 | Zurab Khizanishvili  | Blackburn Rovers              | 2005–09            |

## Đức

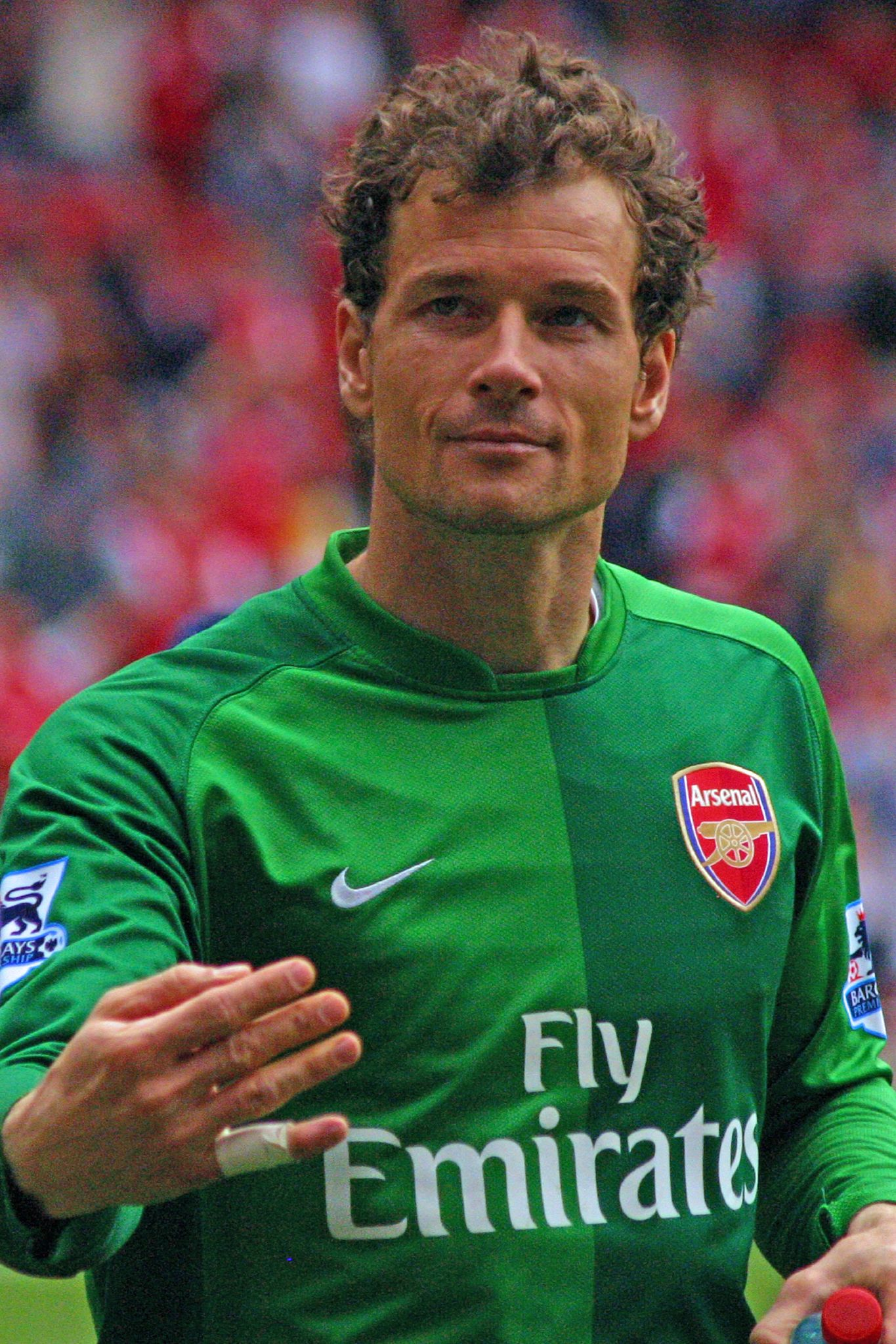
Jens Lehmann, thủ môn của Arsenal trong mùa giải 2003–04 bất bại của họ

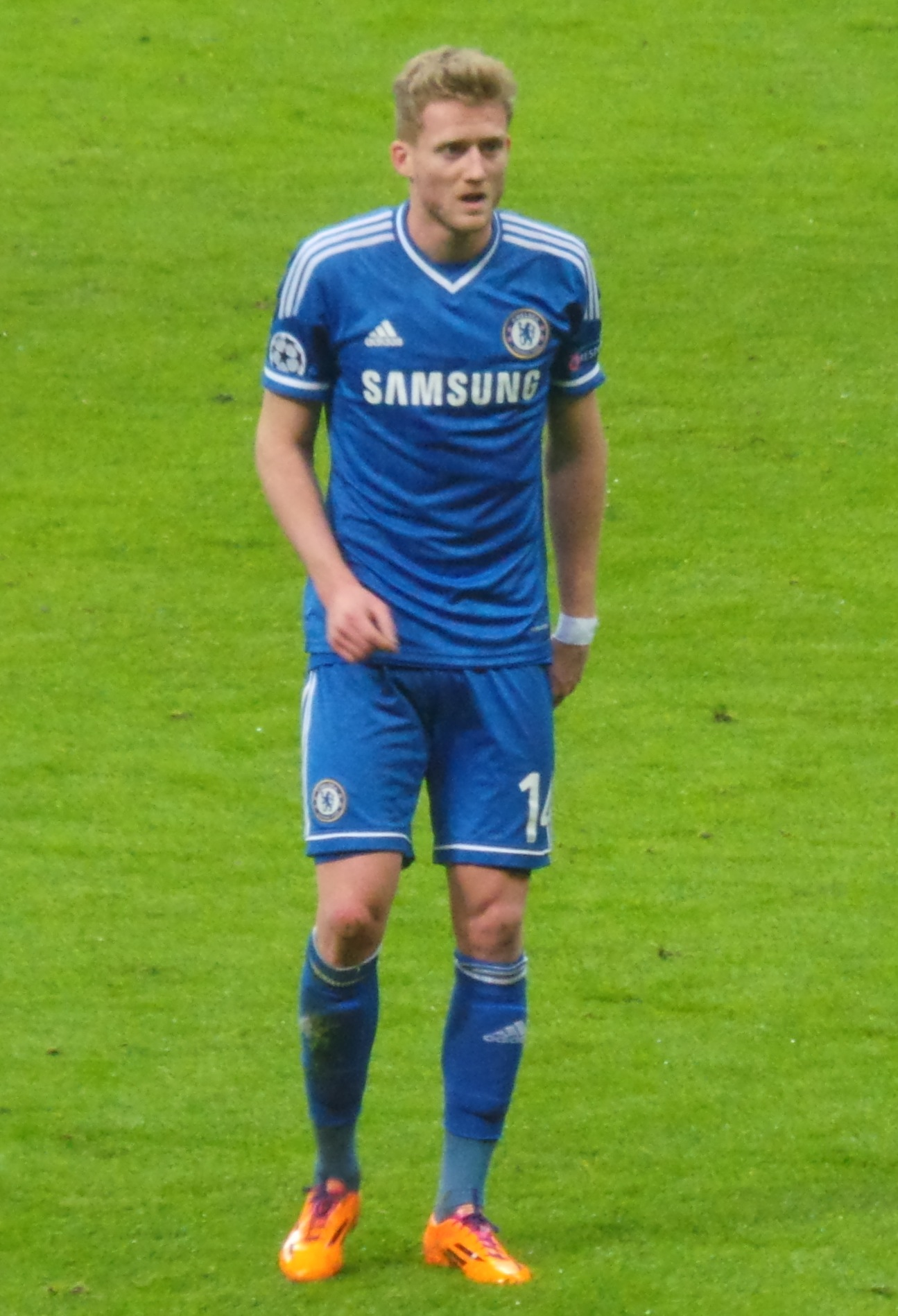
André Schürrle vô địch Premier League cùng Chelsea

- İlkay Gündoğan - Manchester City F.C.-2016-
- Bernd Leno -Arsenal F.C.-2018-
- Timo Werner-Chelsea F.C.-2020-
- Kai Havertz - Chelsea F.C. -2020-
- Antonio Rüdiger-Chelsea F.C.-2017
- Markus Babbel – Liverpool, Blackburn Rovers – 2000–04
- Michael Ballack – Chelsea – 2006–10
- Stefan Beinlich – Aston Villa – 1992–94
- Jérôme Boateng – Manchester City – 2010–11
- Fredi Bobic – Bolton Wanderers – 2001–02[Note 37]
- Matthias Breitkreutz – Aston Villa – 1992–94
- Emre Can – Liverpool – 2014–16
- Sean Dundee – Liverpool – 1998–99[Note 14]
- Steffen Freund – Tottenham Hotspur, Leicester City – 1998–2004
- Michael Frontzeck – Manchester City – 1995–96
- Maurizio Gaudino – Manchester City – 1994–95
- Serge Gnabry – Arsenal, West Bromwich Albion – 2012–14, 2015–16
- Dietmar Hamann – Newcastle United, Liverpool, Manchester City – 1998–2009
- Thomas Helmer – Sunderland – 1999–2000
- Thomas Hitzlsperger – Aston Villa, West Ham United, Everton – 2000–05, 2010–11, 2012–13
- Lewis Holtby – Tottenham Hotspur, Fulham – 2012–15
- Robert Huth – Chelsea, Middlesbrough, Stoke City, Leicester City – 2001–16
- Eike Immel – Manchester City – 1995–96
- Steffen Karl – Manchester City – 1993–94
- Jan Kirchhoff – Sunderland – 2015–16
- Jürgen Klinsmann – Tottenham Hotspur – 1994–95, 1997–98
- Lars Leese – Barnsley – 1997–98
- Jens Lehmann – Arsenal – 2003–08, 2010–11
- Stefan Malz – Arsenal – 1999–2001
- Marko Marin – Chelsea – 2012–13[Note 38]
- Alberto Mendez – Arsenal – 1997–99
- Per Mertesacker – Arsenal – 2011–16
- Savio Nsereko – West Ham United – 2008–09[Note 39]
- Mesut Özil – Arsenal – 2013–18
- Sergio Peter – Blackburn Rovers – 2005–07
- Lukas Podolski – Arsenal – 2012–15[Note 12]
- Nick Proschwitz – Hull City – 2013–14
- Sascha Riether – Fulham – 2012–14
- Karl-Heinz Riedle – Liverpool – 1997–2000
- Uwe Rösler – Manchester City, Southampton – 1993–96, 2000–02
- Stefan Schnoor – Derby County – 1998–2001
- André Schürrle – Chelsea – 2013–15
- Bastian Schweinsteiger – Manchester United – 2015–16
- Lennard Sowah – Portsmouth – 2009–10
- Michael Tarnat – Manchester City – 2003–04
- Gerhard Tremmel – Swansea City – 2011–15
- Moritz Volz – Fulham – 2003–08
- Stefan Wessels – Everton – 2007–08
- Philipp Wollscheid – Stoke City – 2014–16
- Christian Ziege – Middlesbrough, Liverpool, Tottenham Hotspur – 1999–2004

## Ghana

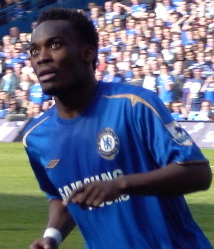
Michael Essien giành Premier League hai lần với Chelsea

- Junior Agogo – Sheffield Wednesday – 1997–99[Note 82]
- Patrick Agyemang – Queens Park Rangers – 2011–12[Note 4]
- Daniel Amartey – Leicester City – 2015–16
- Christian Atsu – Everton – 2014–15
- André Ayew – Swansea City – 2015–16[Note 2]
- Jordan Ayew – Aston Villa – 2015–16[Note 2]
- Derek Boateng – Fulham – 2013–14
- Kevin-Prince Boateng – Tottenham Hotspur, Portsmouth – 2007–10[Note 19][Note 40]
- Michael Essien – Chelsea – 2005–12, 2013–14
- Emmanuel Frimpong – Arsenal, Wolverhampton Wanderers, Fulham – 2011–13[Note 41]
- Asamoah Gyan – Sunderland – 2010–12
- Elvis Hammond – Fulham – 2002–03, 2004–05
- Richard Kingson – Birmingham City, Wigan Athletic, Blackpool – 2007–09, 2010–11
- Nii Lamptey – Aston Villa, Coventry City – 1994–96
- John Mensah – Sunderland – 2009–11
- Sulley Muntari – Portsmouth, Sunderland – 2007–08, 2010–11
- Alex Nyarko – Everton – 2000–01, 2003–04
- John Paintsil – West Ham United, Fulham – 2006–11
- Quincy – Arsenal, Portsmouth – 2004–06, 2009–10[Note 3][Note 42]
- Baba Rahman – Chelsea – 2015–16
- Jeff Schlupp – Leicester City – 2014–16[Note 80]
- Tony Yeboah – Leeds United – 1994–97

## Gibraltar
| # | Cầu thủ            | Câu lạc bộ                                                           | Giai đoạn          |
| - | ------------------ | -------------------------------------------------------------------- | ------------------ |
| 1 | Danny Higginbotham | Manchester United, Derby County, Southampton, Sunderland, Stoke City | 1999–2005, 2007–12 |

## Hy Lạp
- Angelos Basinas – Portsmouth – 2008–10
- Vassilis Borbokis – Derby County – 1998–2000
- Kostas Chalkias – Portsmouth – 2004–05
- Nikos Dabizas – Newcastle United, Leicester City – 1997–2004
- Giorgos Donis – Blackburn Rovers – 1996–97[Note 19]
- Theofanis Gekas – Portsmouth – 2008–09
- Georgios Georgiadis – Newcastle United – 1998–99
- Stelios Giannakopoulos – Bolton Wanderers, Hull City – 2003–09
- José Holebas – Watford – 2015–16[Note 19]
- Giorgos Karagounis – Fulham – 2012–14
- Kostas Konstantinidis – Bolton Wanderers – 2001–02[Note 19]
- Sotirios Kyrgiakos – Liverpool, Sunderland – 2009–12
- Vassilis Lakis – Crystal Palace – 2004–05
- Charalampos Mavrias – Sunderland – 2013–14
- Konstantinos Mitroglou – Fulham – 2013–14
- Vangelis Moras – Swansea City – 2011–12
- Georgios Samaras – Manchester City, West Bromwich Albion – 2005–08, 2014–15
- Giannis Skopelitis – Portsmouth – 2004–06
- Stathis Tavlaridis – Arsenal – 2002–03
- Apostolos Vellios – Everton – 2010–13
- Theodoros Zagorakis – Leicester City – 1997–2000

## Grenada
- Delroy Facey – Bolton Wanderers – 2002–04[Note 4]
- Jason Roberts – West Bromwich Albion, Portsmouth, Wigan Athletic, Blackburn Rovers, Reading – 2002–04, 2005–13[Note 4]

## Guinée
- Mohammed Camara – Derby County – 2007–08
- Titi Camara – Liverpool, West Ham United – 1999–2003
- Kaba Diawara – Arsenal, West Ham United – 1998–99, 2000–01[Note 2][Note 43]
- Kamil Zayatte – Hull City – 2008–10

## Guyana
- Matthew Briggs – Fulham – 2006–07, 2010–14[Note 4][Note 44]
- Carl Cort – Wimbledon, Newcastle United, Wolverhampton Wanderers – 1997–2004[Note 4][Note 44]
- Leon Cort – Stoke City, Burnley – 2008–10[Note 4]
- Neil Danns – Blackburn Rovers, Birmingham City – 2002–04, 2007–08[Note 4]

## Honduras
- Roger Espinoza – Wigan Athletic – 2012–13
- Maynor Figueroa – Wigan Athletic, Hull City – 2007–15
- Iván Guerrero – Coventry City – 2000–01
- Milton Núñez – Sunderland – 1999–2000
- Wilson Palacios – Birmingham City, Wigan Athletic, Tottenham Hotspur, Stoke City – 2007–15
- Hendry Thomas – Wigan Athletic – 2009–11
- Jairo Martínez – Coventry City – 2000–01

## Hungary
- Ádám Bogdán – Bolton Wanderers, Liverpool – 2010–12, 2015–16
- Ákos Buzsáky – Queens Park Rangers – 2011–12
- Márton Fülöp – Sunderland, Manchester City, West Bromwich Albion – 2007–10, 2011–12
- Zoltán Gera – West Bromwich Albion, Fulham – 2004–06, 2008–14
- Péter Halmosi – Hull City – 2008–09
- Gábor Király – Crystal Palace, Aston Villa – 2004–05, 2006–07
- István Kozma – Liverpool – 1992–93
- Péter Kurucz – West Ham United – 2009–10
- Tamás Priskin – Watford – 2006–07[Note 45]
- Sándor Torghelle – Crystal Palace – 2004–05

## Iceland
- Guðni Bergsson – Tottenham Hotspur, Bolton Wanderers – 1992–93, 1995–96, 1997–98, 2001–03
- Eiður Guðjohnsen – Chelsea, Tottenham Hotspur, Stoke City, Fulham – 2000–06, 2009–11
- Joey Guðjónsson – Aston Villa, Wolverhampton Wanderers Burnley – 2002–04, 2009–10
- Þórður Guðjónsson – Derby County – 2000–01
- Jóhann Guðmundsson – Watford – 1999–2000
- Aron Gunnarsson – Cardiff City – 2013–14
- Brynjar Gunnarsson – Reading – 2006–08
- Arnar Gunnlaugsson – Bolton Wanderers, Leicester City – 1997–2002
- Heiðar Helguson – Watford, Fulham, Bolton Wanderers, Queens Park Rangers – 1999–2000, 2005–09, 2011–12
- Hermann Hreiðarsson – Crystal Palace, Wimbledon, Ipswich Town, Charlton Athletic, Portsmouth – 1997–98, 1999–2002, 2003–10
- Ívar Ingimarsson – Reading – 2006–08
- Eggert Jónsson – Wolverhampton Wanderers – 2011–12
- Þorvaldur Örlygsson – Nottingham Forest – 1992–93[Note 46]
- Gylfi Sigurðsson – Swansea City, Tottenham Hotspur – 2011–16
- Lárus Sigurðsson – West Bromwich Albion – 2002–03
- Grétar Steinsson – Bolton Wanderers – 2007–12

## Iran
| # | Cầu thủ             | Câu lạc bộ               | Giai đoạn |
| - | ------------------- | ------------------------ | --------- |
| 1 | Karim Bagheri       | Charlton Athletic        | 2000–01   |
| 2 | Andranik Teymourian | Bolton Wanderers, Fulham | 2006–09   |
| 3 | Ashkan Dejagah      | Fulham                   | 2012–14   |
| 4 | Alireza Jahanbakhsh | Brighton & Hove Albion   | 2018–20   |

## Israel
- Walid Badir – Wimbledon – 1999–2000
- Yossi Benayoun – West Ham United, Liverpool, Chelsea, Arsenal – 2005–13
- Tal Ben Haim – Bolton Wanderers, Chelsea, Manchester City, Sunderland, Portsmouth, West Ham United, Queens Park Rangers – 2004–11, 2012–13
- Eyal Berkovic – Southampton, West Ham United, Manchester City, Portsmouth – 1996–99, 2002–05
- Tamir Cohen – Bolton Wanderers – 2007–11
- Najwan Ghrayib – Aston Villa – 1999–2000
- Yaniv Katan – West Ham United – 2005–06
- Dekel Keinan – Blackpool – 2010–11
- Avi Nimni – Derby County – 1999–2000
- Ronny Rosenthal – Liverpool, Tottenham Hotspur – 1992–97
- Ben Sahar – Chelsea – 2006–07
- Itay Shechter – Swansea City – 2012–13
- Idan Tal – Everton, Bolton Wanderers – 2000–02, 2006–07
- Itzik Zohar – Crystal Palace – 1997–98

## Ý
- Gabriele Ambrosetti – Chelsea – 1999–2000
- Jorginho -Chelsea F.C.-2018-
- Emerson Palmieri-Chelsea F.C.-2017
- Marco Ambrosio – Chelsea – 2003–04
- Lorenzo Amoruso – Blackburn Rovers – 2003–05
- Alberto Aquilani – Liverpool – 2009–12
- Dino Baggio – Blackburn Rovers – 2003–04
- Francesco Baiano – Derby County – 1997–2000
- Mario Balotelli – Manchester City, Liverpool – 2010–13, 2014–15
- Nicola Berti – Tottenham Hotspur – 1997–99
- Rolando Bianchi – Manchester City – 2007–08
- Patrizio Billio – Crystal Palace – 1997–98
- Ivano Bonetti – Crystal Palace – 1997–98
- Fabio Borini – Chelsea, Liverpool, Sunderland – 2009–10, 2012–16
- Marco Borriello – West Ham United – 2013–14
- Marco Branca – Middlesbrough – 1998–99
- Benito Carbone – Sheffield Wednesday, Aston Villa, Bradford City, Derby County, Middlesbrough – 1996–2002
- Pierluigi Casiraghi – Chelsea – 1998–99
- Bernardo Corradi – Manchester City – 2006–07
- Carlo Cudicini – Chelsea, Tottenham Hotspur – 1999–2011
- Daniele Daino – Derby County – 2001–02
- Samuele Dalla Bona – Chelsea – 1999–2002
- Matteo Darmian – Manchester United – 2015–16
- Paolo Di Canio – Sheffield Wednesday, West Ham United, Charlton Athletic – 1997–2004
- Roberto Di Matteo – Chelsea – 1996–2001[Note 47]
- David Di Michele – West Ham United – 2008–09
- Alessandro Diamanti – West Ham United, Watford – 2008–10, 2015–16
- Andrea Dossena – Liverpool, Sunderland – 2008–10, 2013–14
- Stefano Eranio – Derby County – 1997–2001
- Matteo Ferrari – Everton – 2005–06[Note 48]
- Gianluca Festa – Middlesbrough – 1996–97, 1998–2002
- Emanuele Giaccherini – Sunderland – 2013–15
- Stefano Gioacchini – Coventry City – 1998–99
- Corrado Grabbi – Blackburn Rovers – 2001–04
- Attilio Lombardo – Crystal Palace – 1997–98
- Arturo Lupoli – Arsenal – 2005–06
- Massimo Maccarone – Middlesbrough – 2002–04, 2005–07
- Federico Macheda – Manchester United, Queens Park Rangers – 2008–12
- Roberto Mancini – Leicester City – 2000–01
- Vito Mannone – Arsenal, Sunderland – 2008–10, 2012–16
- Dario Marcolin – Blackburn Rovers – 1998–99
- Marco Materazzi – Everton – 1998–99
- Vincenzo Montella – Fulham – 2006–07
- Antonio Nocerino – West Ham United – 2013–14
- Angelo Ogbonna – West Ham United – 2015–16
- Stefano Okaka – Fulham – 2009–10
- Dani Osvaldo – Southampton – 2013–15[Note 49]
- Daniele Padelli – Liverpool – 2006–07
- Michele Padovano – Crystal Palace – 1997–98
- Gabriel Paletta – Liverpool – 2006–07[Note 49][Note 102]
- Alberto Paloschi – Swansea City – 2015–16
- Christian Panucci – Chelsea – 2000–01
- Graziano Pellè – Southampton – 2014–16
- Alessandro Pistone – Newcastle United, Everton – 1997–2006
- Rodrigo Possebon – Manchester United – 2008–09[Note 18]
- Fabrizio Ravanelli – Middlesbrough, Derby County – 1996–97, 2001–02
- Giuseppe Rossi – Manchester United, Newcastle United – 2005–07[Note 50]
- Francesco Sanetti – Sheffield Wednesday – 1997–99
- Davide Santon – Newcastle United – 2011–14
- Matteo Sereni – Ipswich Town – 2001–02
- Andrea Silenzi – Nottingham Forest – 1995–97
- Massimo Taibi – Manchester United – 1999–2000
- Paolo Tramezzani – Tottenham Hotspur – 1998–99
- Marcello Trotta – Fulham – 2011–12
- Nicola Ventola – Crystal Palace – 2004–05
- Gianluca Vialli – Chelsea – 1996–99
- Gianfranco Zola – Chelsea – 1996–2003

## Bờ Biển Ngà

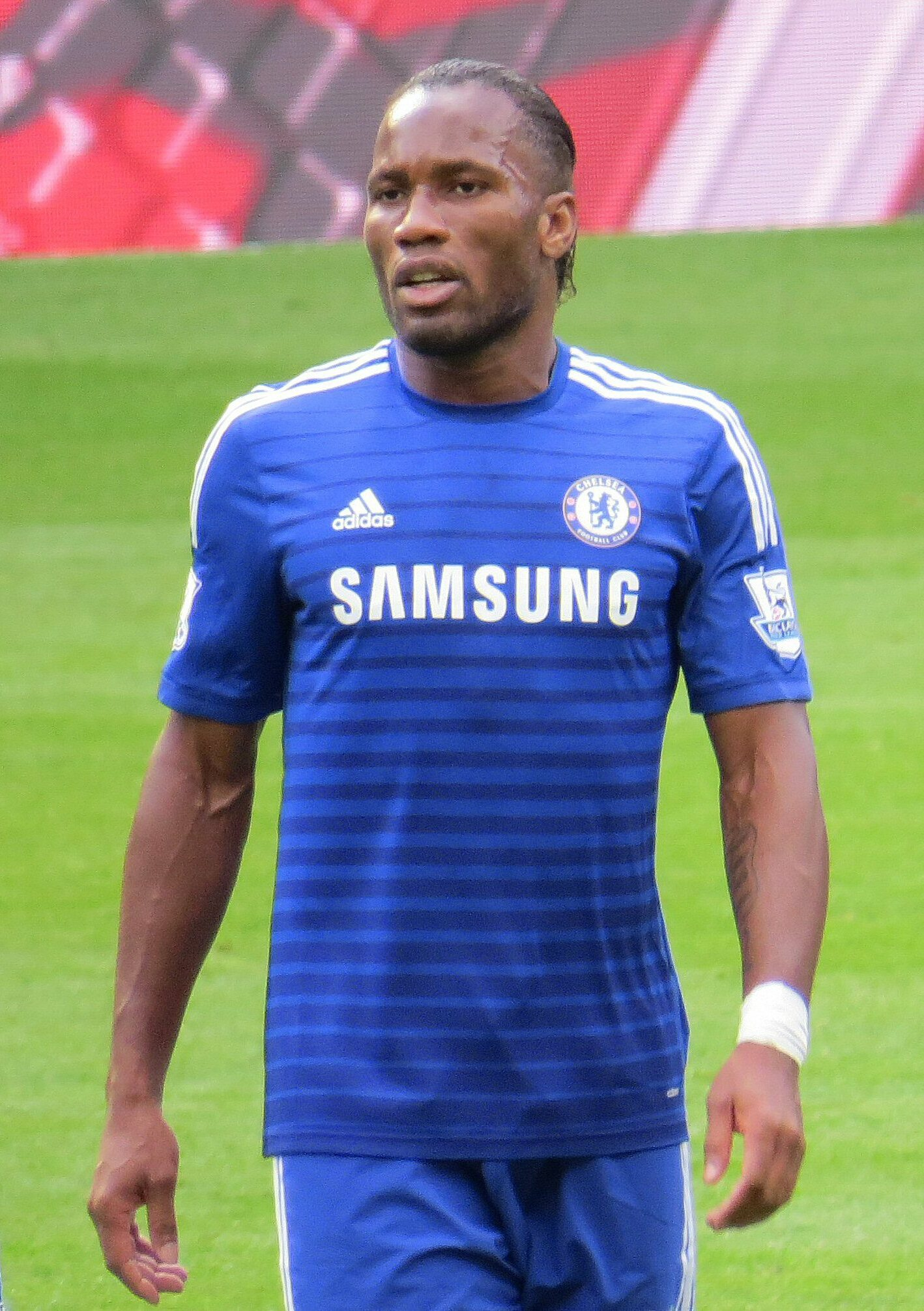
Didier Drogba có được cho mình 104 bàn thắng tại Premier League, cũng như giành bốn Premiership với Chelsea.

- Ibrahima Bakayoko – Everton – 1998–99
- Wilfried Bony – Swansea City, Manchester City – 2013–16
- Guy Demel – West Ham United – 2011–15[Note 2]
- Aruna Dindane – Portsmouth – 2009–10
- Seydou Doumbia – Newcastle United – 2015–16
- Didier Drogba – Chelsea – 2004–12, 2014–15
- Emmanuel Eboué – Arsenal – 2004–11
- Emerse Faé – Reading – 2007–08[Note 2][Note 43]
- Gervinho – Arsenal – 2011–13
- Steve Gohouri – Wigan Athletic – 2009–12
- Max Gradel – Bournemouth – 2015–16
- Salomon Kalou – Chelsea – 2006–12
- Arouna Koné – Wigan Athletic, Everton – 2012–16
- Lamine Koné – Sunderland – 2015–16[Note 2][Note 103]
- Abdoulaye Méïté – Bolton Wanderers, West Bromwich Albion – 2006–09, 2010–11[Note 2]
- Abdul Razak – Manchester City – 2010–13
- Yannick Sagbo – Hull City – 2013–15[Note 2]
- Olivier Tébily – Birmingham City – 2002–06
- Cheick Tioté – Newcastle United – 2010–16
- Kolo Touré – Arsenal, Manchester City, Liverpool – 2002–16
- Yaya Touré – Manchester City – 2010–16
- Lacina Traoré – Everton – 2013–14
- Didier Zokora – Tottenham Hotspur – 2006–09

## Jamaica

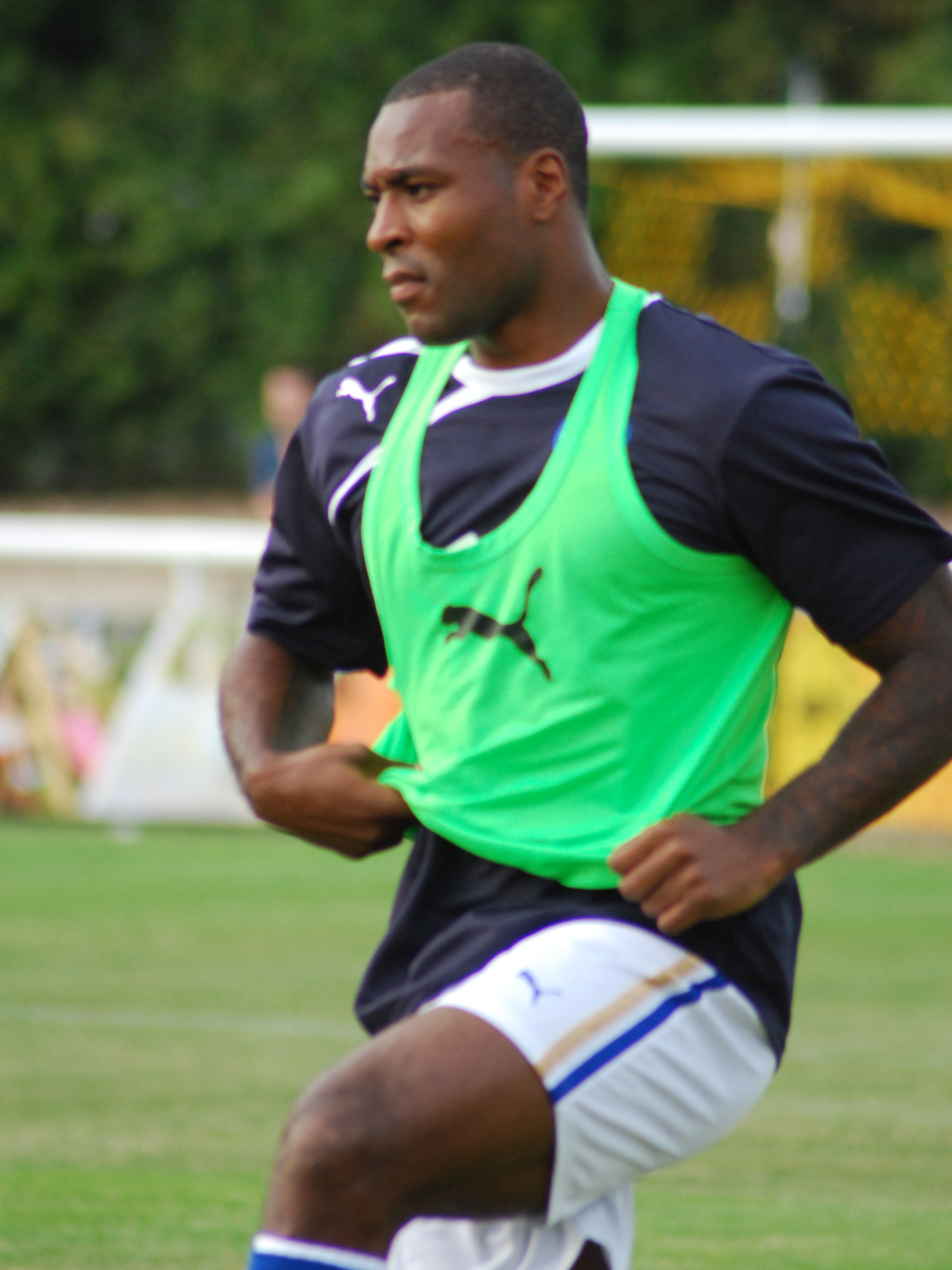
Wes Morgan là đội trưởng của Leicester vô địch năm 2016

- Giles Barnes – Derby County, West Bromwich Albion – 2007–08, 2010–11[Note 4][Note 61]
- Jermaine Beckford – Everton – 2010–12[Note 4]
- Trevor Benjamin – Leicester City – 2000–02, 2003–04[Note 4][Note 44]
- Elliott Bennett – Norwich City – 2011–14[Note 4]
- Deon Burton – Derby County, Portsmouth – 1997–2002, 2003–04[Note 4]
- Darren Byfield – Aston Villa – 1997–98[Note 4]
- Jamal Campbell-Ryce – Charlton Athletic – 2002–04[Note 4]
- Shaun Cummings – Reading – 2012–13[Note 4]
- Claude Davis – Sheffield United, Derby County – 2006–08
- Simon Dawkins – Aston Villa – 2012–13[Note 4]
- Lloyd Doyley – Watford – 2006–07[Note 4]
- Robbie Earle – Wimbledon – 1992–2000[Note 4]
- Jason Euell – Wimbledon, Charlton Athletic, Middlesbrough, Blackpool – 1995–2000, 2001–07, 2010–11[Note 4][Note 44]
- Damien Francis – Wimbledon, Norwich City, Wigan Athletic, Watford – 1997–98, 1999–2000, 2004–07[Note 4]
- Ricardo Fuller – Portsmouth, Stoke City – 2004–05, 2008–12
- Ricardo Gardner – Bolton Wanderers – 2001–12
- Marcus Gayle – Wimbledon – 1993–2000[Note 4]
- Lewis Grabban – Norwich City, Bournemouth – 2015–16[Note 4]
- Paul Hall – Coventry City – 1998–2000[Note 4]
- Barry Hayles – Fulham – 2001–04[Note 4][Note 82][Note 91]
- Micah Hyde – Watford – 1999–2000[Note 4]
- David Johnson – Ipswich Town – 2000–01[Note 51]
- Jermaine Johnson – Bolton Wanderers – 2001–03
- Michael Johnson – Birmingham City, Derby County – 2002–03, 2007–08[Note 4]
- Marlon King – Watford, Wigan Athletic, Hull City, Middlesbrough – 2006–10[Note 4]
- Jamie Lawrence – Leicester City, Bradford City – 1994–95, 1996–97, 1999–2001[Note 4]
- Kevin Lisbie – Charlton Athletic – 1998–99, 2000–07[Note 4]
- Jamar Loza – Norwich City – 2013–14
- Danny Maddix – Queens Park Rangers – 1992–93, 1994–96[Note 4]
- Adrian Mariappa – Watford, Reading, Crystal Palace – 2006–07, 2012–16[Note 4]
- Jobi McAnuff – Reading – 2012–13[Note 4]
- Garath McCleary – Reading – 2012–13[Note 4]
- Darren Moore – West Bromwich Albion, Derby County – 2002–03, 2004–06, 2007–08[Note 4]
- Wes Morgan – Leicester City – 2014–16[Note 4]
- Nyron Nosworthy – Sunderland – 2005–06, 2007–10[Note 4]
- Darryl Powell – Derby County, Birmingham City – 1996–2003[Note 4]
- Theo Robinson – Watford – 2006–07[Note 4]
- Luton Shelton – Sheffield United – 2006–07
- Fitzroy Simpson – Manchester City – 1992–95[Note 4]
- Frank Sinclair – Chelsea, Leicester City – 1992–2002, 2003–04[Note 4]
- Lee Williamson – Watford – 2006–07[Note 4]

## Nhật Bản
- Inamoto Junichi – Fulham, West Bromwich Albion – 2002–06
- Kagawa Shinji – Manchester United – 2012–14
- Miyaichi Ryō – Bolton Wanderers, Wigan Athletic, Arsenal – 2011–14
- Nakata Hidetoshi – Bolton Wanderers – 2005–06
- Okazaki Shinji – Leicester City – 2015–16
- Toda Kazuyuki – Tottenham Hotspur – 2002–03
- Yoshida Maya – Southampton – 2012–16
- Muto Yoshinori - Newcastle United - 2018-
- Takumi Minamino - Liverpool  - 2019-
- Kaoru Mitoma -Brighton  2022-

## Kenya
| # | Cầu thủ        | Câu lạc bộ                     | Giai đoạn |
| - | -------------- | ------------------------------ | --------- |
| 1 | Victor Wanyama | Southampton, Tottenham Hotspur | 2013–20   |

## Hàn Quốc

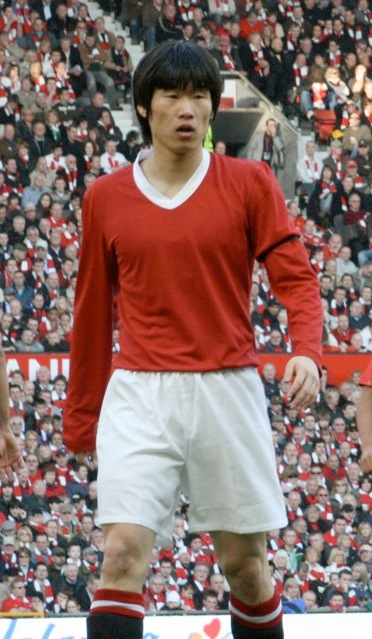
Park Ji-Sung giành Premier League bốn lần cùng Manchester United

- Cho Won-hee – Wigan Athletic – 2008–10
- Hwang Hee-chan – Wolverhampton Wanderers – 2021–
- Ji Dong-won – Sunderland – 2011–12, 2013–14
- Ki Sung-yueng – Swansea City, Sunderland – 2012–16
- Kim Bo-kyung – Cardiff City – 2013–14
- Kim Do-heon – West Bromwich Albion – 2008–09
- Lee Chung-yong – Bolton Wanderers, Crystal Palace – 2009–12, 2014–16
- Lee Dong-gook – Middlesbrough – 2006–08
- Lee Young-pyo – Tottenham Hotspur – 2005–08
- Park Chu-young – Arsenal – 2011–12
- Park Ji-sung – Manchester United, Queens Park Rangers – 2005–13
- Seol Ki-hyeon – Reading, Fulham – 2006–10
- Son Heung-min – Tottenham Hotspur – 2015–
- Yun Suk-young – Queens Park Rangers – 2014–15

## Kosovo
| # | Cầu thủ             | Câu lạc bộ        | Giai đoạn |
| - | ------------------- | ----------------- | --------- |
| 1 | Bersant Celina      | Manchester City   | 2015–16   |
| 2 | Florent Hadergjonaj | Huddersfield Town | 2017–19   |

## Latvia
| # | Cầu thủ             | Câu lạc bộ        | Giai đoạn |
| - | ------------------- | ----------------- | --------- |
| 1 | Bersant Celina      | Manchester City   | 2015–16   |
| 2 | Florent Hadergjonaj | Huddersfield Town | 2017–19   |

- Imants Bleidelis – Southampton – 2000–02
- Kaspars Gorkšs – Reading – 2012–13
- Marians Pahars – Southampton – 1998–2004[Note 52]
- Igors Stepanovs – Arsenal – 2000–03
- Andrejs Štolcers – Fulham – 2001–03

## Liberia
- George Weah – Chelsea, Manchester City – 1999–2001
- Christopher Wreh – Arsenal – 1997–99

## Litva
- Giedrius Arlauskis – Watford – 2015–16
- Tomas Danilevičius – Arsenal – 2000–01

## Macedonia
- Gjorgji Hristov – Barnsley – 1997–98
- Goran Popov – West Bromwich Albion – 2012–14
- Artim Šakiri – West Bromwich Albion – 2004–05
- Goce Sedloski – Sheffield Wednesday – 1997–98

## Mali
- Kalifa Cissé – Reading – 2007–08[Note 2]
- Samba Diakité – Queens Park Rangers – 2011–13[Note 2]
- Mahamadou Diarra – Fulham – 2011–13
- Frédéric Kanouté – West Ham United, Tottenham Hotspur – 1999–2006[Note 2][Note 43]
- Jimmy Kébé – Reading, Crystal Palace – 2007–08, 2012–14[Note 2]
- Modibo Maïga – West Ham United – 2012–15
- Bakary Sako – Crystal Palace – 2015–16[Note 2][Note 43]
- Mamady Sidibé – Stoke City – 2008–11
- Mohamed Sissoko – Liverpool – 2005–08[Note 2]
- Yacouba Sylla – Aston Villa – 2012–14[Note 2][Note 43]
- Djimi Traoré – Liverpool, Charlton Athletic, Portsmouth – 2000–01, 2002–08[Note 2]

## México

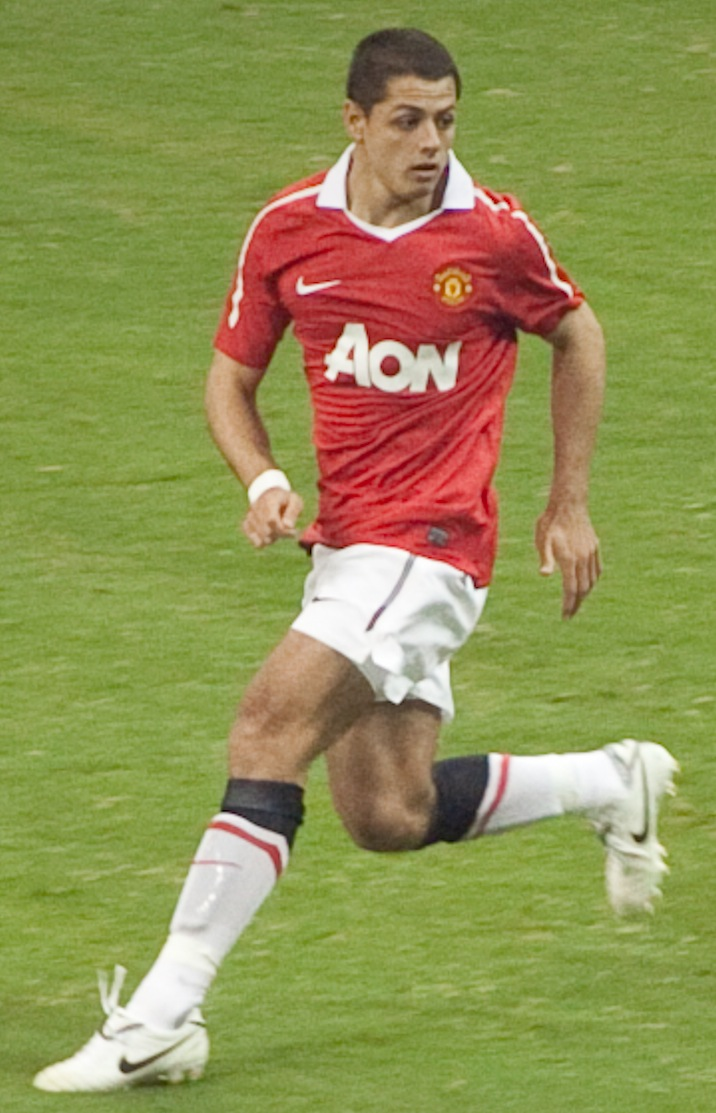
Javier Hernández giành Premier League hai lần cùng Manchester United

- Pablo Barrera – West Ham United – 2010–12
- Jared Borgetti – Bolton Wanderers – 2005–06
- Nery Castillo – Manchester City – 2007–08
- Giovani dos Santos – Tottenham Hotspur – 2008–12
- Guillermo Franco – West Ham United – 2009–10[Note 49]
- Javier Hernández – Manchester United – 2010–16
- Raúl Jiménez – Wolverhampton Wanderers – 2018–
- Miguel Layún – Watford – 2015–16
- Carlos Salcido – Fulham – 2010–11
- Carlos Vela – Arsenal, West Bromwich Albion – 2008–11

## Montenegro
- Stevan Jovetić – Manchester City – 2013–15
- Stefan Savić – Manchester City – 2011–12
- Simon Vukčević – Blackburn Rovers – 2011–12
- Elsad Zverotić – Fulham – 2013–14[Note 85]

## Montserrat
- Brandon Comley – Queens Park Rangers – 2014–15[Note 4]
- Bruce Dyer – Crystal Palace – 1994–95, 1997–98[Note 4][Note 44]
- Ruel Fox – Norwich City, Newcastle United, Tottenham Hotspur – 1992–2000[Note 4][Note 51]

## Maroc
- Nordin Amrabat – Watford – 2015–16[Note 3][Note 42]
- Oussama Assaidi – Liverpool, Stoke City – 2012–15
- Marouane Chamakh – Arsenal, West Ham United, Crystal Palace – 2010–16[Note 2][Note 53]
- Youssef Chippo – Coventry City – 1999–2001
- Manuel da Costa – West Ham United – 2009–11[Note 2][Note 99]
- Karim El Ahmadi – Aston Villa – 2012–14[Note 3]
- Talal El Karkouri – Sunderland, Charlton Athletic – 2002–03, 2004–07
- Tahar El Khalej – Southampton, Charlton Athletic – 1999–2003
- Nabil El Zhar – Liverpool – 2006–07, 2008–10[Note 2][Note 43]
- Mustapha Hadji – Coventry City, Aston Villa – 1999–2004
- Hakim Ziyech - Chelsea F.C. - 2020
- Hassan Kachloul – Southampton, Aston Villa, Wolverhampton Wanderers – 1998–2002, 2003–04
- Noureddine Naybet – Tottenham Hotspur – 2004–06
- Abdeslam Ouaddou – Fulham – 2001–03
- Youssef Safri – Norwich City – 2004–05
- Adel Taarabt – Tottenham Hotspur, Queens Park Rangers, Fulham – 2006–09, 2011–15[Note 53]

## Hà Lan

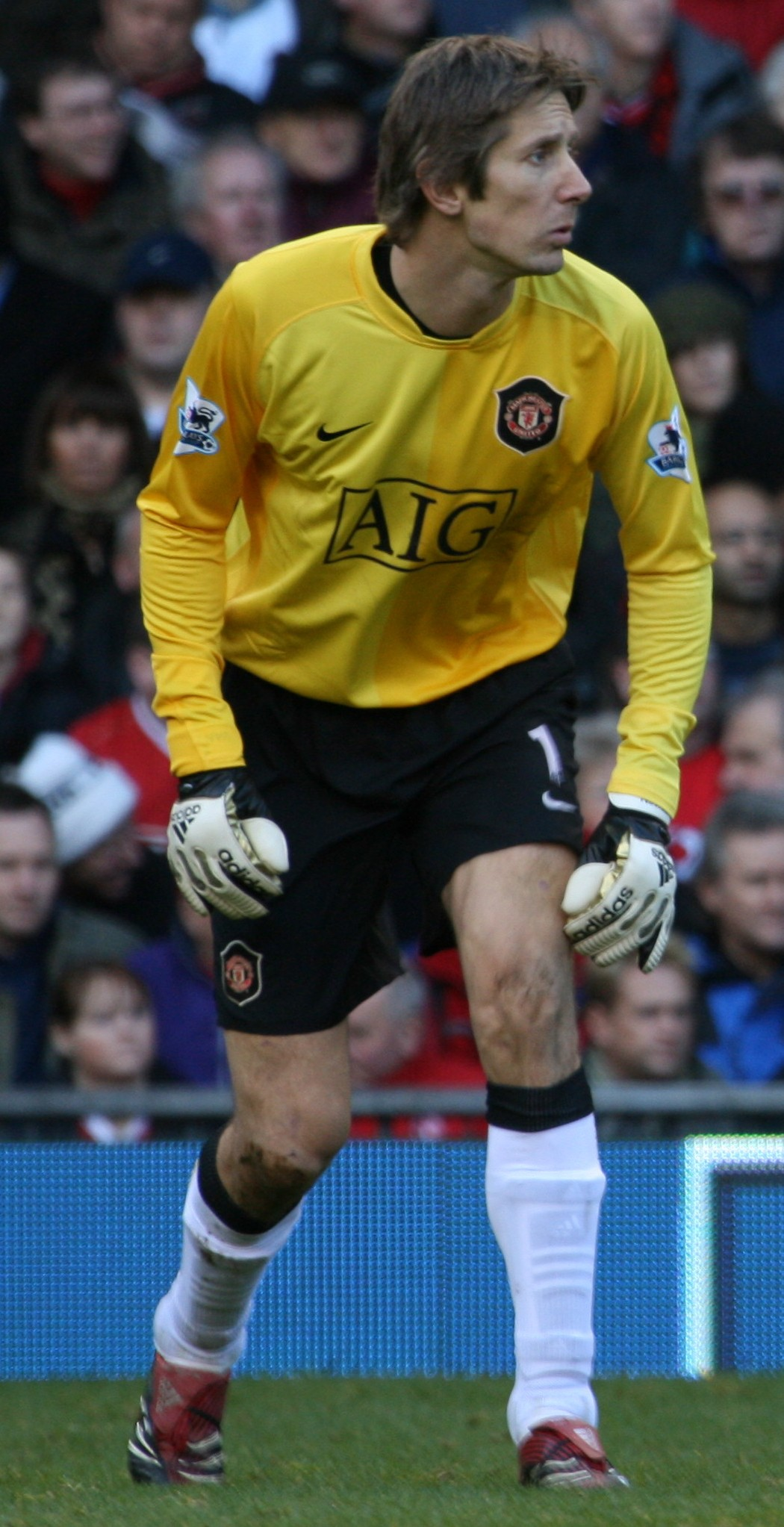
Edwin van der Sar lập kỉ lục giữ sạch lưới lâu nhất Premier League khi thi đấu cho Manchester United

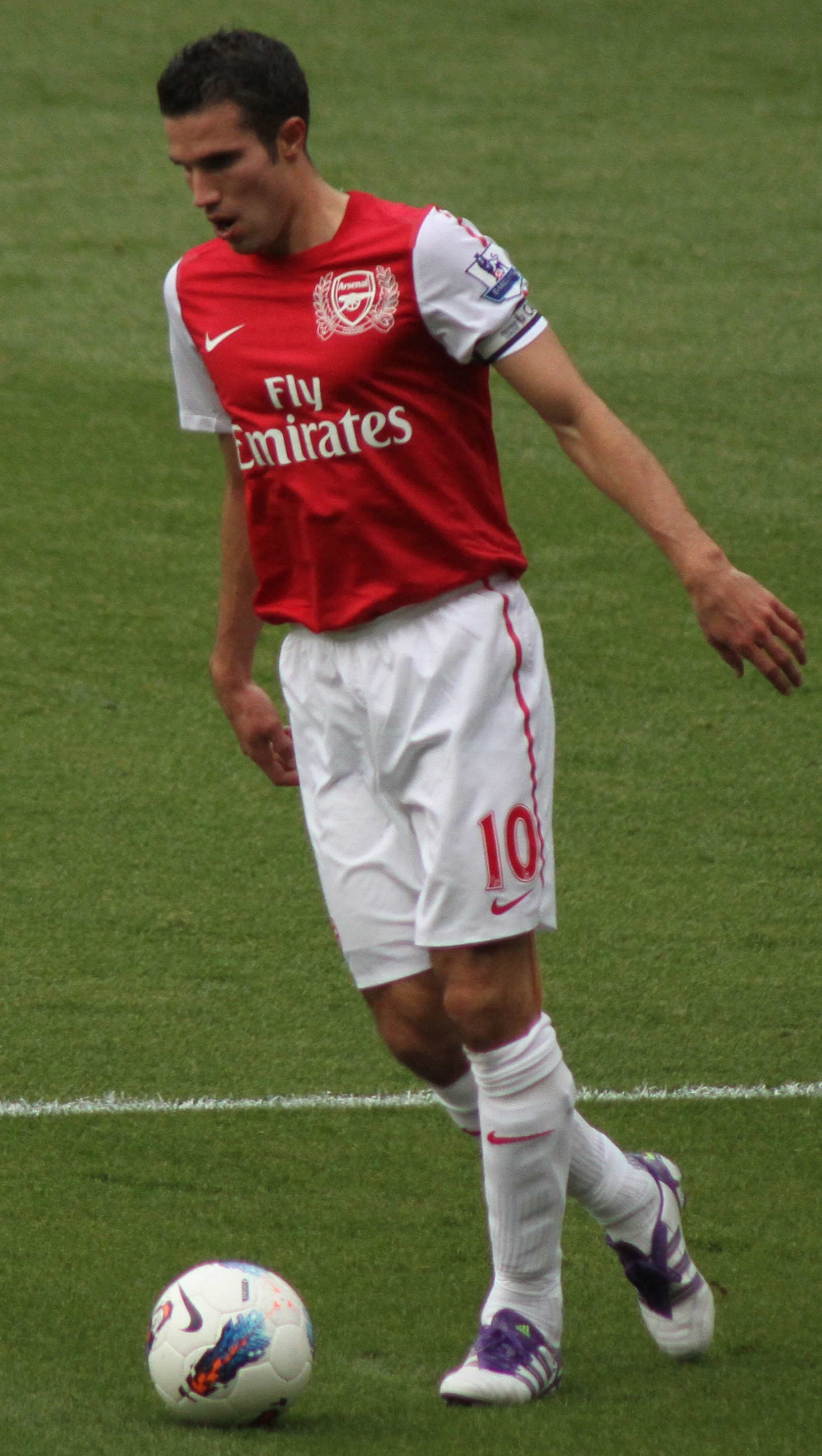
Robin van Persie là vua phá lưới Premier League hai mùa liên tiếp cho hai đội khác nhau — Arsenal và Manchester United

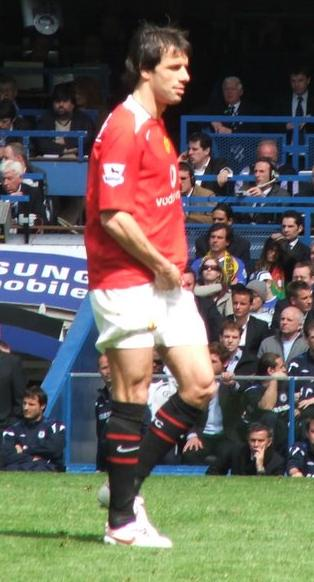
Ruud van Nistelrooy là vua phá lưới và cầu thủ xuất sắc nhất mùa 2002–03

- Joël Veltman - Brighton & Hove Albion F.C. - 2020 -
- Patrick van Aanholt – Chelsea, Wigan Athletic, Sunderland – 2009–10, 2011–12, 2014–16
- Nabil Abidallah – Ipswich Town – 2000–01
- Ibrahim Afellay – Stoke City – 2015–16
- Nathan Aké – Chelsea, Manchester City F.C. – 2012–16,2020-2021
- Vurnon Anita – Newcastle United – 2012–16[Note 55]
- Ryan Babel – Liverpool – 2007–11
- Steven Berghuis – Watford – 2015–16
- Dennis Bergkamp – Arsenal – 1995–2006
- Daley Blind – Manchester United – 2014–16
- Regi Blinker – Sheffield Wednesday – 1995–97[Note 56]
- George Boateng – Coventry City, Aston Villa, Middlesbrough, Hull City – 1997–2010[Note 24]
- Jeroen Boere – West Ham United – 1993–96
- Winston Bogarde – Chelsea – 2000–01
- Marco Boogers – West Ham United – 1995–96
- Paul Bosvelt – Manchester City – 2003–05
- Khalid Boulahrouz – Chelsea – 2006–07
- Wilfred Bouma – Aston Villa – 2005–08
- Giovanni van Bronckhorst – Arsenal – 2001–03
- Jeffrey Bruma – Chelsea – 2009–11
- Alexander Büttner – Manchester United – 2012–14
- Jordy Clasie – Southampton – 2015–16
- Jordi Cruyff – Manchester United – 1996–2000[Note 57]
- Chris David – Fulham – 2013–14
- Edgar Davids – Tottenham Hotspur – 2005–07[Note 56]
- Memphis Depay – Manchester United – 2015–16
- Virgil van Dijk – Southampton,Liverpool F.C. – 2015–17,2017-2021
- Sieb Dijkstra – Queens Park Rangers – 1994–95
- Ryan Donk – West Bromwich Albion – 2008–09
- Royston Drenthe – Everton – 2011–12
- Eljero Elia – Southampton – 2014–15
- Urby Emanuelson – Fulham – 2012–13
- Marvin Emnes – Middlesbrough, Swansea City – 2008–09, 2013–16
- Leroy Fer – Norwich City, Queens Park Rangers, Swansea City – 2013–16
- Timothy Fosu-Mensah – Manchester United – 2015–16
- Fabian de Freitas – Bolton Wanderers – 1995–96[Note 56]
- Marco van Ginkel – Chelsea, Stoke City – 2013–14, 2015–16
- Ulrich van Gobbel – Southampton – 1996–98[Note 56]
- Ed de Goey – Chelsea – 1997–2003
- Kenji Gorré – Swansea City – 2014–15
- Raimond van der Gouw – Manchester United – 1996–2002
- Alfons Groenendijk – Manchester City – 1993–94
- Ruud Gullit – Chelsea – 1995–98
- Jonathan de Guzmán – Swansea City – 2012–14[Note 58]
- Jimmy Floyd Hasselbaink – Leeds United, Chelsea, Middlesbrough, Charlton Athletic – 1997–99, 2000–07[Note 56]
- John Heitinga – Everton, Fulham – 2009–14
- Glenn Helder – Arsenal – 1994–97
- Laurens ten Heuvel – Barnsley – 1997–98
- Ki-Jana Hoever – Wolverhampton Wanderers – 2020–
- Pierre van Hooijdonk – Nottingham Forest – 1996–97, 1998–99
- Jos Hooiveld – Southampton – 2012–14
- Daryl Janmaat – Newcastle United – 2014–16
- Collins John – Fulham – 2003–08[Note 59]
- Luuk de Jong – Newcastle United – 2013–14[Note 47]
- Nigel de Jong – Manchester City – 2008–13
- Siem de Jong – Newcastle United – 2014–16[Note 47]
- Wim Jonk – Sheffield Wednesday – 1998–2000
- John Karelse – Newcastle United – 1999–2000
- Orpheo Keizerweerd – Oldham Athletic – 1992–93[Note 56]
- Patrick Kluivert – Newcastle United – 2004–05
- Willem Korsten – Leeds United, Tottenham Hotspur – 1998–2001
- Jan Kromkamp – Liverpool – 2005–06
- Tim Krul – Newcastle United – 2010–16
- Dirk Kuijt – Liverpool – 2006–12
- Robin van der Laan – Derby County – 1996–98
- Denny Landzaat – Wigan Athletic – 2006–08
- Jeremain Lens – Sunderland – 2015–16
- Sherjill MacDonald – West Bromwich Albion – 2008–09
- Erik Meijer – Liverpool – 1999–2001
- Mario Melchiot – Chelsea, Birmingham City, Wigan Athletic – 1999–2006, 2007–09
- Andy van der Meyde – Everton – 2005–07, 2008–09
- Robert Molenaar – Leeds United, Bradford City – 1996–99, 2000–01
- Ken Monkou – Southampton – 1992–99[Note 56]
- Kiki Musampa – Manchester City – 2004–06[Note 6]
- Riga Mustapha – Bolton Wanderers – 2008–10[Note 24]
- Luc Nijholt – Swindon Town – 1993–94
- Ruud van Nistelrooy – Manchester United – 2001–06
- André Ooijer – Blackburn Rovers – 2006–09
- Marc Overmars – Arsenal – 1997–2000
- Robin van Persie – Arsenal, Manchester United – 2004–15
- Bobby Petta – Fulham – 2003–04
- Erik Pieters – Stoke City – 2013–16
- Stefan Postma – Aston Villa – 2002–05
- Michael Reiziger – Middlesbrough – 2004–06
- Karim Rekik – Manchester City – 2012–13
- Martijn Reuser – Ipswich Town – 2000–02
- Daniël de Ridder – Birmingham City, Wigan Athletic – 2007–09
- Maceo Rigters – Blackburn Rovers – 2007–08
- Arjen Robben – Chelsea – 2004–07
- Bryan Roy – Nottingham Forest – 1994–97
- Edwin van der Sar – Fulham, Manchester United – 2001–11
- Hans Segers – Wimbledon, Tottenham Hotspur – 1992–96, 1998–99
- Gerald Sibon – Sheffield Wednesday – 1999–2000
- Richard Sneekes – Bolton Wanderers – 1995–96
- Jaap Stam – Manchester United – 1998–2002
- Ronnie Stam – Wigan Athletic – 2010–13
- Maarten Stekelenburg – Fulham, Southampton – 2013–14, 2015–16
- Dwight Tiendalli – Swansea City – 2012–15[Note 79]
- Orlando Trustfull – Sheffield Wednesday – 1996–97
- Rafael van der Vaart – Tottenham Hotspur – 2010–12
- Jan Vennegoor of Hesselink – Hull City – 2009–10
- Ron Vlaar – Aston Villa — 2012–15
- Michel Vonk – Manchester City – 1992–95
- Michel Vorm – Swansea City, Tottenham Hotspur – 2011–16
- Dorus de Vries – Wolverhampton Wanderers – 2011–12
- Harald Wapenaar – Portsmouth – 2003–04
- Sander Westerveld – Liverpool, Portsmouth, Everton – 1999–2002, 2005–06
- Gerard Wiekens – Manchester City – 2000–01, 2002–03
- Georginio Wijnaldum – Newcastle United – 2015–16
- Clyde Wijnhard – Leeds United – 1998–99[Note 56]
- Ron Willems – Derby County – 1996–98
- Fabian Wilnis – Ipswich Town – 2000–02[Note 56]
- Richard Witschge – Blackburn Rovers – 1994–95
- Ricky van Wolfswinkel – Norwich City – 2013–14
- Nordin Wooter – Watford – 1999–2000
- Arjan de Zeeuw – Barnsley, Portsmouth, Wigan Athletic – 1997–98, 2003–07
- Boudewijn Zenden – Chelsea, Middlesbrough, Liverpool, Sunderland – 2001–07, 2009–11
- Gianni Zuiverloon – West Bromwich Albion – 2008–09, 2010–11

## New Zealand
- Simon Elliott – Fulham – 2005–06
- Danny Hay – Leeds United – 2000–01
- Ryan Nelsen – Blackburn Rovers, Tottenham Hotspur, Queens Park Rangers – 2004–13
- Lee Norfolk – Ipswich Town – 1994–95
- Winston Reid – West Ham United – 2010–11, 2012–16[Note 60]
- Chris Wood – West Bromwich Albion, Leicester City – 2008–09, 2010–11, 2014–15

## Nigeria

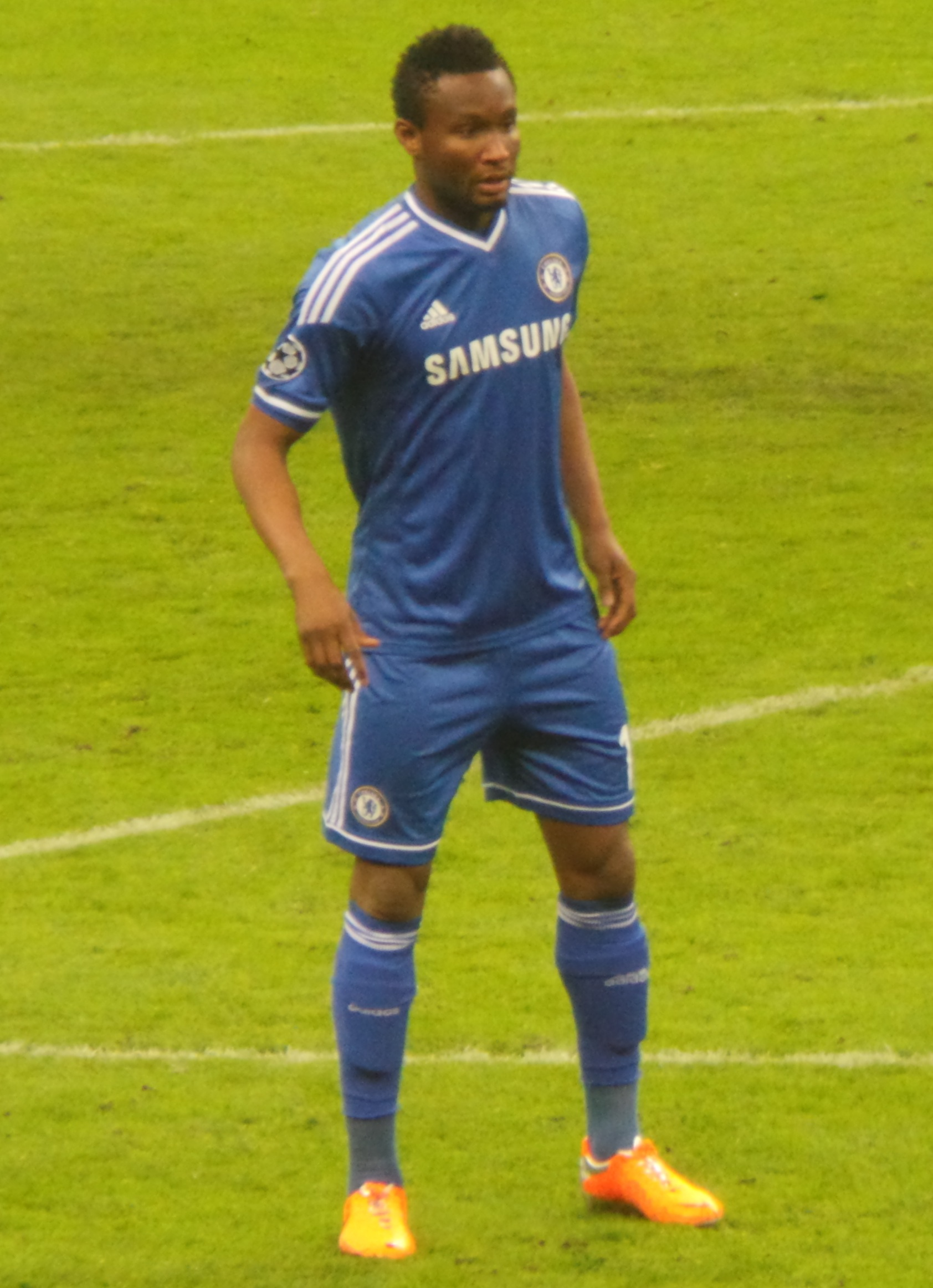
John Obi Mikel có hai danh hiệu Premier League với Chelsea

- Julius Aghahowa – Wigan Athletic – 2006–08
- Ade Akinbiyi – Norwich City, Leicester City, Sheffield United – 1993–95, 2000–02, 2006–07[Note 4]
- Sammy Ameobi – Newcastle United – 2010–15[Note 4][Note 44]
- Shola Ameobi – Newcastle United, Crystal Palace – 2000–09, 2010–15[Note 44]
- Daniel Amokachi – Everton – 1994–96
- Victor Anichebe – Everton, West Bromwich Albion – 2005–16
- Sone Aluko – Hull City – 2013–15[Note 4] [Note 61]
- Celestine Babayaro – Chelsea, Newcastle United – 1997–2007
- Efan Ekoku – Norwich City, Wimbledon – 1992–99[Note 4]
- Emmanuel Emenike – West Ham United – 2015–16
- Dickson Etuhu – Sunderland, Fulham – 2007–12
- Kelvin Etuhu – Manchester City – 2007–09
- Finidi George – Ipswich Town – 2001–02
- Brown Ideye – West Bromwich Albion – 2014–15
- Odion Ighalo – Watford – 2015–16
- Kelechi Iheanacho – Manchester City – 2015–16
- Carl Ikeme – Wolverhampton Wanderers – 2011–12[Note 4]
- Alex Iwobi – Arsenal – 2015–16[Note 88]
- Blessing Kaku – Bolton Wanderers – 2004–05
- Nwankwo Kanu – Arsenal, West Bromwich Albion, Portsmouth – 1998–2010
- Obafemi Martins – Newcastle United, Birmingham City – 2006–09, 2010–11
- John Obi Mikel – Chelsea – 2006–16
- Victor Moses – Wigan Athletic, Chelsea, Liverpool, Stoke City, West Ham United – 2009–16[Note 44]
- George Ndah – Crystal Palace – 1992–95[Note 4]
- Victor Obinna – West Ham United – 2010–11
- Peter Odemwingie – West Bromwich Albion, Cardiff City, Stoke City– 2010–16[Note 62]
- Jay-Jay Okocha – Bolton Wanderers – 2002–06
- Isaac Okoronkwo – Wolverhampton Wanderers – 2003–04
- Seyi Olofinjana – Stoke City, Hull City – 2008–10
- Danny Shittu – Watford, Bolton Wanderers – 2006–07, 2008–09
- Sam Sodje – Reading – 2006–07[Note 4]
- Taye Taiwo – Queens Park Rangers – 2011–12
- Ifeanyi Udeze – West Bromwich Albion – 2002–03
- John Utaka – Portsmouth – 2007–10
- Taribo West – Derby County – 2000–01
- Yakubu – Portsmouth, Middlesbrough, Everton, Blackburn Rovers – 2003–12
- Joseph Yobo – Everton, Norwich City – 2002–10, 2013–14

## Na Uy

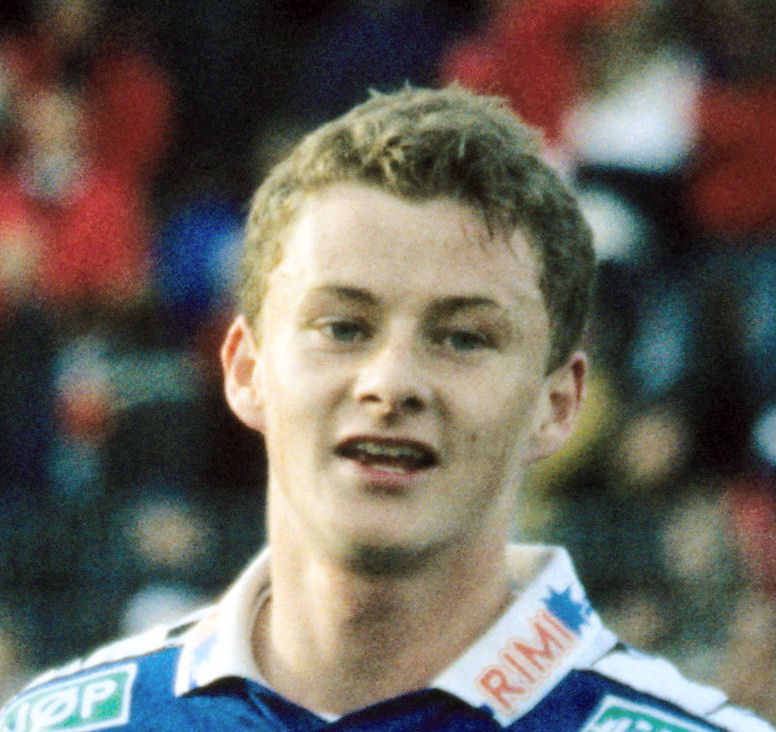
Ole Gunnar Solskjær mang về 6 Premier League cho Manchester United, một kỉ lục đối với cầu thủ ngoài quần đảo Anh

- Trond Andersen – Wimbledon – 1999–2000
- Martin Andresen – Wimbledon, Blackburn Rovers – 1999–2000, 2003–04
- Espen Baardsen – Tottenham Hotspur, Everton – 1996–99, 2002–03[Note 50]
- Eirik Bakke – Leeds United, Aston Villa – 1999–2004, 2005–06
- Henning Berg – Blackburn Rovers, Manchester United – 1992–2003
- Jo Inge Berget – Cardiff City – 2013–14
- Stig Inge Bjørnebye – Liverpool, Blackburn Rovers – 1992–99, 2001–02
- Lars Bohinen – Nottingham Forest, Blackburn Rovers, Derby County – 1994–2001
- Daniel Braaten – Bolton Wanderers – 2007–08
- Bjørn Otto Bragstad – Derby County – 2000–01
- John Carew – Aston Villa, Stoke City – 2006–11
- Mats Møller Dæhli – Cardiff City – 2013–14
- Magnus Wolff Eikrem – Cardiff City – 2013–14
- Jan Åge Fjørtoft – Swindon Town, Middlesbrough, Barnsley – 1993–94, 1995–98
- Jostein Flo – Sheffield United – 1993–94
- Tore André Flo – Chelsea, Sunderland – 1997–2001, 2002–03
- Frode Grodås – Chelsea – 1996–97
- Alf-Inge Håland – Nottingham Forest, Leeds United, Manchester City – 1994–2001
- Kristofer Hæstad – Wigan Athletic – 2006–07
- Erik Hagen – Wigan Athletic – 2007–08
- Gunnar Halle – Oldham Athletic, Leeds United, Bradford City – 1992–94, 1996–2001
- Brede Hangeland – Fulham, Crystal Palace – 2007–16[Note 50]
- Vegard Heggem – Liverpool – 1998–2001
- Jon Olav Hjelde – Nottingham Forest – 1998–99
- Abdisalam Ibrahim – Manchester City – 2009–10[Note 10]
- Kåre Ingebrigtsen – Manchester City – 1992–94
- Steffen Iversen – Tottenham Hotspur, Wolverhampton Wanderers – 1996–2004
- Stig Johansen – Southampton – 1997–98
- Erland Johnsen – Chelsea – 1992–97
- Ronny Johnsen – Manchester United, Aston Villa, Newcastle United – 1996–2005
- Christian Kalvenes – Burnley – 2009–10
- Azar Karadas – Portsmouth – 2005–06
- Joshua King – Bournemouth – 2015–16
- Bjørn Tore Kvarme – Liverpool – 1996–99
- Øyvind Leonhardsen – Wimbledon, Liverpool, Tottenham Hotspur, Aston Villa – 1994–2003
- Andreas Lund – Wimbledon – 1999–2000
- Claus Lundekvam – Southampton – 1996–2005
- Pål Lydersen – Arsenal – 1992–93
- Thomas Myhre – Everton, Sunderland, Charlton Athletic – 1997–2001, 2002–03, 2005–07
- Erik Nevland – Manchester United, Fulham – 1997–98, 2007–10
- Roger Nilsen – Sheffield United, Tottenham Hotspur – 1993–94, 1998–99
- Runar Normann – Coventry City – 1999–2000
- Egil Østenstad – Southampton, Manchester City, Blackburn Rovers – 1996–2003
- Jonathan Parr – Crystal Palace – 2013–14
- Morten Gamst Pedersen – Blackburn Rovers – 2004–12
- Tore Pedersen – Oldham Athletic, Blackburn Rovers, Wimbledon – 1993–94, 1997–98, 1999–2000
- Bjørn Helge Riise – Fulham – 2009–11
- John Arne Riise – Liverpool, Fulham – 2001–08, 2011–14
- Petter Rudi – Sheffield Wednesday – 1997–2000
- Ståle Solbakken – Wimbledon – 1997–98
- Ole Gunnar Solskjær – Manchester United – 1996–2004, 2005–07
- Trond Egil Soltvedt – Coventry City, Southampton – 1997–2001
- Ragnvald Soma – West Ham United – 2000–02
- Ståle Stensaas – Nottingham Forest – 1998–99
- Frank Strandli – Leeds United – 1992–94
- Jo Tessem – Southampton – 1999–2004
- Alexander Tettey – Norwich City – 2012–14, 2015–16[Note 24]
- Erik Thorstvedt – Tottenham Hotspur – 1992–95
- Fredrik Ulvestad – Burnley – 2014–15
- Erling Haaland - Manchester City- 2022-

## Oman
- Ali Al-Habsi – Bolton Wanderers, Wigan Athletic – 2007–08, 2010–13

## Pakistan
- Zesh Rehman – Fulham – 2003–06[Note 4][Note 63]

## Paraguay
- Antolín Alcaraz – Wigan Athletic, Everton – 2010–15
- Paulo da Silva – Sunderland – 2009–11
- Diego Gavilán – Newcastle United – 1999–2001
- Juan Iturbe – Bournemouth – 2015–16[Note 49][Note 102]
- Cristian Riveros – Sunderland – 2010–11
- Roque Santa Cruz – Blackburn Rovers, Manchester City – 2007–11

## Peru
- Diego Penny – Burnley – 2009–10
- Claudio Pizarro – Chelsea – 2007–08
- Nolberto Solano – Newcastle United, Aston Villa, West Ham United – 1998–2008
- Ysrael Zúñiga – Coventry City – 1999–2001

## Philippin
- Neil Etheridge – Cardiff City – 2018–19[b ENG][c ENG U16]

## Ba Lan
- Artur Boruc – Southampton, Bournemouth – 2012–14, 2015–16
- Jerzy Dudek – Liverpool – 2001–07
- Łukasz Fabiański – Arsenal, Swansea City – 2007–11, 2012–16
- Jarosław Fojut – Bolton Wanderers – 2005–06
- Zbigniew Kruszyński – Coventry City – 1993–94
- Dariusz Kubicki – Aston Villa, Sunderland – 1993–94, 1996–97
- Tomasz Kuszczak – West Bromwich Albion, Manchester United – 2004–11
- Emmanuel Olisadebe – Portsmouth – 2005–06[Note 54]
- Grzegorz Rasiak – Tottenham Hotspur, Bolton Wanderers – 2005–06, 2007–08
- Ebi Smolarek – Bolton Wanderers – 2008–09
- Piotr Świerczewski – Birmingham City – 2002–03
- Wojciech Szczęsny – Arsenal – 2010–15
- Robert Warzycha – Everton – 1992–94
- Marcin Wasilewski – Leicester City – 2014–16

## Bồ Đào Nha

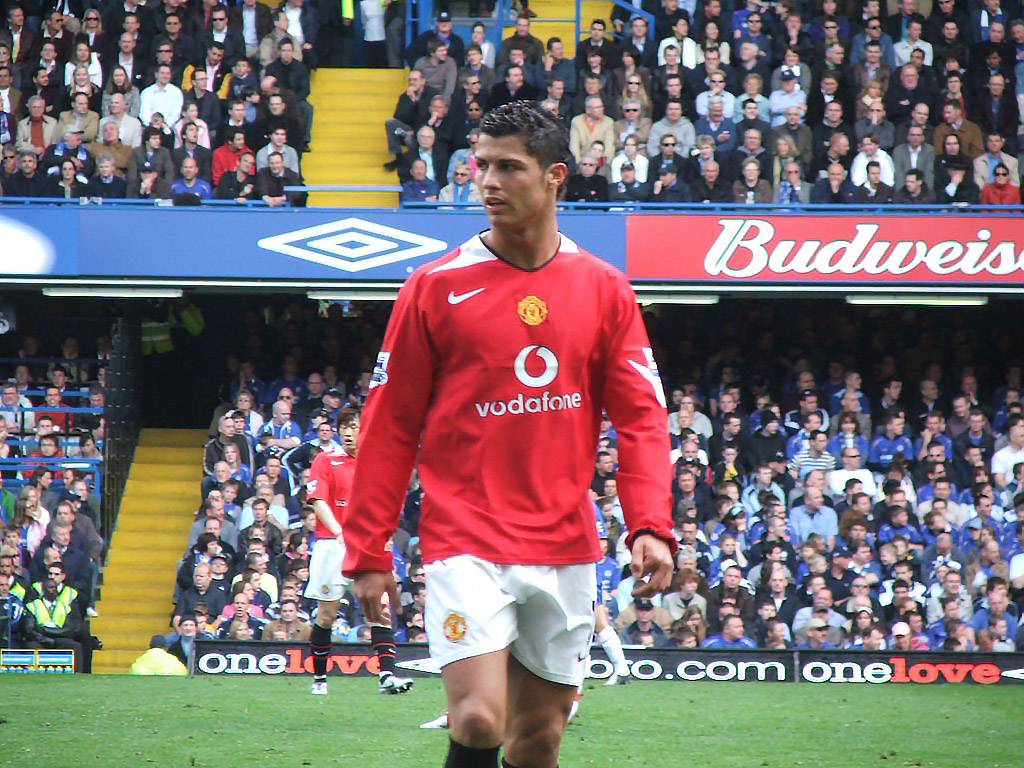
Cristiano Ronaldo giành ba chức vô địch Premier League với Manchester United, hai lần được bầu là cầu thủ xuất sắc nhất mùa giải và là cầu thủ duy nhất từng giành FIFA World Player of the Year khi đang thi đấu tại Premier League.

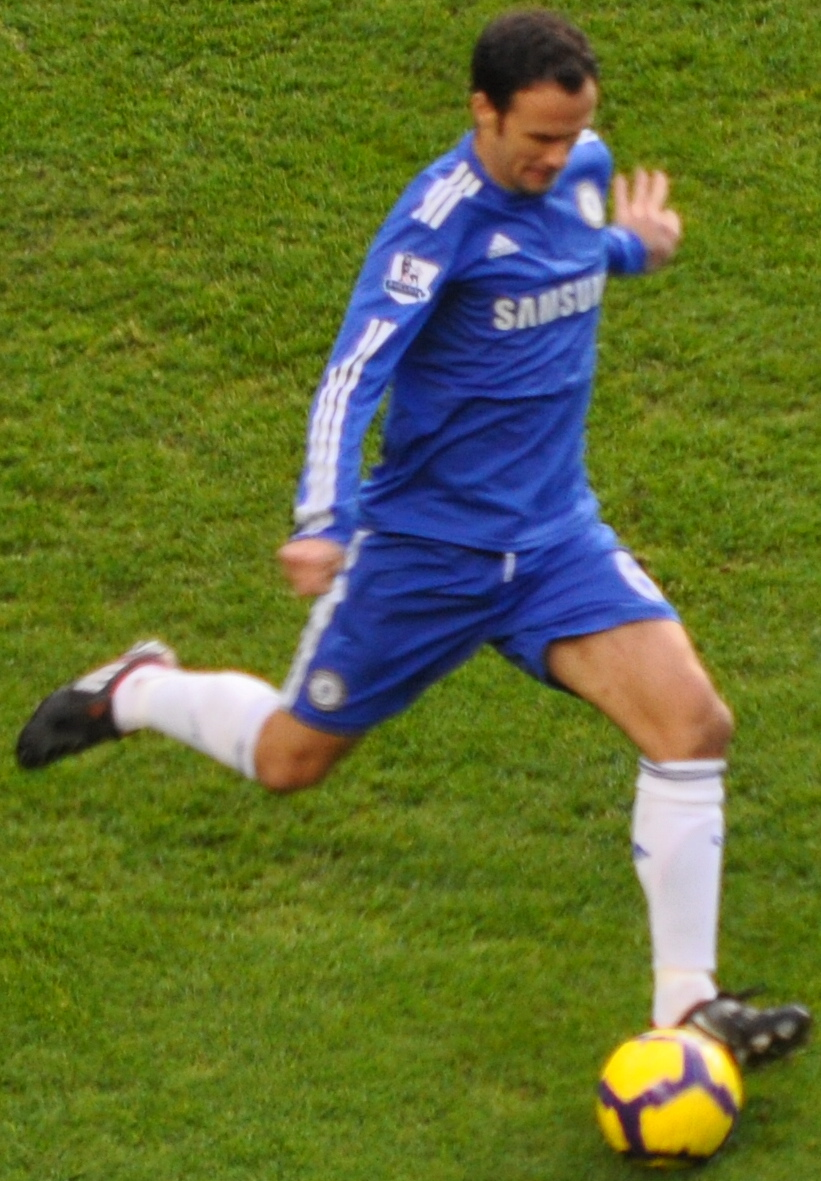
Ricardo Carvalho giành ba Premier League với Chelsea

- Marco Almeida – Southampton – 1999–2000
- Paulo Alves – West Ham United – 1997–98
- Bruno Andrade – Queens Park Rangers – 2011–12
- Bébé – Manchester United – 2010–11
- Amaury Bischoff – Arsenal – 2008–09[Note 2][Note 64]
- Luís Boa Morte – Arsenal, Southampton, Fulham, West Ham United – 1997–2000, 2001–11
- José Bosingwa – Chelsea, Queens Park Rangers – 2008–13[Note 6]
- Daniel Carriço – Reading – 2012–13
- Jorge Cadete – Bradford City – 1999–2000[Note 65]
- Ricardo Carvalho – Chelsea – 2004–10
- Jorge Costa – Charlton Athletic – 2001–02
- Dani – West Ham United – 1995–96
- Deco – Chelsea – 2008–10[Note 18]
- José Dominguez – Tottenham Hotspur – 1997–2001
- Éder – Swansea City – 2015–16[Note 86]
- Manuel Fernandes – Portsmouth, Everton – 2006–08
- Paulo Ferreira – Chelsea – 2004–13
- José Fonte – Southampton – 2012–16
- Paulo Futre – West Ham United – 1996–97
- Hélder – Newcastle United – 1999–2000[Note 66]
- Henrique Hilário – Chelsea – 2006–10, 2011–12
- Jordão – West Bromwich Albion – 2002–03[Note 66]
- Bruno Jordão – Wolverhampton Wanderers – 2019–
- Diogo Jota – Wolverhampton Wanderers, Liverpool – 2018–
- Ariza Makukula – Bolton Wanderers – 2008–09[Note 6]
- Maniche – Chelsea – 2005–06
- Raul Meireles – Liverpool, Chelsea – 2010–12
- Pedro Mendes – Tottenham Hotspur, Portsmouth – 2004–08
- Mesca – Fulham – 2013–14[Note 86]
- Nuno Morais – Chelsea – 2004–05, 2006–07
- João Moutinho – Wolverhampton Wanderers – 2018–
- Nani – Manchester United – 2007–15[Note 67]
- Fernando Nélson – Aston Villa – 1996–98
- Pedro Neto – Wolverhampton Wanderers – 2019–
- Rúben Neves – Wolverhampton Wanderers – 2018–
- Filipe Oliveira – Chelsea – 2002–05
- Nélson Oliveira – Swansea City – 2014–15
- Rui Patrício – Wolverhampton Wanderers – 2018–21
- Ivo Pinto – Norwich City – 2015–16
- Daniel Podence – Wolverhampton Wanderers – 2020–
- Hugo Porfírio – West Ham United, Nottingham Forest – 1996–97, 1998–99
- Hélder Postiga – Tottenham Hotspur – 2003–04
- Ricardo Quaresma – Chelsea – 2008–09
- Bruno Ribeiro – Leeds United – 1997–99
- Ricardo Rocha – Tottenham Hotspur, Portsmouth – 2006–08, 2009–10
- Dani Rodrigues – Southampton – 1999–2000
- Cristiano Ronaldo – Manchester United – 2003–09,2021 -
- José Sá – Wolverhampton Wanderers – 2021–
- Orlando Sá – Fulham – 2011–12
- Nélson Semedo – Wolverhampton Wanderers – 2020–
- Silas – Wolverhampton Wanderers – 2003–04
- Fábio Silva – Wolverhampton Wanderers  – 2020–
- Cédric Soares – Southampton – 2015–16[Note 80]
- Filipe Teixeira – West Bromwich Albion – 2008–09[Note 2]
- João Carlos Teixeira – Liverpool – 2013–14, 2015–16
- Tiago – Chelsea – 2004–05
- Francisco Trincão – Wolverhampton Wanderers – 2021–
- Nuno Valente – Everton – 2005–09
- Silvestre Varela – West Bromwich Albion – 2014–15
- Ricardo Vaz Tê – Bolton Wanderers, West Ham United – 2003–09, 2012–15
- Hugo Viana – Newcastle United – 2002–04
- Abel Xavier – Everton, Liverpool, Middlesbrough – 1999–2003, 2005–07[Note 65]

## Cộng hòa Ireland

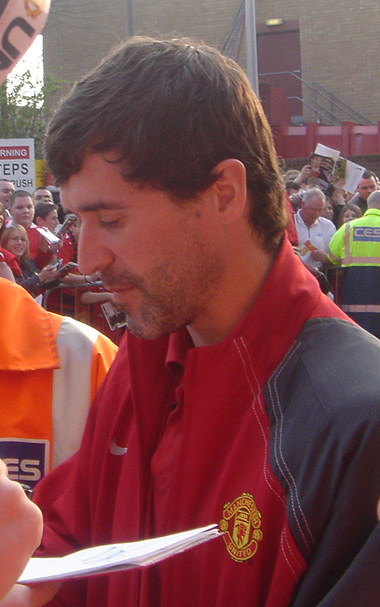
Roy Keane giành bảy Premier League với Manchester United, trong đó có bốn mùa với tư cách đội trưởng

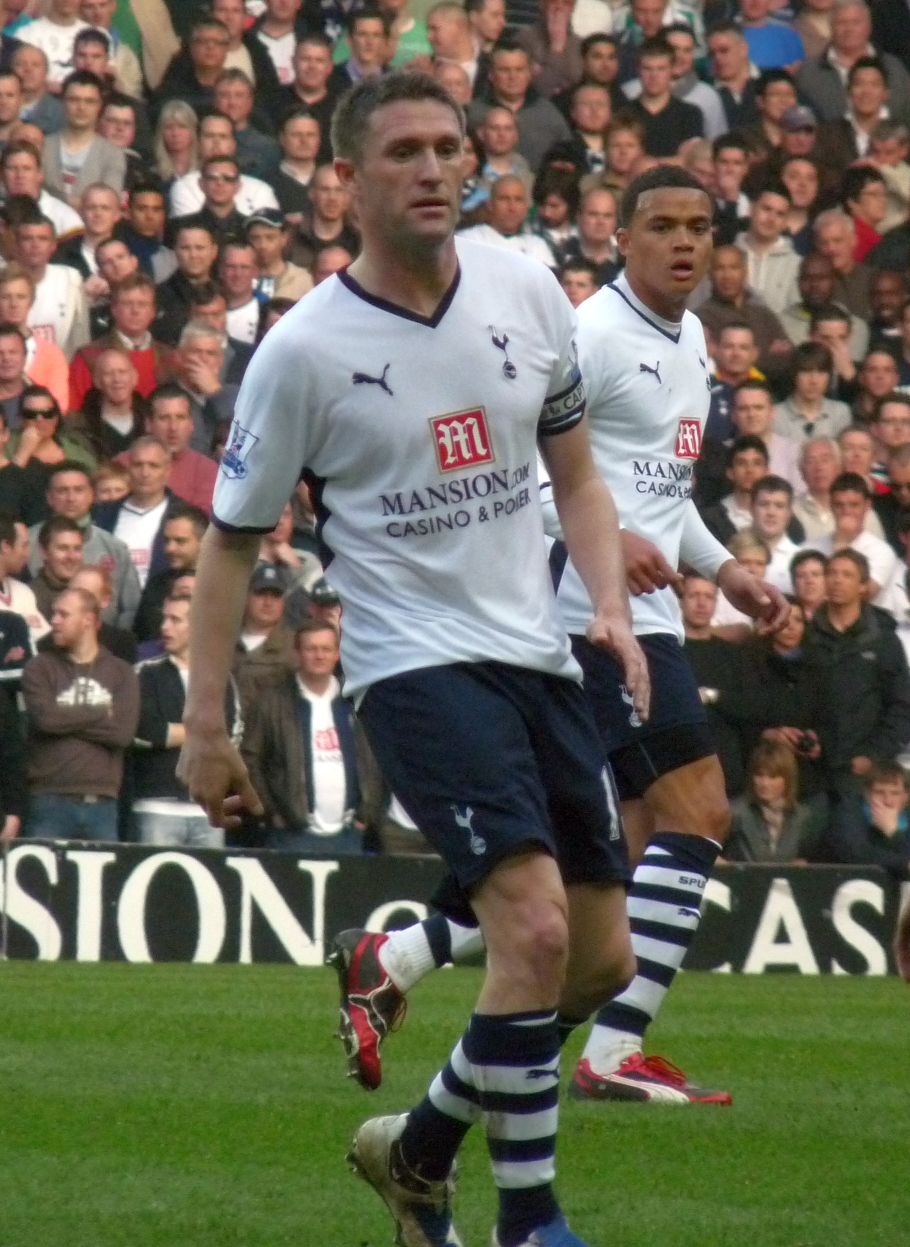
Robbie Keane thi đấu cho sáu đội bóng khác nhau và ghi tổng cộng 126 bàn

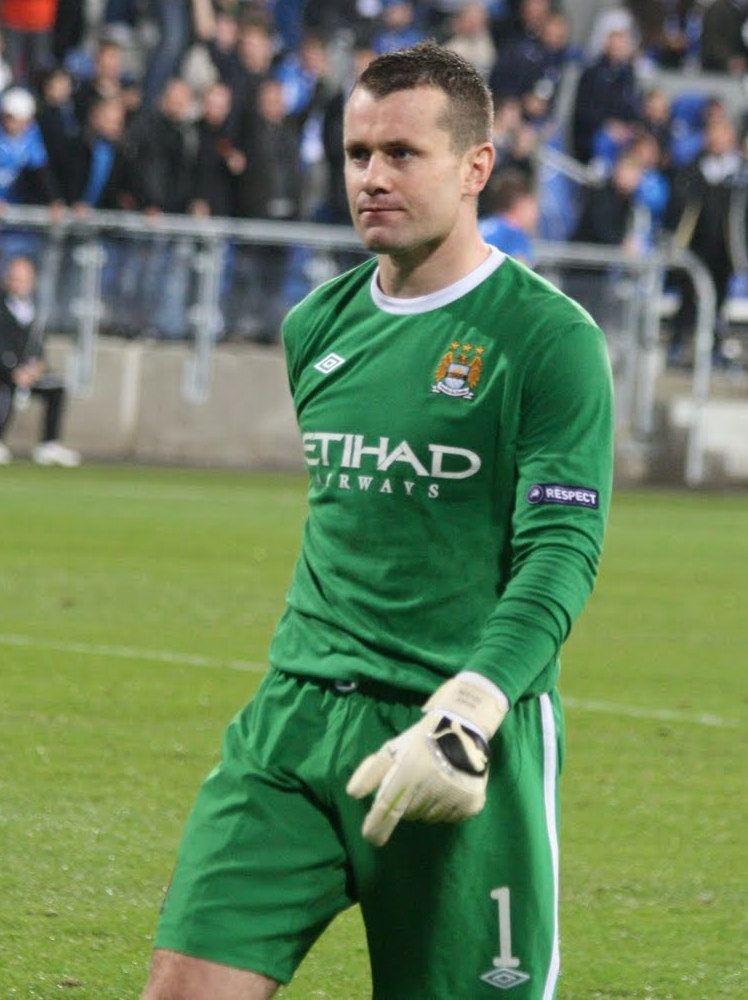
Tính tới cuối mùa 2015–16, Shay Given đã có tổng cộng 116 trận không để thủng lưới

- Keith Andrews – Wolverhampton Wanderers, Blackburn Rovers, West Bromwich Albion – 2003–04, 2008–12
- Harry Arter – Bournemouth – 2015–16[Note 4]
- Phil Babb – Coventry, Liverpool, Sunderland – 1992–99, 2002–03[Note 4]
- Graham Barrett – Arsenal – 1999–2000
- Leon Best – Southampton, Newcastle United – 2004–05, 2010–12[Note 4]
- Willie Boland – Coventry City – 1992–98
- Danny Boxall – Crystal Palace – 1997–98[Note 4]
- Lee Boylan – West Ham United – 1996–97[Note 4][Note 88]
- Robbie Brady – Hull City, Norwich City – 2013–16
- Keith Branagan – Bolton Wanderers, Ipswich Town – 1995–96, 1997–98, 2000–02[Note 4]
- Gary Breen – Coventry City, West Ham United, Sunderland – 1996–2001, 2002–03, 2005–06[Note 4]
- Paul Butler – Sunderland, Wolverhampton Wanderers – 1999–2001, 2003–04[Note 4]
- Thomas Butler – Sunderland – 1999–2003
- Shaun Byrne – West Ham United – 1999–2000, 2001–02[Note 4]
- Brian Carey – Leicester City – 1994–95
- Stephen Carr – Tottenham Hotspur, Newcastle United, Birmingham City – 1993–94, 1996–2001, 2002–08, 2009–11
- Samir Carruthers – Aston Villa – 2011–12[Note 4]
- Lee Carsley – Derby County, Blackburn Rovers, Coventry City, Everton, Birmingham City – 1996–99, 2000–08, 2009–10[Note 4]
- Tony Cascarino – Chelsea – 1992–94[Note 4]
- Ciaran Clark – Aston Villa – 2009–16[Note 4][Note 63]
- Clive Clarke – West Ham United – 2005–06
- Séamus Coleman – Everton – 2009–16
- Nick Colgan – Chelsea – 1996–97
- David Connolly – Wigan Athletic, Sunderland – 2005–08[Note 4]
- Simon Cox – West Bromwich Albion – 2010–12[Note 4]
- Owen Coyle – Bolton Wanderers – 1995–96 [Note 75]
- Jim Crawford – Newcastle United – 1996–97[Note 50]
- Josh Cullen – West Ham United – 2015–16[Note 4]
- Micky Cummins – Middlesbrough – 1998–2000
- Greg Cunningham – Manchester City – 2009–10
- Kenny Cunningham – Wimbledon, Birmingham City – 1994–2000, 2002–06
- Liam Daish – Coventry City – 1995–97[Note 4]
- Damien Delaney – Leicester City, Crystal Palace – 2000–02, 2013–16
- Rory Delap – Derby County, Southampton, Sunderland, Stoke City – 1997–2006, 2008–13[Note 4]
- Gary Doherty – Tottenham Hotspur, Norwich City – 1999–2005
- Matt Doherty – Wolverhampton Wanderers – 2011–12
- Aaron Doran – Blackburn Rovers – 2008–09
- Jonathan Douglas – Blackburn Rovers – 2002–05
- Colin Doyle – Birmingham City – 2007–08, 2010–11
- Kevin Doyle – Reading, Wolverhampton Wanderers, Crystal Palace – 2006–08, 2009–12, 2014–15
- Damien Duff – Blackburn Rovers, Chelsea, Newcastle United, Fulham – 1996–99, 2001–14
- Shane Duffy – Everton – 2011–13[Note 89][Note 95]
- Richard Dunne – Everton, Manchester City, Aston Villa, Queens Park Rangers – 1996–2001, 2002–12, 2014–15
- Rob Elliot – Newcastle United – 2012–16[Note 4]
- Stephen Elliott – Manchester City, Sunderland – 2003–04, 2005–06
- Mickey Evans – Southampton – 1996–98[Note 4]
- Keith Fahey – Birmingham City – 2009–11
- Gareth Farrelly – Aston Villa, Everton, Bolton Wanderers – 1995–98, 2001–03
- Neale Fenn – Tottenham Hotspur – 1996–98[Note 4]
- Steve Finnan – Fulham, Liverpool, Portsmouth – 2001–08, 2009–10
- Scott Fitzgerald – Wimbledon – 1992–96[Note 4]
- Curtis Fleming – Middlesbrough – 1992–93, 1995–97, 1998–2002[Note 4]
- Willo Flood – Manchester City – 2004–06
- Caleb Folan – Wigan Athletic, Hull City – 2006–10[Note 4]
- Tony Folan – Crystal Palace – 1997–98[Note 4]
- Dominic Foley – Watford – 1999–2000
- Kevin Foley – Wolverhampton Wanderers – 2009–12[Note 4]
- Anthony Forde – Wolverhampton Wanderers – 2011–12
- Owen Garvan – Crystal Palace – 2013–14
- Jason Gavin – Middlesbrough – 1998–2002
- Derek Geary – Sheffield United – 2006–07
- Darron Gibson – Manchester United, Everton – 2008–16[Note 89]
- Rory Ginty – Crystal Palace – 1997–98
- Shay Given – Blackburn Rovers, Newcastle United, Manchester City, Aston Villa, Stoke City – 1996–2010, 2011–13, 2014–16
- Jon Goodman – Wimbledon – 1994–97[Note 4]
- Reece Grego-Cox – Queens Park Rangers – 2014–15[Note 4]
- Michael Harriman – Queens Park Rangers – 2011–13[Note 4]
- Ian Harte – Leeds United, Sunderland, Reading – 1995–2004, 2007–08, 2012–13
- Matt Holland – Ipswich Town, Charlton Athletic – 2000–02, 2003–07[Note 4]
- Wes Hoolahan – Norwich City – 2011–14, 2015–16
- Ray Houghton – Aston Villa, Crystal Palace – 1992–95[Note 75]
- Noel Hunt – Reading – 2012–13
- Stephen Hunt – Reading, Hull City, Wolverhampton Wanderers – 2006–08, 2009–12
- Stephen Ireland – Manchester City, Aston Villa, Newcastle United, Stoke City – 2005–16
- Denis Irwin – Manchester United, Wolverhampton Wanderers – 1992–2002, 2003–04
- Graham Kavanagh – Middlesbrough, Wigan Athletic – 1992–93, 1995–96, 2005–07
- Robbie Keane – Coventry, Leeds United, Tottenham Hotspur, Liverpool, West Ham United, Aston Villa – 1999–2012
- Roy Keane – Nottingham Forest, Manchester United – 1992–2006
- Alan Kelly – Sheffield United, Blackburn Rovers – 1992–94, 2001–03[Note 4]
- David Kelly – Sunderland – 1996–97[Note 4]
- Gary Kelly – Leeds United – 1993–98, 1999–2004
- Stephen Kelly – Tottenham Hotspur, Birmingham City, Stoke City, Fulham, Reading – 2003–06, 2007–13
- Jeff Kenna – Southampton, Blackburn Rovers, Birmingham City – 1992–99, 2002–04
- Mark Kennedy – Liverpool, Wimbledon, Manchester City, Wolverhampton Wanderers – 1994–99, 2000–01, 2003–04
- Paddy Kenny – Sheffield United, Queens Park Rangers – 2006–07, 2011–12[Note 4]
- Andy Keogh – Wolverhampton Wanderers – 2009–11
- Alan Kernaghan – Middlesbrough, Manchester City – 1992–96[Note 4]
- Dean Kiely – Charlton Athletic, Portsmouth, West Bromwich Albion – 2000–06, 2008–09[Note 4][Note 41]
- Kevin Kilbane – Sunderland, Everton, Wigan Athletic, Hull City – 1999–2010[Note 4]
- Mark Kinsella – Charlton Athletic, Aston Villa – 1998–99, 2000–04
- Brian Launders – Crystal Palace, Derby County – 1994–95, 1998–99
- Liam Lawrence – Sunderland, Stoke City – 2005–06, 2008–10[Note 4]
- Kevin Long – Burnley – 2014–15
- Shane Long – Reading, West Bromwich Albion, Hull City, Southampton – 2006–08, 2011–16
- Jon Macken – Manchester City, Derby County – 2002–05, 2007–08[Note 4][Note 63]
- Alan Mahon – Blackburn Rovers, Wigan Athletic – 2001–04, 2005–06
- Alan Maybury – Leeds United – 1995–96, 1997–98, 2001–02
- Jason McAteer – Bolton Wanderers, Liverpool, Blackburn Rovers, Sunderland – 1995–99, 2001–03[Note 4]
- Chris McCann – Burnley – 2009–10
- James McCarthy – Wigan Athletic, Everton – 2009–16[Note 75]
- Paddy McCarthy – Crystal Palace – 2013–14
- James McClean – Sunderland, West Bromwich Albion – 2011–13, 2015–16[Note 89][Note 90]
- David McDonald – Tottenham Hotspur – 1992–93
- Aiden McGeady – Everton – 2013–15[Note 75]
- Paul McGee – Wimbledon – 1992–93
- Eddie McGoldrick – Crystal Palace, Arsenal – 1992–97[Note 4]
- Brian McGovern – Arsenal – 1999–2000
- Paul McGrath – Aston Villa, Derby County – 1992–97[Note 4]
- John McGrath – Aston Villa – 2000–01
- Mark McKeever – Sheffield Wednesday – 1998–2000[Note 89]
- Stephen McPhail – Leeds United – 1997–2004[Note 4]
- Paul McShane – Sunderland, Hull City – 2007–10, 2013–15
- David Meyler – Sunderland, Hull City – 2009–15
- Liam Miller – Manchester United, Sunderland – 2004–06, 2007–09
- Mike Milligan – Oldham Athletic, Norwich City – 1992–95[Note 4]
- Adam Mitchell – Sunderland – 2012–13[Note 4]
- Alan Moore – Middlesbrough – 1992–93, 1995–97, 1998–99
- Kevin Moran – Blackburn Rovers – 1992–94
- Chris Morris – Middlesbrough – 1992–93, 1995–97[Note 4]
- Clinton Morrison – Crystal Palace, Birmingham City – 1997–98, 2002–06[Note 4]
- Daryl Murphy – Sunderland – 2005–06, 2007–10
- Joe Murphy – West Bromwich Albion – 2002–03
- Alan O'Brien – Newcastle United – 2005–07
- Andy O'Brien – Bradford City, Newcastle United, Portsmouth, Bolton Wanderers – 1999–2011[Note 4][Note 88]
- Joey O'Brien – Bolton Wanderers, West Ham United – 2004–06, 2007–09, 2012–15
- Liam O'Brien – Newcastle United – 1993–94
- Roy O'Donovan – Sunderland – 2007–08
- Keith O'Halloran – Middlesbrough – 1995–96
- Eunan O'Kane – Bournemouth – 2015–16[Note 89][Note 90]
- David O'Leary – Arsenal, Leeds United – 1992–94 [Note 4]
- Keith O'Neill – Norwich City, Middlesbrough – 1994–95, 1998–2001
- Jay O'Shea – Birmingham City – 2009–10
- John O'Shea – Manchester United, Sunderland – 2001–16
- Marcos Painter – Birmingham City – 2005–06[Note 4]
- Alex Pearce – Reading – 2012–13[Note 4][Note 92]
- Gerry Peyton – Chelsea – 1992–93[Note 4]
- Terry Phelan – Manchester City, Chelsea, Everton – 1992–98, 1999–2000[Note 4]
- Anthony Pilkington – Norwich City – 2011–14[Note 4]
- Darren Potter – Liverpool – 2004–05[Note 4]
- Lee Power – Norwich City – 1992–94[Note 4]
- Alan Quinn – Sheffield Wednesday, Sheffield United – 1997–2000, 2006–07
- Barry Quinn – Coventry City – 1998–2001
- Niall Quinn – Manchester City, Sunderland – 1992–97, 1999–2003
- Rob Quinn – Crystal Palace – 1997–98[Note 4]
- Stephen Quinn – Sheffield United, Hull City – 2006–07, 2013–15
- Darren Randolph – Charlton Athletic, West Ham United – 2006–07, 2015–16
- Michael Reddy – Sunderland – 1999–2001
- Andy Reid – Tottenham Hotspur, Charlton Athletic, Sunderland, Blackpool – 2004–11
- Steven Reid – Blackburn Rovers, West Bromwich Albion, Burnley – 2003–15[Note 4]
- Matthew Rush – West Ham United – 1993–95[Note 4]
- Richie Ryan – Sunderland – 2002–03
- Conor Sammon – Wigan Athletic – 2010–12
- John Sheridan – Sheffield Wednesday, Bolton Wanderers – 1992–98[Note 4]
- Tony Sheridan – Coventry City – 1992–94
- Bernie Slaven – Middlesbrough – 1992–93[Note 75]
- Steve Staunton – Aston Villa, Liverpool – 1992–2003
- Enda Stevens – Aston Villa – 2012–13
- Anthony Stokes – Sunderland – 2007–09
- Jay Tabb – Reading – 2012–13[Note 4]
- Sean Thornton – Sunderland – 2002–03
- Kevin Toner – Aston Villa – 2015–16
- Andy Townsend – Chelsea, Aston Villa, Middlesbrough – 1992–2000[Note 4]
- Keith Treacy – Blackburn Rovers – 2008–09
- Andy Turner – Tottenham Hotspur – 1992–95[Note 4]
- Jonathan Walters – Bolton Wanderers, Stoke City – 2002–03, 2010–16[Note 4]
- Stephen Ward – Wolverhampton Wanderers, Burnley – 2009–12, 2014–15
- Keiren Westwood – Sunderland – 2011–12, 2013–14[Note 4]
- Gareth Whalley – Bradford City – 1999–2001[Note 4]
- Glenn Whelan – Stoke City – 2008–16
- Ronnie Whelan – Liverpool – 1992–94
- Derrick Williams – Aston Villa – 2012–13[Note 80]
- Marc Wilson – Portsmouth, Stoke City – 2008–16[Note 89]
- Mark Yeates – Tottenham Hotspur – 2003–05

## România
- Vlad Chiricheș – Tottenham Hotspur – 2013–15
- Cosmin Contra – West Bromwich Albion – 2004–05
- Ilie Dumitrescu – Tottenham Hotspur, West Ham United – 1994–97
- Ionel Ganea – Wolverhampton Wanderers – 2003–04
- Florin Gardoș – Southampton – 2014–15
- Viorel Moldovan – Coventry City – 1997–98
- Adrian Mutu – Chelsea – 2003–05
- Costel Pantilimon – Manchester City, Sunderland – 2013–16
- Dan Petrescu – Sheffield Wednesday, Chelsea, Bradford City, Southampton – 1994–2002
- Gheorghe Popescu – Tottenham Hotspur – 1994–95
- Florin Răducioiu – West Ham United – 1996–97
- Răzvan Raț – West Ham United – 2013–14
- Gabriel Tamaș – West Bromwich Albion – 2010–13

## Nga
- Andrei Arshavin – Arsenal – 2008–13
- Diniyar Bilyaletdinov – Everton – 2009–12
- Andrei Kanchelskis – Manchester United, Everton, Manchester City, Southampton – 1992–97, 2000–01, 2002–03[Note 52]
- Dmitri Kharine – Chelsea – 1992–99
- Roman Pavlyuchenko – Tottenham Hotspur – 2008–12
- Pavel Pogrebnyak – Fulham, Reading – 2011–13
- Alexey Smertin – Portsmouth, Chelsea, Charlton Athletic, Fulham – 2003–08
- Yuri Zhirkov – Chelsea – 2009–11

## Saint Kitts và Nevis
- Bobby Bowry – Crystal Palace – 1992–93, 1994–95[Note 4]
- Sagi Burton – Crystal Palace – 1997–98[Note 4]
- Adam Newton – West Ham United – 1999–2000[Note 4][Note 44]
- Calum Willock – Fulham – 2001–03[Note 4]

## Sénégal

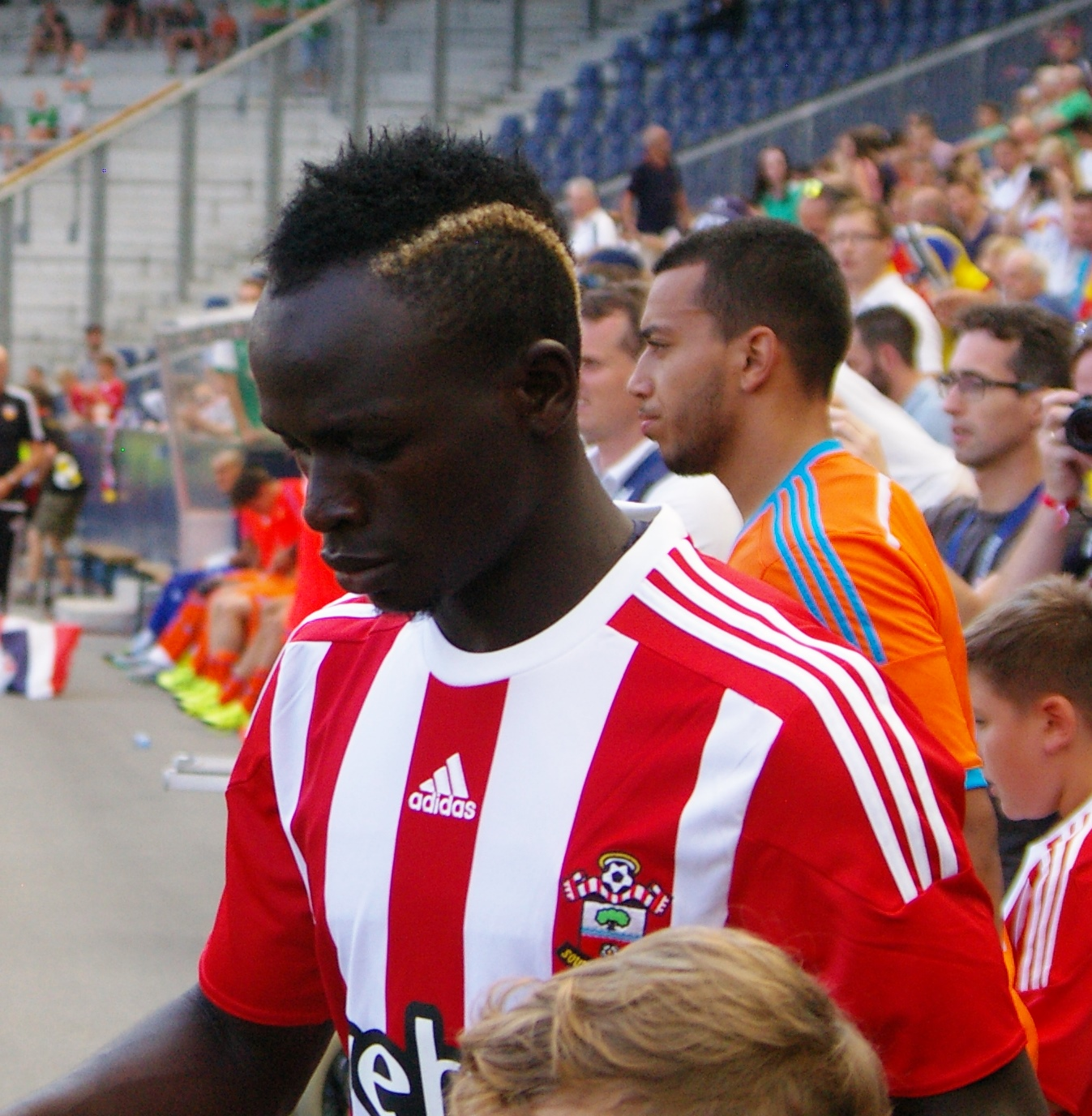
Sadio Mané ghi hat-trick Premier League nhanh nhất

- Demba Ba – West Ham United, Newcastle United, Chelsea – 2010–14[Note 2]
- Habib Beye – Newcastle United, Aston Villa – 2007–11[Note 2]
- Henri Camara – Wolverhampton Wanderers, Southampton, Wigan Athletic, West Ham United, Stoke City – 2003–09
- Aliou Cissé – Birmingham City, Portsmouth – 2002–06
- Papiss Cissé – Newcastle United – 2011–16
- Ferdinand Coly – Birmingham City – 2002–03
- Ali Dia – Southampton – 1996–97
- Mohamed Diamé – Wigan Athletic, West Ham United, Hull City – 2009–15[Note 2]
- Salif Diao – Liverpool, Birmingham City, Portsmouth, Stoke City – 2002–06, 2008–12
- Lamine Diatta – Newcastle United – 2007–08
- Djibril Diawara – Bolton Wanderers – 2001–02
- Souleymane Diawara – Charlton Athletic – 2006–07
- Papa Bouba Diop – Fulham, Portsmouth – 2004–10
- El Hadji Diouf – Liverpool, Bolton Wanderers, Sunderland, Blackburn Rovers – 2002–11
- Édouard Mendy-Chelsea F.C.2020 -
- Mame Biram Diouf – Manchester United, Blackburn Rovers, Stoke City – 2009–11, 2014–16
- Khalilou Fadiga – Bolton Wanderers – 2004–06
- Abdoulaye Faye – Bolton Wanderers, Newcastle United, Stoke City, Hull City – 2005–11, 2013–14
- Amdy Faye – Portsmouth, Newcastle United, Charlton Athletic, Stoke City – 2003–07, 2008–09
- Idrissa Gueye – Aston Villa – 2015–16
- Magaye Gueye – Everton – 2010–14[Note 2][Note 43]
- Diomansy Kamara – Portsmouth, West Bromwich Albion, Fulham – 2004–06, 2007–11[Note 2]
- Cheikhou Kouyaté – West Ham United – 2014–16
- Sadio Mané – Southampton,Liverpool F.C. – 2014–16,2016-
- Kader Mangane – Sunderland – 2012–13
- Alfred N'Diaye – Sunderland – 2012–13[Note 2][Note 43]
- Dame N'Doye – Hull City, Sunderland – 2014–16
- Oumar Niasse – Everton – 2015–16
- Henri Saivet – Newcastle United – 2015–16[Note 43]
- Diafra Sakho – West Ham United – 2014–16
- Lamine Sakho – Leeds United – 2003–04
- Ibrahima Sonko – Reading, Stoke City, Hull City – 2006–10
- Pape Souaré – Crystal Palace – 2014–16
- Armand Traoré – Arsenal, Portsmouth, Queens Park Rangers – 2007–10, 2011–13, 2014–15[Note 2][Note 43]

## Serbia
- Jovo Bosančić – Barnsley – 1997–98

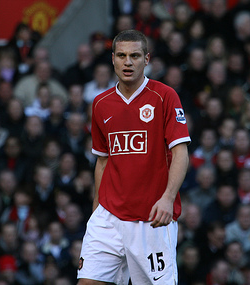
Nemanja Vidić giành năm chức vô địch Premier League với Manchester United và hai lần được bầu là Cầu thủ xuất sắc nhất

- Goran Bunjevčević – Tottenham Hotspur – 2001–05[Note 7]
- Saša Ćurčić – Bolton Wanderers, Aston Villa, Crystal Palace – 1995–98
- Filip Đuričić – Southampton – 2014–15
- Saša Ilić – Charlton Athletic, West Ham United – 1998–2001[Note 68]
- Branislav Ivanović – Chelsea – 2008–16
- Slaviša Jokanović – Chelsea – 2000–02
- Milan Jovanović – Liverpool – 2010–11
- Mateja Kežman – Chelsea – 2004–05
- Aleksandar Kolarov – Manchester City – 2010–16
- Ognjen Koroman – Portsmouth – 2005–07[Note 69]
- Darko Kovačević – Sheffield Wednesday – 1995–96
- Lazar Marković – Liverpool – 2014–15
- Nemanja Matić – Chelsea, Manchester United F.C. – 2009-2011,2014-2017,2017-
- Nenad Milijaš – Wolverhampton Wanderers – 2009–12
- Savo Milošević – Aston Villa – 1995–98[Note 69]
- Aleksandar Mitrović – Newcastle United – 2015–16
- Matija Nastasić – Manchester City – 2012–14
- Radosav Petrović – Blackburn Rovers – 2011–12
- Dejan Stefanović – Sheffield Wednesday, Portsmouth, Fulham – 1995–99, 2003–08
- Vladimir Stojković – Wigan Athletic – 2009–10
- Dušan Tadić – Southampton – 2014–16
- Zoran Tošić – Manchester United – 2008–09
- Miloš Veljković – Tottenham Hotspur – 2013–14[Note 47][Note 100]
- Nemanja Vidić – Manchester United – 2005–14
- Zvonimir Vukić – Portsmouth – 2005–06
- Nikola Žigić – Birmingham City – 2010–11

## Seychelles
- Kevin Betsy – Fulham – 2001–02[Note 4]

## Sierra Leone
- Al Bangura – Watford – 2006–07
- Albert Jarrett – Watford – 2006–07
- Kei Kamara – Norwich City – 2012–13

## Slovakia
- Igor Bališ – West Bromwich Albion – 2002–03
- Marek Čech – West Bromwich Albion – 2008–09, 2010–11
- Vratislav Greško – Blackburn Rovers – 2002–06
- Vladimír Kinder – Middlesbrough – 1996–97, 1998–99
- Ján Kozák – West Bromwich Albion – 2005–06
- Vladimír Labant – West Ham United – 2001–03
- Ľubomír Michalík – Bolton Wanderers – 2006–08
- Ján Mucha – Everton – 2012–13
- Szilárd Németh – Middlesbrough – 2001–06
- Martin Škrtel – Liverpool – 2007–16
- Miroslav Stoch – Chelsea – 2008–09
- Dionatan Teixeira – Stoke City – 2014–16[Note 18][Note 83]
- Stanislav Varga – Sunderland – 2000–02
- Vladimír Weiss – Manchester City, Bolton Wanderers – 2008–10

## Slovenia
- Milenko Ačimovič – Tottenham Hotspur – 2002–03
- Robert Koren – West Bromwich Albion, Hull City – 2008–09, 2013–14
- Aleš Križan – Barnsley – 1997–98
- Aleksander Rodić – Portsmouth – 2004–05[Note 38]
- Haris Vučkić – Newcastle United – 2011–12, 2014–15

## Nam Phi
- Shaun Bartlett – Charlton Athletic – 2000–06
- Kagisho Dikgacoi – Fulham, Crystal Palace – 2009–11, 2013–14
- Mark Fish – Bolton Wanderers, Charlton Athletic – 1997–98, 2000–05
- Quinton Fortune – Manchester United, Bolton Wanderers – 1999–2005, 2006–07
- Mbulelo Mabizela – Tottenham Hotspur – 2003–05
- Phil Masinga – Leeds United – 1994–96
- Benni McCarthy – Blackburn Rovers, West Ham United – 2006–11
- Aaron Mokoena – Blackburn Rovers. Portsmouth – 2004–10
- Matty Pattison – Newcastle United – 2005–07
- Steven Pienaar – Everton, Tottenham Hotspur – 2007–16
- Lucas Radebe – Leeds United – 1994–2001, 2002–04
- Tokelo Rantie – Bournemouth – 2015–16
- Eric Tinkler – Barnsley – 1997–98

## Tây Ban Nha
- Adama – Aston Villa – 2015–16

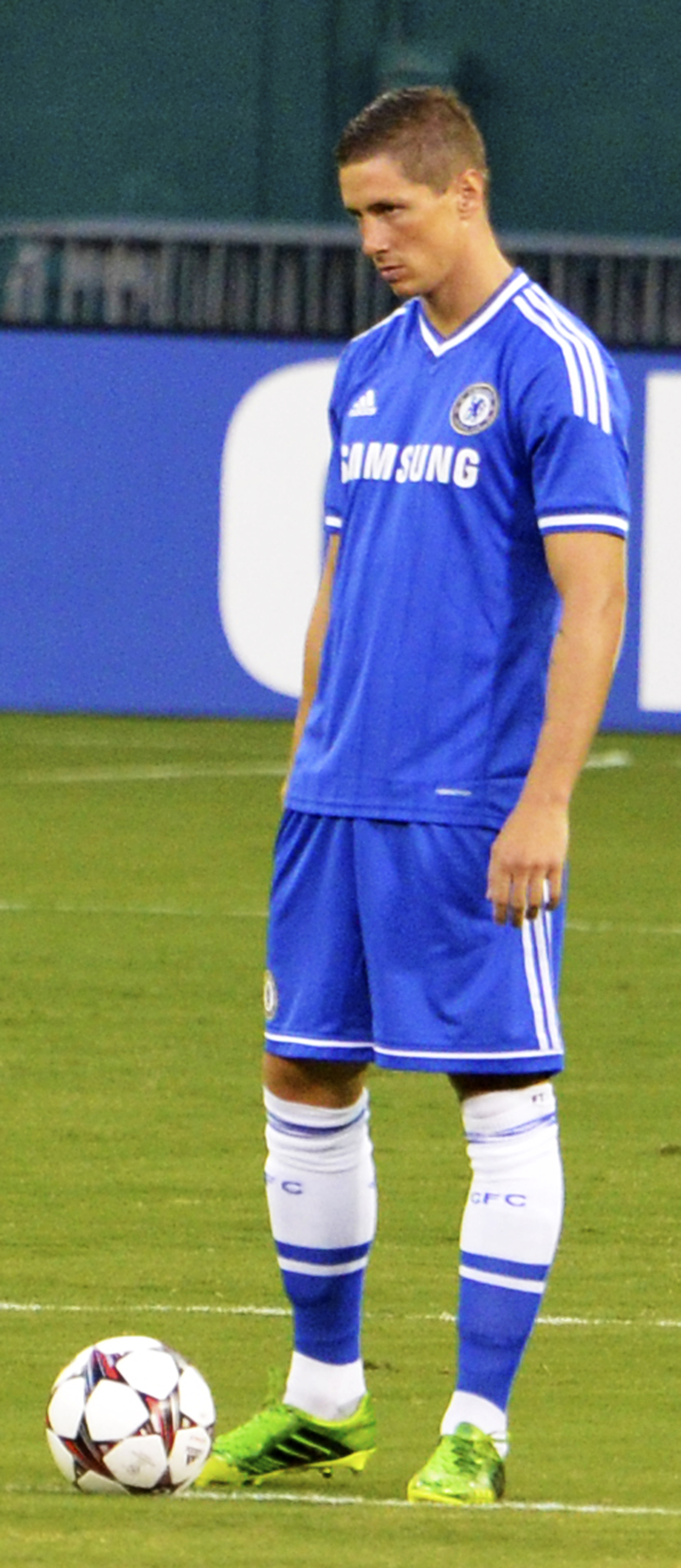
Fernando Torres được Chelsea mua về từ Liverpool vào năm 2011 với giá 50 triệu bảng, mức giá kỷ lục của một câu lạc bộ Premier League thời điểm đó

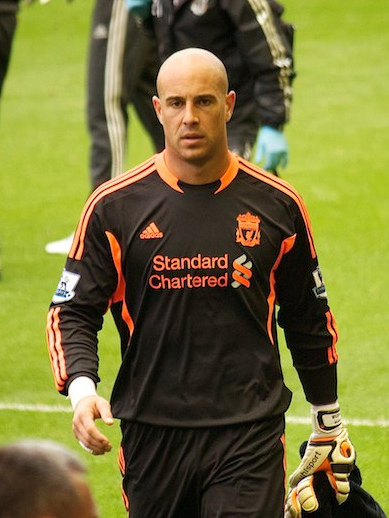
Pepe Reina của Liverpool có nhiều trận giữ sạch lưới nhất Premier League trong ba mùa liên tiếp

- Ferran Torres - Manchester City F.C. -2020-
- Bryan Gil - Tottenham Hotspur F.C. -2021
- Adrián – West Ham United – 2013–16
- Manuel Almunia – Arsenal – 2004–05, 2006–11
- Marcos Alonso – Bolton Wanderers, Sunderland Chelsea F.C.– 2010–12, 2013–14,2016-
- Mikel Alonso – Bolton Wanderers – 2007–08
- Xabi Alonso – Liverpool – 2004–09[Note 70]
- Jordi Amat – Swansea City – 2013–16
- Álvaro Arbeloa – Liverpool – 2006–09
- Kepa Arrizabalaga - Chelsea F.C. 2018 -
- Mikel Arteta – Everton, Arsenal – 2004–16
- Iago Aspas – Liverpool – 2013–14[Note 72]
- Daniel Ayala – Liverpool, Norwich City – 2009–10, 2011–12
- Ayoze – Newcastle United – 2014–16
- César Azpilicueta – Chelsea – 2012–
- Héctor Bellerín – Arsenal – 2014–16
- Kepa Blanco – West Ham United – 2006–07
- Bojan – Stoke City – 2014–16[Note 57]
- Raúl Bravo – Leeds United – 2002–03
- Cala – Cardiff City – 2013–14
- Eduard Campabadal – Wigan Athletic – 2012–13
- José Campaña – Crystal Palace – 2013–14
- Iván Campo – Bolton Wanderers – 2002–08
- José Cañas – Swansea City – 2013–14
- Sergi Canós – Liverpool – 2015–16
- Santi Cazorla – Arsenal – 2012–16
- César – Bolton Wanderers – 2006–07
- Chico Flores – Swansea City – 2012–14
- Pedro Chirivella – Liverpool – 2015–16
- Diego Costa – Chelsea – 2014–16[Note 18][Note 81]
- Pablo Couñago – Ipswich Town – 2001–02
- José Ángel Crespo – Aston Villa – 2015–16
- Albert Crusat – Wigan Athletic – 2011–12
- Rodri - Manchester City F.C. - 2019-
- Carlos Cuéllar – Aston Villa, Sunderland – 2008–14
- Gerard Deulofeu – Everton – 2013–14, 2015–16
- David de Gea – Manchester United – 2011–
- Enrique de Lucas – Chelsea – 2002–03
- Javi de Pedro – Blackburn Rovers – 2004–05
- Asier del Horno – Chelsea – 2005–06
- José Enrique – Newcastle United, Liverpool – 2007–15
- Cesc Fàbregas – Arsenal, Chelsea – 2004–11, 2014–16[Note 57]
- Iago Falque – Tottenham Hotspur – 2012–13
- Albert Ferrer – Chelsea – 1998–2003
- Luis García – Liverpool – 2004–07[Note 57]
- Manu García – Manchester City – 2015–16
- Javier Garrido – Manchester City, Norwich City – 2007–10, 2012–14
- Carles Gil – Aston Villa – 2014–16
- Román Golobart – Wigan Athletic – 2012–13
- Jordi Gómez – Wigan Athletic, Sunderland – 2009–13, 2014–16
- Esteban Granero – Queens Park Rangers – 2012–13
- Pablo Hernández – Swansea City – 2012–14
- Ander Herrera – Manchester United – 2014–16
- Fernando Hierro – Bolton Wanderers – 2004–05
- Pablo Ibáñez – West Bromwich Albion – 2010–11
- Aymeric Laporte - Manchester City F.C. - 2018 -
- Joel Robles – Wigan Athletic, Everton – 2012–16
- Jonny – Wolverhampton Wanderers – 2018–
- Joselu – Stoke City – 2015–16[Note 19]
- Josemi – Liverpool – 2004–06
- Juanmi – Southampton – 2015–16
- José Manuel Jurado – Watford – 2015–16
- Adrián López – Wigan Athletic – 2010–13
- Luis Alberto – Liverpool – 2013–14
- Antonio Luna – Aston Villa – 2013–14
- Albert Luque – Newcastle United – 2005–07[Note 57]
- Javi Manquillo – Liverpool – 2014–15
- Marcelino – Newcastle United – 1999–2001
- Juan Mata – Chelsea, Manchester United – 2011–2014,2014-
- Gaizka Mendieta – Middlesbrough – 2003–07
- Fran Mérida – Arsenal – 2008–10
- Míchel – Birmingham City – 2009–10
- Michu – Swansea City – 2012–14
- Ignasi Miquel – Arsenal – 2011–13
- Nacho Monreal – Arsenal – 2012–16
- Alberto Moreno – Liverpool – 2014–16
- Javi Moreno – Bolton Wanderers – 2003–04
- Fernando Morientes – Liverpool – 2004–06
- Marc Muniesa – Stoke City – 2013–16[Note 57]
- Jesús Navas – Manchester City – 2013–16
- Nayim – Tottenham Hotspur – 1992–93
- Álvaro Negredo – Manchester City – 2013–14
- Antonio Núñez – Liverpool – 2004–05
- Pedro Obiang – West Ham United – 2015–16
- Andrea Orlandi – Swansea City – 2011–12
- Borja Oubiña – Birmingham City – 2007–08
- Daniel Pacheco – Liverpool – 2009–11
- Pedro – Chelsea – 2015–16
- Gerard Piqué – Manchester United – 2005–06, 2007–08[Note 57]
- José Ángel Pozo – Manchester City – 2014–15
- Alejandro Pozuelo – Swansea City – 2013–14
- Ivan Ramis – Wigan Athletic – 2012–13
- Àngel Rangel – Swansea City – 2011–16
- Pepe Reina – Liverpool – 2005–13[Note 57]
- José Antonio Reyes – Arsenal – 2003–06
- Ricardo – Manchester United – 2002–03
- Albert Riera – Manchester City, Liverpool – 2005–06, 2008–10
- Rubén Rochina – Blackburn Rovers – 2010–12
- Rodrigo – Bolton Wanderers – 2010–11[Note 18]
- Oriol Romeu – Chelsea, Southampton – 2011–13, 2015–16
- Míchel Salgado – Blackburn Rovers – 2009–12[Note 72]
- Salva – Bolton Wanderers – 2002–03
- David Silva – Manchester City – 2010–16
- Roberto Soldado – Tottenham Hotspur – 2013–15
- Mario Suárez – Watford – 2015–16
- Suso – Liverpool – 2012–13
- Fernando Torres – Liverpool, Chelsea – 2007–14
- Diego Tristán – West Ham United – 2008–09
- Víctor Valdés – Manchester United – 2014–15[Note 57]
- Borja Valero – West Bromwich Albion – 2008–09
- Adama Traoré - Wolverhampton Wanderers F.C. - 2018
- Xisco – Newcastle United – 2008–09, 2010–11
- Yordi – Blackburn Rovers – 2001–02

## Thụy Điển
- Niclas Alexandersson Sheffield Wednesday, Everton 1997–2003
- Marcus Allbäck – Aston Villa 2002–04
- Anders Andersson – Blackburn Rovers – 1997–98
- Andreas Andersson – Newcastle United – 1997–99
- Patrik Andersson – Blackburn Rovers – 1992–94
- Joachim Björklund – Sunderland – 2001–03
- Jesper Blomqvist – Manchester United, Everton, Charlton Athletic – 1998–99, 2001–03
- Tomas Brolin – Leeds United, Crystal Palace – 1995–96, 1997–98
- Martin Dahlin – Blackburn Rovers – 1997–99
- Bojan Djordjic – Manchester United – 2000–01[Note 71]
- Erik Edman – Tottenham Hotspur, Wigan Athletic – 2004–06, 2007–10
- David Elm – Fulham – 2009–10
- Johan Elmander – Bolton Wanderers, Norwich City – 2008–11, 2013–14
- Jan Eriksson – Sunderland – 1996–97
- Andreas Granqvist – Wigan Athletic – 2007–08
- Niklas Gudmundsson – Blackburn Rovers – 1995–97
- John Guidetti – Stoke City – 2013–14
- Tomas Gustafsson – Coventry City – 1999–2000
- Magnus Hedman – Coventry City – 1997–2001
- Klas Ingesson – Sheffield Wednesday – 1994–96
- Andreas Isaksson – Manchester City – 2006–08
- Andreas Jakobsson – Southampton – 2004–05
- Andreas Johansson – Wigan Athletic – 2005–07
- Nils-Eric Johansson – Blackburn Rovers – 2001–05
- Mattias Jonson – Norwich City – 2004–05
- Alex Kačaniklić – Fulham – 2011–14
- Kim Källström – Arsenal – 2013–14
- Pontus Kåmark – Leicester City – 1996–99
- Henrik Larsson – Manchester United – 2006–07
- Sebastian Larsson – Arsenal, Birmingham City, Sunderland – 2005–06, 2007–08, 2009–16
- Anders Limpar – Arsenal, Everton – 1992–97
- Tobias Linderoth – Everton – 2001–04[Note 2]
- Fredrik Ljungberg – Arsenal, West Ham United – 1998–2008
- Teddy Lučić – Leeds United – 2002–03
- Peter Markstedt – Barnsley – 1997–98
- Jesper Mattsson – Nottingham Forest – 1998–99
- Olof Mellberg – Aston Villa – 2001–08
- Mikael Nilsson – Southampton – 2004–05
- Roland Nilsson – Sheffield Wednesday, Coventry City – 1992–94, 1997–99
- Kristoffer Nordfeldt – Swansea City – 2015–16
- Jonas Olsson – West Bromwich Albion – 2008–09, 2010–16
- Marcus Olsson – Blackburn Rovers – 2011–12
- Martin Olsson – Blackburn Rovers, Norwich City – 2007–12, 2013–14, 2015–16
- Rade Prica – Sunderland – 2007–08
- Martin Pringle – Charlton Athletic – 1998–99, 2000–01
- Marino Rahmberg – Derby County – 1996–97
- Markus Rosenberg – West Bromwich Albion – 2012–14
- Björn Runström – Fulham – 2006–07
- Stefan Schwarz – Arsenal, Sunderland – 1994–95, 1999–2002
- Rami Shaaban – Arsenal – 2002–03
- Fredrik Stoor – Fulham – 2008–10
- Anders Svensson – Southampton – 2001–05
- Mathias Svensson – Charlton Athletic, Norwich City – 2000–05
- Michael Svensson – Southampton – 2002–04
- Muamer Tanković – Fulham – 2013–14
- Ola Toivonen – Sunderland – 2015–16
- Christian Wilhelmsson – Bolton Wanderers – 2007–08
- Jonas Wirmola – Sheffield United – 1993–94
- Zlatan Ibrahimović - Manchester United F.C. - 2016-2018

## Thụy Sĩ
- Almen Abdi – Watford – 2015–16[Note 78]
- Valon Behrami – West Ham United, Watford – 2008–11, 2015–16[Note 78]
- Bruno Berner – Blackburn Rovers – 2006–08
- Fabio Daprelà – West Ham United – 2009–10
- Philipp Degen – Liverpool – 2009–10
- Johan Djourou – Arsenal, Birmingham City – 2005–12[Note 22]
- Gelson Fernandes – Manchester City – 2007–09[Note 67]
- Patrick Foletti – Derby County – 2001–02
- Gaetano Giallanza – Bolton Wanderers – 1997–98
- Bernt Haas – Sunderland, West Bromwich Albion – 2001–02, 2004–05[Note 21]
- Stéphane Henchoz – Blackburn Rovers, Liverpool, Wigan Athletic – 1997–2004, 2005–07
- Marc Hottiger – Newcastle United, Everton – 1994–97
- Gökhan Inler – Leicester City – 2015–16[Note 93]
- Eldin Jakupović – Hull City – 2013–15[Note 17][Note 101]
- Pajtim Kasami – Fulham – 2011–14
- Timm Klose – Norwich City – 2015–16[Note 19]
- Giuseppe Mazzarelli – Manchester City – 1995–96
- Kevin Mbabu – Newcastle United – 2015–16
- Philippe Senderos – Arsenal, Everton, Fulham, Aston Villa – 2004–08, 2009–15
- Xherdan Shaqiri – Stoke City, Liverpool F.C.– 2015–16[Note 78] 2018-2021
- Ramon Vega – Tottenham Hotspur – 1996–2001
- Johann Vogel – Blackburn Rovers – 2007–09
- Reto Ziegler – Tottenham Hotspur, Wigan Athletic – 2004–07
- Granit Xhaka - Arsenal F.C. - 2016

## Togo
- Emmanuel Adebayor – Arsenal, Manchester City, Tottenham Hotspur, Crystal Palace – 2005–16
- Yoann Folly – Southampton – 2003–05[Note 2][Note 43]
- Moustapha Salifou – Aston Villa – 2007–08

## Trinidad và Tobago

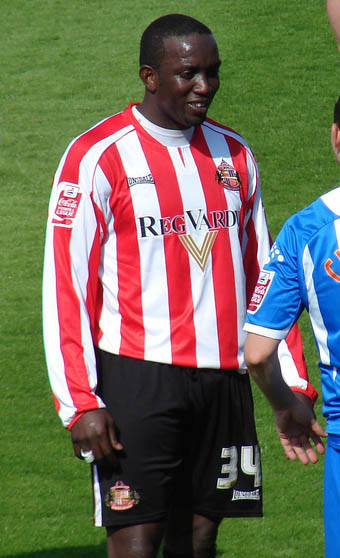
Dwight Yorke 123 lần làm tung mành lưới đối phương tại Premier League, kỷ lục đối với một cầu thủ châu Mỹ

- Ian Cox – Crystal Palace – 1994–95[Note 4]
- Carlos Edwards – Sunderland – 2007–09
- Shaka Hislop – Newcastle United, West Ham United, Portsmouth – 1995–2002, 2003–06[Note 4][Note 44]
- Gavin Hoyte – Arsenal – 2008–09[Note 4][Note 63]
- Justin Hoyte – Arsenal, Sunderland, Middlesbrough, – 2002–09[Note 4][Note 44]
- Stern John – Birmingham City, Sunderland – 2002–05, 2007–08
- Kenwyne Jones – Southampton, Sunderland, Stoke City, Cardiff City – 2004–05, 2007–14
- Clint Marcelle – Barnsley – 1997–98
- Jlloyd Samuel – Aston Villa, Bolton Wanderers – 1999–2010[Note 44]
- Jason Scotland – Wigan Athletic – 2009–10
- Tony Warner – Fulham – 2005–06, 2007–08[Note 4]
- Dwight Yorke – Aston Villa, Manchester United, Blackburn Rovers, Birmingham City, Sunderland – 1992–2005, 2007–09

## Tunisia
- Yohan Benalouane – Leicester City – 2015–16[Note 2][Note 43]
- Radhi Jaïdi – Bolton Wanderers, Birmingham City – 2004–06, 2007–08
- Wahbi Khazri – Sunderland – 2015–16[Note 2][Note 43]
- Mehdi Nafti – Birmingham City – 2004–06, 2007–08[Note 2]
- Hatem Trabelsi – Manchester City – 2006–07

## Thổ Nhĩ Kỳ
- Bülent Akın – Bolton Wanderers – 2002–03[b BEL]
- Alpay – Aston Villa – 2000–04
- Yıldıray Baştürk – Blackburn Rovers – 2009–10[b FRG]
- Emre Belözoğlu – Newcastle United – 2005–08
- Kerim Frei – Fulham – 2011–13[b AUT][c SUI U21]
- Muzzy Izzet – Leicester City, Birmingham City – 1996–2002, 2003–06[b ENG]
- Jem Karacan – Reading – 2012–13[b ENG]
- Colin Kazim-Richards – Sheffield United – 2006–07[b ENG]
- Nuri Şahin – Liverpool – 2012–13[b FRG]
- Çağlar Söyüncü – Leicester City – 2018–
- Hakan Şükür – Blackburn Rovers – 2002–03
- Gökhan Töre – West Ham United – 2016–17[b GER]
- Cenk Tosun – Everton, Crystal Palace – 2017–20[b GER][c GER U21]
- Tugay – Blackburn Rovers – 2001–09
- Tuncay – Middlesbrough, Stoke City, Bolton Wanderers – 2007–12
- Hakan Ünsal – Blackburn Rovers – 2001–02

## Trung Quốc
| # | Cầu thủ                          | Câu lạc bộ        | Giai đoạn |
| - | -------------------------------- | ----------------- | --------- |
| 1 | Lý Vĩ Phong (Li Weifeng)         | Everton           | 2002–03   |
| 2 | Lý Thiết (Li Tie)                | Everton           | 2002–04   |
| 3 | Tôn Kế Hải (Sun Jihai)           | Manchester City   | 2002–08   |
| 4 | Đổng Phương Trác (Dong Fangzhuo) | Manchester United | 2006–07   |
| 5 | Trịnh Trí (Zheng Zhi)            | Charlton Athletic | 2006–07   |
| 6 | Nico Yennaris                    | Arsenal           | 2011–12   |

## Ukraina
- Alex Evtushok – Coventry City – 1996–97
- Oleh Luzhny – Arsenal, Wolverhampton Wanderers – 1999–2003
- Sergei Rebrov – Tottenham Hotspur – 2000–02
- Andriy Shevchenko – Chelsea – 2006–08, 2009–10
- Andriy Voronin – Liverpool – 2007–08, 2009–10
- Andriy Yarmolenko – West Ham United – 2018–
- Oleksandr Zinchenko – Manchester City – 2017–

## Hoa Kỳ

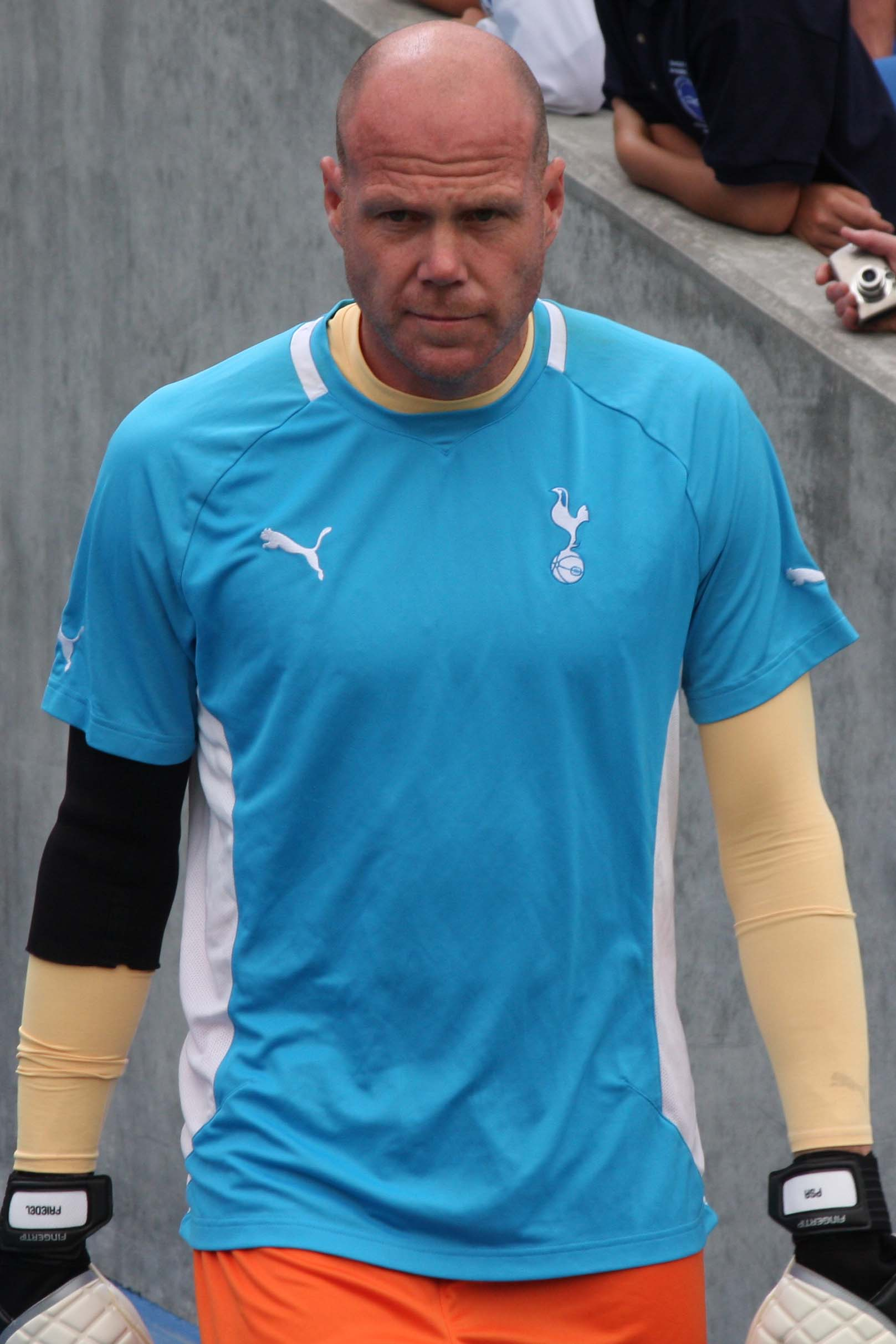
Brad Friedel giữ kỷ lục 310 trận tại Premier Leaguekhi còn bắt cho Blackburn, Aston Villa, và Tottenham

- Jozy Altidore – Hull City, Sunderland – 2009–10, 2013–15
- DaMarcus Beasley – Manchester City – 2006–07
- Carlos Bocanegra – Fulham – 2003–08
- Michael Bradley – Aston Villa – 2010–11
- Geoff Cameron – Stoke City – 2012–16
- Bobby Convey – Reading – 2006–08
- Jay DeMerit – Watford – 2006–07
- Clint Dempsey – Fulham, Tottenham Hotspur – 2006–14
- Landon Donovan – Everton – 2009–10, 2011–12
- Maurice Edu – Stoke City – 2012–13
- Benny Feilhaber – Derby County – 2007–08[Note 18]
- Ian Feuer – West Ham United, Derby County – 1999–2000, 2001–02
- Brad Friedel – Liverpool, Blackburn Rovers, Aston Villa, Tottenham Hotspur – 1997–2000, 2001–14
- Brad Guzan – Aston Villa – 2008–09, 2011–16
- Marcus Hahnemann – Reading, Wolverhampton Wanderers – 2006–08, 2009–11
- John Harkes – Sheffield Wednesday, West Ham United, Nottingham Forest – 1992–93, 1995–96, 1998–99
- Stuart Holden – Bolton Wanderers – 2009–11[Note 75]
- Tim Howard – Manchester United, Everton – 2003–16
- Eddie Johnson – Fulham – 2007–08, 2009–11
- Cobi Jones – Coventry City – 1994–95
- Jermaine Jones – Blackburn Rovers – 2010–11[Note 19][Note 76]
- Kasey Keller – Leicester City, Tottenham Hotspur, Southampton, Fulham – 1996–99, 2001–05, 2007–08
- Jovan Kirovski – Birmingham City – 2002–04
- Eddie Lewis – Fulham, Derby County – 2001–02, 2007–08
- Eric Lichaj – Aston Villa – 2010–13
- Matt Miazga – Chelsea – 2015–16[Note 33]
- Brian McBride – Everton, Fulham – 2002–08
- Joe-Max Moore – Everton – 1999–2002
- Oguchi Onyewu – Newcastle United – 2006–07
- Preki – Everton – 1992–94[Note 71]
- Tim Ream – Bolton Wanderers – 2011–12
- Claudio Reyna – Sunderland, Manchester City – 2001–07
- Brek Shea – Stoke City – 2012–14
- Johann Smith – Bolton Wanderers – 2006–07
- Juergen Sommer – Queens Park Rangers – 1995–96
- Jonathan Spector – Manchester United, Charlton Athletic, West Ham United – 2004–11
- DeAndre Yedlin – Tottenham Hotspur, Sunderland – 2014–16
- Roy Wegerle – Blackburn Rovers, Coventry City – 1992–95[Note 14]
- Zak Whitbread – Norwich City – 2011–12
- Christian Pulisic - Chelsea F.C. - 2019-

## Uruguay
- Miguel Britos – Watford – 2015–16

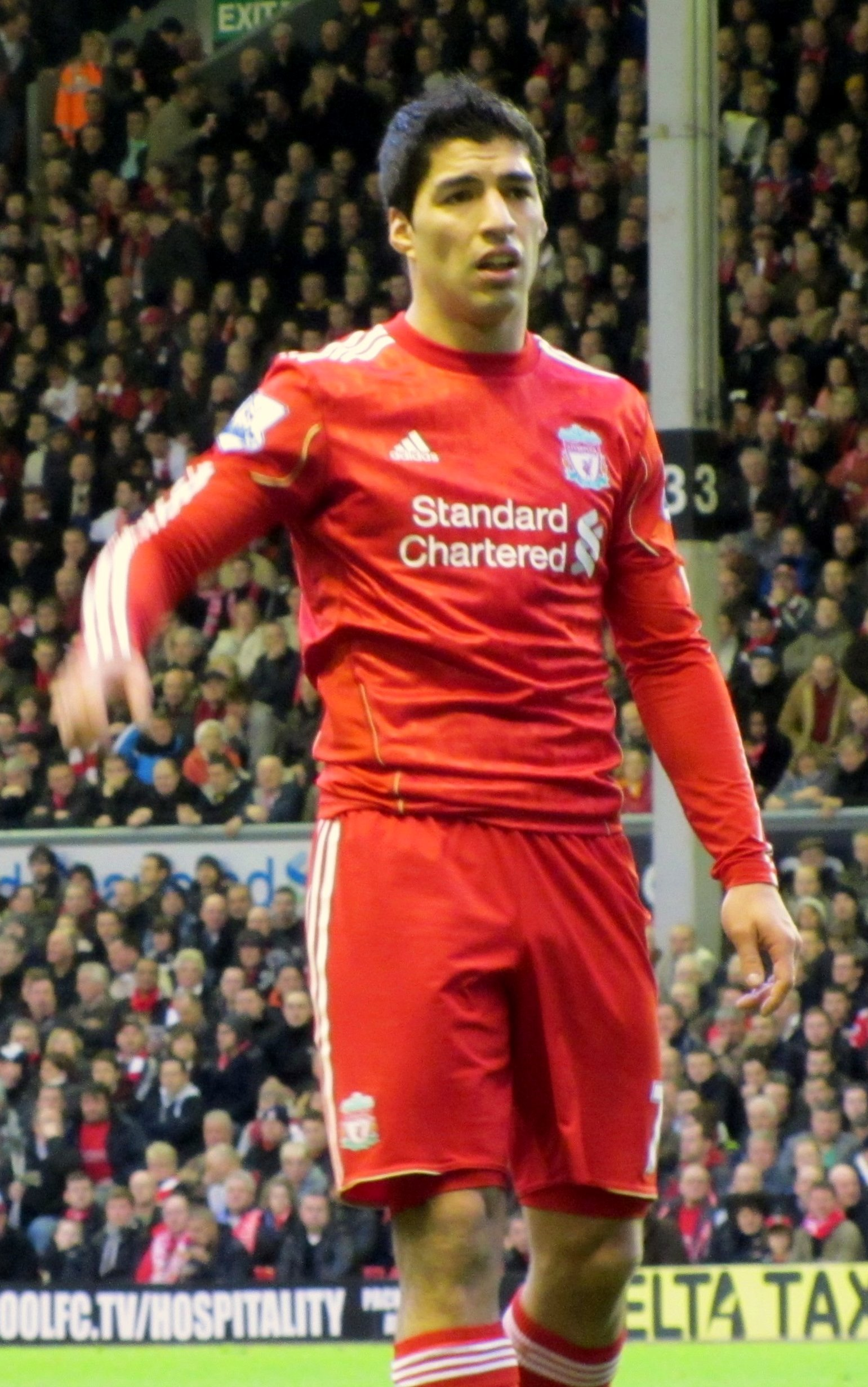
Luis Suárez là vua phá lưới tại mùa giải 2013–14 với kỉ lục 31 bàn.

- Edinson Cavani  - Manchester United F.C. - 2020-
- Sebastián Coates – Liverpool, Sunderland – 2011–13, 2014–16
- Diego Forlán – Manchester United – 2001–05
- Ignacio María González – Newcastle United – 2008–09
- Abel Hernández – Hull City – 2014–15
- Walter Alberto López – West Ham United – 2008–09
- Williams Martínez – West Bromwich Albion – 2005–06
- Walter Pandiani – Birmingham City – 2004–06
- Adrián Paz – Ipswich Town – 1994–95
- Omar Pouso – Charlton Athletic – 2006–07
- Diego Poyet – West Ham United – 2014–15[Note 87][Note 41]
- Gustavo Poyet – Chelsea, Tottenham Hotspur – 1997–2004
- Gastón Ramírez – Southampton, Hull City – 2012–16
- Darío Silva – Portsmouth – 2005–06
- Gonzalo Sorondo – Crystal Palace, Charlton Athletic – 2004–07
- Luis Suárez – Liverpool – 2010–14
- Guillermo Varela – Manchester United – 2015–16

## Venezuela
- Fernando Amorebieta – Fulham – 2013–14[Note 77][Note 70]
- José Salomón Rondón – West Bromwich Albion – 2015–16

## Zambia
- Emmanuel Mayuka – Southampton – 2012–13, 2014–15
- Collins Mbesuma – Portsmouth – 2005–06

## Zimbabwe
- Benjani – Portsmouth, Manchester City, Sunderland, Blackburn Rovers – 2005–11
- Bruce Grobbelaar – Liverpool, Southampton – 1992–96[Note 14]
- Peter Ndlovu – Coventry City – 1992–97